# Revolució Oriental

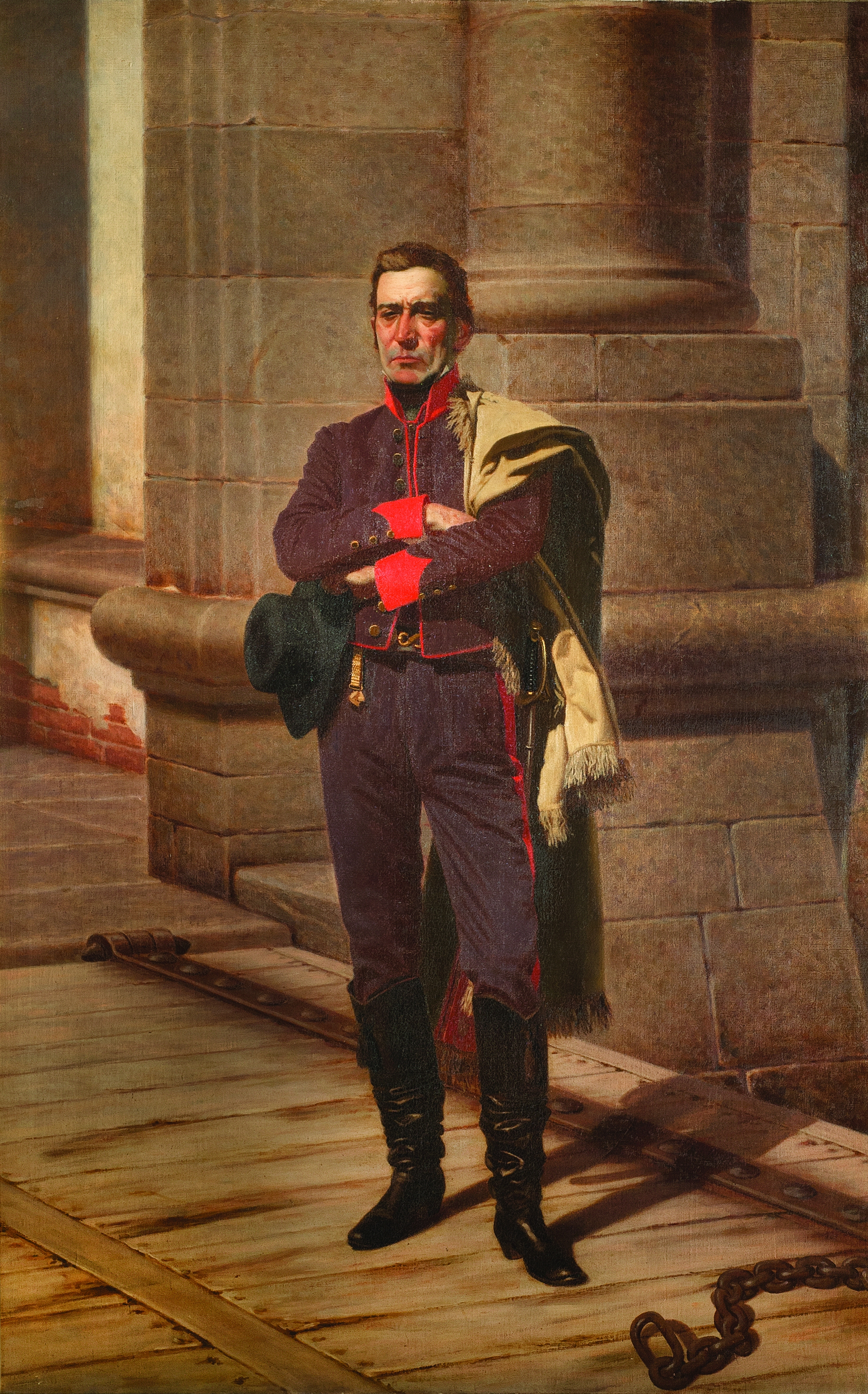
Artigas a la Ciudadela (1884), quadre de Juan Manuel Blanes.

L'anomenada Revolució Oriental va ser un moviment inicialment amb un caràcter autonomista expressat així en les Instruccions que portaven els diputats orientals al congrés provisional reunit a Buenos Aires el 1813. Fins aleshores, no s'havia plantejat la possibilitat de crear, en el territori de la Banda Oriental, un país independent de les altres províncies del Virregnat del Riu de la Plata. Però, en la lluita per resistir les imposicions del centralisme de Buenos Aires i la conseqüent aspiració a aconseguir autonomia política, es va anar gestant un sentiment nacionalista (anomenat l'«orientalitat») que va acabar sent un dels factors determinants en fomentar la separació posterior el 1828.

## La Revolució de Maig
Al maig del 1810, la Junta de Sevilla i el virrei Baltasar Hidalgo de Cisneros van forçar la convocatòria d'un Cabildo Obert que es va pronunciar en contra seu. Dels 50.000 habitants, només 5.000 eren considerats com a veïns, però només en van ser convocats 500, dels que van concórrer-ne la meitat, ja que els contingents de patricis van encerclar el Cabildo negant el pas als veïns honrats i deixant passar només als confabulats, segons denunciaria després Cisneros.
Les aproximadament 260 persones que van participar-hi, representaven les màximes autoritats virregnals (Reial Audiència, dignitats eclesiàstiques i caps militars), el Consolat de Comerç, el Tribunal de Comptes, els alts directius i jerarquies administratives, i els rectors eclesiàstics. La resta eren veïns destacats que, ja fos pel seu cognom il·lustre o per la seva florent situació econòmica, van assistir al congrés del 22 de maig.
A les 9 del matí, l'escrivà va declarar constituït el Congrés General Extraordinari que posava èmfasi en la unitat i indivisibilitat de la monarquia espanyola; Cisneros deixava clar que tota decisió que no atengués aquesta premissa seria declarada nul·la. Quan van començar els debats, es va apreciar que hi havia dos grans postures clarament diferenciades i enfrontades: els qui, negant autoritat al Consell de Regència espanyol constituït a la metròpoli, parlaven d'acefàlia (que el congrés estava mancat de lideratge) i propiciaven la substitució del virrei per una autoritat triada pels criolls, i els que buscaven dilatar o impedir tot canvi congelant la situació. Molt aviat, es va fer evident que l'anomenat "partit crioll" reunia una àmplia majoria i que la sort del virrei estava decidida.
No es van aixecar actes de la reunió, per la qual cosa es fa difícil la reconstrucció de les intervencions. Ha calgut realitzar aquesta reconstrucció a partir de les memòries dels protagonistes, per la qual cosa hi han grans contradiccions. Hi va haver discursos sorprenents, com el de l'exgovernador de Montevideo, el general Pascual Ruiz Huidobro, que es va alinear a favor dels canvis i va proposar la destitució del virrei i l'assumpció del poder pel Cabildo de Buenos Aires (únic exponent, al seu parer, de la sobirania popular). Alguns van exposar posicions extremistes, com l'atribuïda per Cornelio Saavedra (en les seves memòries) al bisbe Lué, qui hauria dit que mentre existís un espanyol lliure, hauria d'exercir el poder abans que el primer dels americans. Però les intervencions bàsiques, aquelles que van definir les línies bàsiques del debat, van ser les del doctor Juan José Castelli, les del fiscal civil de la Reial Audiència, doctor Manuel Genaro de Villota, i la del doctor Juan José Paso.

### Intervenció de Castelli
La intervenció de Juan José Castelli va constituir la base del que s'anomenaria després el Dogma de Maig, el fonament teòric de la revolució. Amb la caiguda de Ferran VII i l'abandonament de la causa per part de la regència que va quedar en el seu lloc -va dir Castelli- es va produir una situació d'acefàlia (manca de lideratge) i, d'acord amb la teoria clàssica de la monarquia usdefructuaria, la sobirania havia de tornar al poble, a la nació. El poble d'Espanya havia exercit aquesta sobirania a través de les juntes locals i, més tard, de la Junta Central Governativa de Sevilla. Aquesta, emanació directa de la voluntat popular, tenia un poder governatiu legítim, però de cap manera poders constituents; podia manar, però no disposar qui exerciria el poder en cas de la seva dissolució. En produir-se aquesta, la sobirania tornava una vegada més al poble, i es feia necessària una nova manifestació de la seva voluntat. Per tant, l'autoritat del Consell de Regència era nul·la, i particularment ho era a Amèrica, ja que els ciutadans de les colònies no havien participat en absolut de la seva constitució. De tot això va inferir Castelli en la seva premissa bàsica: els ciutadans de les colònies americanes, els drets dels quals eren essencialment iguals als dels peninsulars, havien adquirit així la prerrogativa d'exercir lliurement la seva sobirania.
Alhora -va seguir dient- en caducar l'autoritat del rei i desaparèixer els seus organismes, la potestat dels virreis i restants autoritats subalternes també havia cessat. El poder de les institucions del govern dependents de la Corona era un reflex directe d'aquesta; Per tant, era lògic concloure que en extingir l'autoritat bàsica, desapareixen també els poders que d'ella emanaven. En particular la del virrei Cisneros, que havia estat designat per un organisme -la Junta Central governativa- que ja no existia.
Com a conclusió de la seva intervenció, Castelli va sostindre que la situació del moment era d'acefàlia (manca de lideratge); que l'autoritat del virrei i altres institucions locals havia caducat i que el poble crioll estava en condicions d'exercir la seva sobirania, donant-la al govern que més li convingués. En la seva opinió, s'havia de constituir una junta autònoma de govern.

### Intervenció de Villota
De les exposicions hostils a la postura anterior va destacar, per la seva coherència, la del fiscal Villota. Aquest va partir del reconeixement de la situació de manca d'autoritats, amb els mateixos fonaments que havia emprat Castelli, i va admetre el retorn de la sobirania al poble; però va sostenir que aquesta sobirania era única i indivisible, i que havia de expressar-se en les Corts del Regne, com a organisme representatiu de tot el poble espanyol. Això no s'havia pogut materialitzar encara per les dificultats derivades de l'ocupació estrangera, i havia derivat en la constitució del Consell de Regència; Però aquest, tot i admetent les objeccions de Castelli, havia tingut el reconeixement posterior dels espanyols peninsulars, el que legitimava el seu poder. Per tant, -va concloure- calia acatar l'autoritat de les institucions vigents fins que es poguessin reunir les Corts del Regne, seu única de la sobirania, les que determinarien el rumb a prendre. Amb lògica implacable, Villota va negar que aquella reunió de ciutadans de Buenos Aires pogués prendre cap decisió sobre la vigència o caducitat d'institucions que transcendien el marc de la capital virregnal i comprometien a tots els ciutadans del territori; si els habitants de Buenos Aires podien exercir la seva sobirania en aquest cas, idèntic dret tenien els habitants de les províncies de l'extens virregnat, el que provocaria la desintegració política de la nació espanyola. La seva proposta va ser, llavors, mantenir la vigència transitòria de les autoritats fins que es poguessin reunir les Corts del Regne o, en el pitjor dels casos, fins que és donessin les condicions per reunir un congrés de tot el virregnat.

### Intervenció de Paso
L'altre discurs determinant va ser el de l'advocat doctor Juan José Paso, un home que jugaria un paper molt destacat en els anys immediats dins de la política del Riu de la Plata. Paso va coincidir essencialment amb Castelli, i havia sostingut que la situació d'aquest moment era de manca de líders, per la qual cosa es feia necessària una expressió de la sobirania popular. Però la novetat va consistir en la resposta a la forta objecció de Villota sobre el dret dels ciutadans de Buenos Aires a prendre mesures la jurisdicció de la qual transcendia àmpliament el marc urbà. Així Paso va defensar que com en una situació de crisi familiar -va dir- corresponia al germà gran fer-se càrrec dels interessos dels menors, Buenos Aires, «germana gran» de les altres províncies del virregnat (per ser la capital), havia de sostenir la representació provisional de les altres províncies (les seves «germanes menors») fins que pogués reunir-se una assemblea provincial en la qual totes poguessin fer sentir les seves opinions. La molt discutible tesi de la «germana gran» -que va passar a formar part del Dogma de Maig- tancava la gènesi del que seria la postura política de l'unitarisme, basada en la necessitat d'instal·lar un govern fort i centralitzat a Buenos Aires, seu de la «civilització» enfrontada a la «barbàrie» provincial. Contra aquesta tesi política s'alçarà més tard el vigorós moviment provincial autonomista conegut com a federalisme.
Tots aquests arguments de tall jurídic tractaven de justificar posicions polítiques ben diferenciades; Per una banda, els criolls pretenien imposar la immediata caducitat de les autoritats virregnals i el seu ascens directe al poder polític, mentre els altres -els defensors del sistema colonial- procuraven guanyar temps impedint tot canvi en el statu quo.
Finalitzats els debats, es va proposar una votació sobre «Si s'havia de subrogar una altra autoritat a la superior que tenia l'excel·lentíssim senyor virrei depenent de la sobirania que s'exercia legítimament en nom del senyor don Ferran VII». El procediment d'emissió i còmput dels sufragis no podia ser més molest, ja que cada votant podia proposar la fórmula que millor li semblés, i va ser necessari fer un complex treball de classificació. Va ser impossible realitzar l'escrutini aquella mateixa nit, i es va decidir citar al Congrés per a una nova reunió l'endemà, 23 de maig, a les tres de la tarda. Aquesta reunió va haver de ser suspesa, ja que a l'hora fixada encara no es disposava dels resultats de la votació. La tasca de classificar i comptar els sufragis estava a càrrec del Cabildo, que feia les sessions a porta tancada. Finalment, la nit del 23 es van obtindre les xifres definitives: 69 vots a favor de la continuïtat del virrei i 155 vots per la seva substitució. La fórmula majoritària, proposada pel comandant militar Cornelio Saavedra, constava dels següents passos:
1. Cessar al virrei don Baltasar Hidalgo de Cisneros.
2. El poder recauria transitòriament en el Cabildo de Buenos Aires, emanació directa de la sobirania popular de la ciutat.
3. El Cabildo havia de nombrar immediatament una junta provisional de govern.
4. Aquesta junta exerciria el comandament amb el compromís de convocar, a la major brevetat possible, un congrés de diputats de totes les províncies del virregnat, a l'efecte de prendre resolucions definitives sobre el futur polític d'aquests territoris.

Es tractava de la consagració total de la teoria de Castelli i Paso sobre la nul·litat del Consell de Regència i de les autoritats colonials, i de la funció de Buenos Aires com "germana gran" de les altres províncies. El Partit Crioll havia triomfat.
El Cabildo, format majoritàriament per conservadors, va intentar conciliar postures per mitjà de la formació d'una junta de govern que presidiria el virrei, imitant l'exemple de la Junta de Montevideo del 1808 en ocasió de la destitució del governador Elío. El dia 24 es van iniciar aquestes negociacions; inicialment el Cabildo va emetre una resolució segons la qual el virrei continuaria en el seu càrrec acompanyat d'una junta de govern; Però l'oposició dels comandants militars a aquesta fórmula va obligar a substituir-la per una altra que creava una junta presidida per don Baltasar Hidalgo de Cisneros. En arribar la nit el Cabildo va convocar aquesta junta, que va arribar a reunir-se, i va pretendre sotmetre-la a un reglament que establia que l'autoritat d'aquesta quedaria subordinada a la d'aquell (és a dir, la junta havia d'obeir al Cabildo, aberració jurídica, ja que aquella tenia jurisdicció en tot el territori i aquesta només a la ciutat de Buenos Aires). Però Castelli, que la integrava i s'havia erigit en portaveu principal del Partit Crioll, va considerar que tot allò era una maniobra desconeixent el pronunciament del dia anterior i va sostenir la nul·litat de les actuacions. La brevíssima junta, llavors, va decidir dissoldre's i tornar el comandament al Cabildo.
La veritat és que, malgrat les seves denúncies i protestes, el virrei va ser substituït per una Junta Provisional -coneguda com a Junta de Maig- presidida per Cornelio Saavedra; En definitiva, 250 veïns que suposadament sostenien el mandat sobirà. El document en el qual es pauten els continguts del viratge polític (elaborat per Mariano Moreno que a diferència de Saavedra era partidari de la revolució en termes absoluts) té alguns passatges que parlen per si sols:
| « | Mai s'han posat els fonaments d'una nova república, d'una altra manera que pel rigor, el càstig i la sang de tots aquells membres que poguessin impedir el seu progrés (...) Si ens pinten a la llibertat cega i armada d'un punyal, és perquè cap Estat envellit o de províncies pot regenerar-se sense abocar rierols de sang (...) Tots els enemics que caiguin en poder de la pàtria i que siguin d'importància per la seva jerarquia administrativa o militar, per la seva riquesa, per la seva influència o pel seu talent, han de ser decapitats (...) Els bàndols i mandats públics han de ser molt sanguinaris i molt executius. | » |

Finalment Cabildo va avalar la creació d'una junta, després de certes pressions a aquesta institució. Domingo French i Antonio Beruti la van crear, en un document que estava format per uns 400 ciutadans, i el Cabildo es va limitar a oficialitzar la proposta. Va quedar així integrada l'anomenada Junta de Maig, primer govern autònom del Riu de la Plata.

## La reacció de Montevideo
Una de les primeres preocupacions de la Primera Junta de Maig va ser la d'aconseguir imposar la seva autoritat per part de Montevideo (que seguia estant sota el control espanyol), la ciutat comercial que rivalitzava amb Buenos Aires. A aquests efectes es va enviar al capità Martín Galain, que era portador d'un ofici de la Junta de Maig, que apareixia esbossada la tesi jurídica que havia portat a la seva creació:
| « | (...) doncs no podent ja sostenir-se la unitat constitucional sinó per mitjà d'una representació que concentri els vots dels pobles, encoratgi contra l'Estat qualsevol que resisteixi aquest mitjà produït per la trista situació de la península, i únic per a proveir legítimament una autoritat que exerceixi la representació del senyor Ferran VII i per sobre la guarda dels seus augusts drets, per una nova inauguració que salvi les incerteses en què està embolicada la veritable representació de la soberanía | » |

A això, el capità Galain portava també un ofici del deposat virrei Cisneros al governador Joaquín de Soria, en què se li informava que havia passat i concloïa que:
| « | (...) considerant el medi adoptat per aquest poble (Buenos Aires); Dirigit a conservar aquests dominis al seu legítim propietari don Ferran VII, esperava que contribuiria per la seva part a l'assoliment de tan alts finalitats pel que tant interessa: L'ordre, la subordinació i la unió de voluntats que han de manifestar-se, enviant immediatament a la capital els diputats autoritzats amb els poders necessaris per a què, en junta general, determinin el que hagi de practicar-se. | » |

Aquest ofici, del deposat virrei Cisneros, que es manifestava en acord amb el que disposava la Junta de Maig, volia aclarir el que més tard el mateix Cisneros denunciaria com «arrencat per mitjà d'una coacció».
L'1 de juny del 1810 es va reunir un cabildo obert a Montevideo en el qual van participar els principals membres de la societat: Autoritats civils, militars i eclesiàstiques, i «a part més sana del veïnat» (el patriciat comercial i saladerista), a més del enviat de Buenos Aires Galain. Allí, i després d'una apassionada discussió, es va decidir el principi d'acatar l'autoritat de la Junta de Buenos Aires, però amb condicions, i es va nomenar una comissió perquè redactés el plec que les contingués.
Però la nit de l'1 o del 2 de juny s'ancorava el bergantí «Nou filipí», portador de voluminoses i falses notícies que parlaven de grans triomfs de les tropes comandades pel Consell de Regència i de la reculada dels francesos a tota España.
Això va provocar un canvi radical de la situació, i el dia 2 es va tornar a reunir el Cabildo Obert. Es van portar els plecs davant de l'Ajuntament que estava reunit al Cabildo, el 2 de juny «un crit general de l'Assemblea va determinar que es reconegués al Consell de Regència i se suspengués tota deliberació sobre el nomenament de Diputats i altres punts acordats en la sessió anterior, fins a veure els resultats d'aquestes notícies a la Capital». Tot i que l'Assemblea va determinar revocar tots els punts aprovats el dia anterior i reconèixer l'autoritat del Consell de Regència, es va decidir també acatar l'autoritat de la Junta de Buenos Aires sempre que aquesta reconegués la regència peninsular, el que equivalia indubtablement a una negativa.
Simultàniament es rebien notícies de Buenos Aires, per part dels emigrats disconformes amb les disposicions de la Junta, que assignaven un caràcter revolucionari i independentista al nou Govern i posaven en dubte l'autenticitat de la carta de Cisneros a Soria, del 27 de maig.
La missió Galain va fracassar, i la Junta va enviar a una de les seves principals figures, el doctor Juan José Paso a Montevideo. Hi va arribar el 13 de juny. Portava un llarg ofici del seu govern en el qual es mantenia una posició ambigua davant del Consell de Regència i s'instava a mantenir la unitat política del Riu de la Plata.
Quan Paso va desembarcar, va ser allotjat extramurs, prohibint-li la entrada a la ciutat. Els carrers eren plens de marins i de peces d'artilleria, i semblava com si la ciutat es preparés per a la guerra. Malgrat tot, el Cabildo va rebre a Paso en sessió tancada, el mateix dia 13 de juny, però es va posposar a la espera de les decisions d'un cabildo obert que es realitzaria el dia 15. Mentrestant el diplomàtic de Buenos Aires havia de romandre fora de la muralla.
El dia previst es va desenvolupar el Cabildo Obert; Els integrants eren generalment els mateixos integrants de l'Assemblea del dia anterior. Davant el Cabildo, Paso va fer una exposició que va durar 45 minuts. Va donar lectura al ja esmentat ofici de la Junta del dia 8. El Dr. Paso va informar al Cabildo Obert sobre el que havia passat a Buenos Aires, els propòsits que presagiava la Junta i els motius per no reconèixer la Regència, sol·licitant la unió del poble de Montevideo amb la Capital. Però les seves paraules van ser interrompudes constantment per crits i insults provinents del sector organitzat per Salazar.
Quan va haver acabat, va demanar la paraula el propi Salazar, que va sostenir amb vehemència la legitimitat del Consell de Regència i va criticar les mesures adoptades per Buenos Aires. Va finalitzar la seva intervenció coincidint amb Paso en què era de gran importància conservar, en aquella conjuntura, la unitat del Riu de la Plata, però havia de fer-ho mitjà d'un canvi de Buenos Aires i no per un canvi de Montevideo. En el seu suport va parlar després el prestigiós comerciant Mateu Magarinyos. La posició juntista només va ser defensada pel pare José Manuel Pérez Castellà, un partidari de Ferran VII i partidari de l'autonomia governativa dels criolls; La seva postura valenta li va valer una sanció per part de les autoritats de Montevideo.
Finalment, la situació de Paso, acusat de traïdor i insultat d'una forma cada cop més agressiva per un sector dels membres del Cabildo, es va fer insostenible. Paso es va retirar, protegit pel coronel Murgunido. El Cabildo Obert va decidir llavors mantenir en tots els seus termes la resolució del 2 de juny. I després va prosseguir per reconèixer el dia 16 de juny el Consell de Regència.
Abans de tornar, Paso va realitzar un últim intent durant la nit del 16 de juny, tractant per última vegada de modificar l'actitud dels caps de Montevideo, demostrant amb la exhibició de documents, el propòsit de Portugal d'apoderar-se de la ciutat, però aquesta nova temptativa va fracassar davant la ferma actitud dels líders espanyols.
Hi havia, però, un sector de la població que mirava amb simpatia la causa autonomista i independentista. El 12 de juliol va esclatar un motí militar dirigit pels oficials Prudenci Murguiondo i Juan Balbín González Vallejo inspirat per Pedro Feliciano Cavia. Els amotinats es van atrinxerar a la Ciutadella i van exigir, a més de reivindicacions professionals i econòmiques, la destitució de Salazar i del capità Ponce de León. El moviment va ser desbaratat pel governador Soria; Murguiondo i Vallejo van ser empresonats, i Feliciano de Cavia va escapar a Buenos Aires.
Aquesta reacció tan negativa per part de Montevideo cap a la Junta de Maig es pot entendre per diversos motius. Primer pel gran contingent militar espanyol, com els veterans del «Fix», els batallons d'Artilleria, el Batalló d'Enginyers i l'imperant cos de la Marina, integrats en la seva immensa majoria per espanyols europeus, sense arrelament amb la textura socioeconòmica de la Banda Oriental.
D'altra banda es troben el grup de «gent principal, del veïnat i del comerç de la Ciutat», essent homes que ostentaven un gran poder i riquesa en la societat oriental de l'època i que mantenien el monopoli sobre alguns productes essencials de la Banda oriental controlant l'exportació, gran part de la importació i l'important tràfic d'esclaus. Entre aquests destacaven, Batlle i Carreó, Pedro Berro Errazquin, Sáenz de la Maza, i Agell i altres. Pesava en la seva actitud, la rivalitat comercial amb Buenos Aires, amb la disputa de ports en la qual Montevideo havia comptat, en general, amb la protecció de les autoritats peninsulars, i en particular després de les invasions angleses. La Junta de Buenos Aires era per a ells la representació política dels principals rivals en el tràfic mercantil del Riu de la Plata i l'amenaçadora perspectiva de perdre l'important paper del comerç de Montevideo en favor de Buenos Aires, mantenint-se així fidels a les autoritats espanyoles.
Durant els mesos de juliol i setembre, l'autoritat de Montevideo va correspondre a Salazar, home que impulsaria una sèrie de mesures polítiques, militars i fiscals buscant pacificar la campanya oriental i subjugar sota el poder de Montevideo amb l'objectiu de complir la vella aspiració de Montevideo d'unificar el territori de la Banda Oriental sota el seu únic domini.
El poderós i influent comandant Salazar també va adoptar mesures per incrementar el poder marítim de Montevideo, confiant que la millor defensa d'aquesta era el domini dels rius. Al setembre escrivia a Espanya que «la salvació d'Amèrica depenia de Montevideo»  i sol·licitava auxili urgent «perquè aquesta Banda no donava per sostenir als empleats i molt menys per a les despeses de tropes i expedicions». Així mateix, i per la seva influència, es va estudiar un règim de supressió dels privilegis dels que gaudia el comerç amb ports estrangers. Montevideo i Colònia es van convertir des de llavors en els principals bastions en què s'afirmava l'obediència al Consell de Regència.
A les viles de la Governació de Montevideo, com Sant José, San Juan Bautista i Guadalupe, es va decidir no reconèixer a la Junta d'acord amb la seva capital, mentre que a Colonia, Maldonado, Soriano i Rosario, totes dependents directament de Buenos Aires, es va acatar a la Junta. També van prestar acatament a la Junta els comandants militars Bernabé Zermenyo (de la Fortalesa de Santa Teresa), Joaquín de Paz (de Melo) i Francisco Redruello (de Belén (Uruguay)). Excepte Belén, les altres poblacions van caure després sota el control dels reialistes de Montevideo.

## Bloqueig de Buenos Aires
A partir del 3 de setembre es va declarar bloquejat el port de Buenos Aires i es va enviar al capità de la fragata José Primo de Rivera i Ortiz de Pinedo amb 9 vaixells de guerra. El comandant de l'estació naval britànica, el comodor Robert Elliot va decidir reconèixer la legalitat de l'acció de Montevideo, el que va provocar la queixa de la Junta (que ho considerava contrari a dret) i de part dels comerciants anglesos, queixes que van ser traslladades pel comandant de la Mistletoe, Roberto Ramsay, a l'encarregat de negocis britànic a Rio de Janeiro, Lord Strangford.
El 10 de setembre la flota es va presentar davant del port de Buenos Aires. Al vespre va destacar els seus falutxos i va capturar dues llanxes de trànsit amb el que es va donar per bloquejada la ciutat. La nit del 16 de setembre un fort pampero va provocar una extraordinària baixant que va allunyar la flota assetjadora i va provocar que els vaixells encallessin i haguessin de ser apuntalats. A Buenos Aires es van iniciar preparatius per atacar-los amb cavalleria i basses i rais carregats amb artilleria, però es va demorar la decisió per por a un creixement sobtat de l'aigua i no es va iniciar cap moviment. Aquella matinada efectivament les aigües van tornar al seu curs i el dia 21 el bloqueig es va restablir reforçat amb la corbeta Diamant.
Ramsay va tornar el 10 d'octubre amb plecs del vicealmirall Miguel de Courcy, cap de l'estació naval del Brasil, en els quals desaprovava la conducta de Elliot i li ordenava dirigir-se a Maldonado, acció que va fer efectiva el 15 d'octubre, amb la qual cosa Ramsay va quedar al comandament de la flota a la Plata a la espera que arribés el mateix de Courcy. L'11 d'octubre en ser capturats vaixells britànics, Ramsay va dirigir el seu petit vaixell contra la capitana reialista, la Mercuri, i li va donar un ultimàtum per al seu alliberament. Primo de Rivera va cedir davant l'amenaça amb la qual cosa el bloqueig va quedar suspès.

## Mesures preses pels reialistes a Montevideo
Un cop produïda la fractura de la unitat administrativa del Riu de la Plata, Montevideo va haver d'atendre, a més de les qüestions governatives annexes a la seva separació de l'antiga capital virreinal, les econòmiques i fiscals consistents en atendre «la manutenció de la tropa i altres empleats», proveir les despeses requerides per preparar la guerra contra els «insurgents» de Buenos Aires, les escaramusses inicials que ja s'havien produït, i fins i tot recaptar auxilis per enviar a Espanya, ocupada amb la guerra d'independència contra Napoleó.
El 24 d'agost, el Governador Soria transmetia al Cabildo l'ordre rebuda d'Espanya en el sentit que els americans havien d'auxiliar a l'Estat de forma obligatòria. Es van implementar els «Donatius Patriòtics» què consistien en la creació de comissions encarregades de recollir casa per casa les contribucions voluntàries dels ciutadans, sistema que es va aplicar no només a Montevideo, sinó també a les viles i pobles de l'interior. Cabildos i comandants militars van ser els encarregats d'aquesta tasca, havent-se encomanat als últims «recol·lectar el producte de tots els rams de la Hisenda Pública». Els resultats, no obstant les reiteracions de les comissions i les ordres, no van ser prou satisfactòries.
| « | Els veïns que han tingut voluntat - informava el Cabildo de Soriano al Comandant de Colònia, Ramón del Pino -, que s'han esforçat amb el que han pogut atenent la calamitat i circumstàncies del temps, però diversos s'han encongit, i no han volgut estendre les seves mans per a tan lloable fi. | » |

Simultàniament el Governador Soria va decidir recórrer a la propietat com a font de recursos. El 23 d'agost es va fer saber als alcaldes, Cabildos i Comandants Militars que havia de procedir-se a un examen de les terres reials (bens territorials i de la corona que estaven sota el domini i administració del monarca) en poder de posseïdors amb «títols imperfectes o d'ocupants precaris». A aquests efectes se citaria i s'emplaçaria per banda, a fixar-se en tots els paratges públics, als posseïdors, perquè exhibissin els justificatius dels tràmits de denúncia incompleta en el termini determinant de quaranta dies.
Aquesta disposició, ja suggerida en altres situacions, en considerar-se el problema del «Arranjament dels Camps» causava un enorme malestar en el règim de tinença de la terra, i va ser resistida en tota la campanya. Malgrat això, Vigodet, poc després de fer-se càrrec del govern, va reiterar el 20 d'octubre, amb singular energia, els termes de la disposició:
| « | Havent-se notat que molts veïns d'aquesta ciutat i de tota la Banda Oriental, que per ara estan sota la jurisdicció d'aquest govern, han mirat amb notable abandonament l'acte de compareixença que antecedeix per entrar en moderada composició amb S.M., sobre els terrenys i bens territorials de la corona que estaven sota el domini i administració del monarca espanyol, que ocupen, creient potser que el Govern toleraria tan criminal actitud, doncs a més de exigir-ho així la seguretat de les seves possessions ho demanda necessàriament el socors de la Pàtria, que és la suprema Llei de l'Estat: alliberin circulars a tots els comissionats i caps militars de la campanya compresos en tota aquesta Banda amb els afegits necessaris, perquè fent notori en la forma més solemne en els seus respectius Partits, per segona vegada, compareguin sense més dilatació i fixant-se l'improrrogable termini de trenta dies sota les penes que per la seva omissió, i silenci, quedessin sense cap dret de preferència i sense acció sobre la possessió adquirida per dilatada que sigui i que admeses a tràmit les denúncies dels terrenys que ocupen, propis de SM, se'ls admetrà a moderada composició, i lliuressin els títols de propietat, i amb ells se'ls posarà en tranquil·la possessió, llançant als resistents i omisos a les crides i emplaçaments d'aquest Govern; I perquè sigui més solemne a tots els habitants d'aquesta Ciutat i la seva jurisdicció, es fixin edictes, en els llocs hbaituals, quedant raó de tot per l'actuari per a constància i que tingui els efectes oportuns. | » |

Les activitats fiscals implementades per Soria i després repetides per Vigodet van resultar contraproduents per als interessos que defensaven. Veient en cada crioll un conspirador en potència, van enviar a la campanya unes «partides tranquil·litzadores», que van actuar amb extrem rigor i crueltat contra els presumptes simpatitzants del govern de Buenos Aires.

## L'Arribada d'Elío
El 7 d'octubre del 1810 va arribar a Montevideo des d'Espanya Gaspar de Vigodet, nomenat nou governador de Montevideo, i el 12 de gener del 1811 va arribar Francisco Javier de Elío, que tornava amb el títol de virrei del Riu de la Plata. Elío, que havia estat extremadament popular al 1808 com a defensor de l'autonomisme de Montevideo, seguia sent un patriota espanyol, enemic mortal de la idea divisionista. Va evitar anar a Buenos Aires i es va instal·lar a Montevideo, des d'on va oficiar al govern de Buenos Aires exigint el reconeixement de la seva dignitat virreinal. La Junta Gran va respondre, amb intransigència, que «el sol títol de virrei ofen la raó i el bon sentit». Fidel al seu estil directe, Elío va declarar llavors «rebel i revolucionària» a la junta de Buenos Aires i va establir com a capital provisòria del virregnat a Montevideo (12 de febrer del 1811).
La política del virrei no va alterar les grans línies traçades per l'anterior governador Soria, més aviat les va aprofundir. Va tancar els ports orientals als vaixells de Buenos Aires, va reforçar les milícies en diverses regions del territori, va mantenir les «partides tranquil·litzadores», va confirmar les disposicions de Sòria sobre la regularització de terres ocupades i els «donatius patriòtics», i va establir, a més, un emprèstit (el que avui seria un deute públic que obligaven a la gent a comprar) forçós que havien de pagar tots els ciutadans (clergat, comerciants, empleats, etc.) i que seria retornat quan es rebessin auxilis financers del Perú o d'Espanya. Comptava amb el suport del capità Juan Àngel Michelena, que estava al capdavant d'una flota que patrullava el riu Uruguai. Aquestes mesures repressives adoptades per Soria i Elío des de Montevideo, com les anteriors, van provocar que la imatge del govern de Montevideo es deteriorés entre els principals sectors de la població rural. La radicalitat d'Elío va superar fins i tot al propi Salazar, que va passar a liderar l'ala "moderada" dels espanyolistes i a allunyar-se cada vegada més del virrei.
Com a mesura propagandística, el govern de Montevideo va decidir treure un diari que pogués contrarestar els articles revolucionaris de la Gaseta de Buenos Aires. Al setembre del 1810 la princesa Carlota Joaquima de Borbó va enviar de regal una impremta a la capital de la Banda Oriental, i amb ella es van imprimir durant diversos mesos La Gaseta de Montevideo, que va ser dirigida successivament per Nicolás Herrera i pel fra Ciril Alameda.

## Esclat de la Revolució Oriental

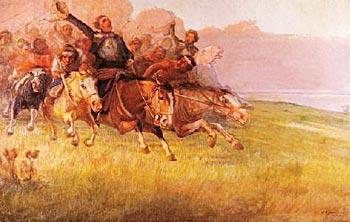
Inici de la revolució oriental. El matí d'Asencio. Oli de Carlos María Herrera.

L'esperit de la campanya era definitivament turbulent, especialment després de la Revolució de Maig i de les mesures repressives adoptades per Soria i per Elío des de Montevideo. Joaquín Suárez, amb destacades figures del patriciat crioll, realitzava reunions conspiratives, per tal de promoure la revolució a la Banda Oriental. Alguns autors esmenten a la Conspiració de Casa Blanca (actual Departament de Paysandú), avortada per Michelena l'11 de febrer del 1811, però autors més crítics pensen que mai va existir
El 15 de febrer, després d'un suposat altercat amb el brigadier Vicente Muesas, el capità Artigas va abandonar la seva guarnició de Colònia al costat del tinent Rafael Hortiguera i del rector de Colònia, Enrique de la Penya, i es va dirigir a Santa Fe i després a Buenos Aires per oferir els seus serveis a la Junta. El 28 de febrer del 1811 dos caps locals, Venancio Benavídez i Pedro Viera, es van pronunciar a favor del govern revolucionari de Buenos Aires a la vora del rierol Asencio, situat en l'actual Departament de Soriano, a uns 10 km de la llavors Capella de Mercedes. Aquest Crit d'Asencio ha estat considerat tradicionalment el principi de la Revolució oriental, tot i que el comandant de Belén (sota dependència de Misiones) i tinent de les milícies Francisco Redruello, es va adherir a la revolució el 1810 i es va mantenir lliure de l'acció dels reialistes de Montevideo, el que va ser confirmat per la seva petició d'ordres al governador de Misiones, Rocamora, el 10 d'agost del 1810 davant les accions de Montevideo sobre Colònia i altres localitats orientals, quedant a cobert d'un atac per vaixell a causa dels salts Gran i Petit del riu Uruguai que interrompien la navegació a l'altura de Salto. Una carta de Rocamora a la Junta, amb data 20 de novembre del 1810, confirma que Belén era lleial. El 4 de març del 1811 Redruello va escriure a Belgrano demanant-li auxili contra els revoltats a Asencio, data que alguns autors han pres com a dia de la insurrecció de Belén.
El Crit d'Asencio i la subsegüent presa de Mercedes i de Soriano van ser l'inici d'un alçament general a la campanya al que un document artiguista denominaria més tard com «admirable alarma».
Així és com Pedro Ojeda va reclutar forces al nord del Riu Negre; Manuel Francisco Artigas i Andrés Latorre a Florida; Fernando Otorgués, capatàs de la real estada del Cerro, va constituir la Divisió de Dracs de la Llibertat, formada per la gent que vivia als afores de Montevideo, el Pantanoso, el Miguelete i el Cerro. Joaquín Suárez a Canelones, Tomás García de Zúñiga i Warnes a Santa Lúcia, els Haedo a Maldonado, els Rivera a Durazno, Lavalleja a Minas, Manuel Artigas a Casupá i Santa Lucía, Blas Basualdo i Baltasar Ojeda a Tacuarembó, Baltasar Vargas (conegut com a Baltavargas) a Rierol Gran (Uruguai), com molts altres més que es van sumar a la revolució.
Faltava el cabdill integrador, que seria Artigas. El 6 de febrer va arribar a Buenos Aires, on va ser nomenat tinent coronel al comandament de les forces que pogués reunir i subordinat directament a José Rondeau, que va assumir l'1 de maig com a comandant de la campanya de la Banda Oriental en ser destituït Belgrano a causa de la Revolució del 5 i 6 d'abril del 1811. la Junta li va donar a Artigas una petita ajuda material immediata de 200 pesos i 164 blandengues. El 9 de març va iniciar el retorn arribant el dia 15 La Bajada i el 24 de març a Concepció de l'Uruguai. El 9 d'abril va desembarcar amb les seves tropes entre Las Vacas i la Calera dels Orfes. Dies després es trobava a Mercedes, on gairebé tota la Banda Oriental estava en armes, excepte Colònia, Montevideo i altres pobles que tenien alguna guarnició.
Mentrestant a Montevideo, Elío al principi no li va donar gran importància a l'alçament de la campanya oriental. El seu desenfocament i ignorància del veritable estat d'aquella, expliquen el menyspreu i la relativa indiferència amb què va enfrontar els primers passos de la revolució. Ell mateix va expressar en un informe del 18 de març al secretari d'Estat:
| « | Al principi vaig creure que només eren algunes partides de lladres, però després és van reunir i capitanejats per oficials que havien desertat de les tropes del meu comandament, amb molts soldats de les mateixes i una multitud de gent d'aquesta, nues i sense sostre, que anomenen "gautxos" (era el nom que rebien els habitants de les planes de sud-amèrica que es dedicaven a l'agricultura), formen diversos grups; Han atacat diverses poblacions obertament, han tret els comandants, han arrestat a tot europeu, els han saquejat casa seva, en una guerra oberta i clara contra tot espanyol. | » |

Quan els fets havien dissipat tot dubte sobre la gravetat de la revolta, altres veus des del camp regentista van ser molt despectives al jutjar les mesures d'Elío, que va mirar -diu Salazar- «amb menyspreu», les primeres notícies de la revolta, sota «la falsa creença que els habitants es trobaven en el mateix estat de submissió i humiliació que anteriorment». Actuava -afegeix el mateix Salazar- «sota l'errat concepte que cinquanta homes decidits acabarien amb una insurrecció de milers, ajudats i afavorits per tots els seus habitants».
Després de la seva arribada a Mercedes, va establir la seva Caserna General en aquell lloc, organitzant i accelerant des d'allà la mobilització i la concentració de les milícies. La primera mesura d'Artigas era consolidar el focus inicial, tractant d'evitar l'excessiva dispersió de les forces, segons els successos perquè la lliure iniciativa dels cabdills no estava orientada per un comando centralitzat. Aquesta situació posava en perill la seguretat i el poder de la revolució.
En aquells moments, els revolucionaris ja estaven ocupant pràcticament tota la campanya de la Banda Oriental, deixant reduïts als espanyols a pràcticament tres llocs fortificats situats al sud: Montevideo, el comandament del qual era exercit pel virrei Francisco Javier de Elío, la Colònia del Sagrament, a càrrec de Gaspar de Vigodet, i Maldonado, ocupada pel coronel Viana.
Mentre que l'organització dels revolucionaris estava en vies d'execució, atès que Artigas tractava de concentrar a totes les forces rebels en un sol lloc. Aquesta operació que es va anar fent de mica en mica, segons el progrés de les partides d'avantguarda artiguista. Artigas prenia com a base per a l'organització de l'exèrcit oriental el seu enquadrament i instrucció, les tropes veteranes de Blandengues i les milícies.
A mitjans d'abril, Manuel Belgrano va ser cridat a Buenos Aires per retre comptes de la seva derrota a la Expedició al Paraguai. Buenos Aires va nomenar a Artigas Segon Cap Intern de l'Exèrcit d'Operacions de la Banda Oriental, segons ho va comunicar la Junta en el seu ofici datat a Mercedes el 27 d'abril del 1811. La Junta Gran, en canvi, designà com a segon cap a Rondeau, qui havia d'arribar a Mercedes a principis de maig. D'acord amb les ordres que havia rebut la Junta, Belgrano nomenà a Artigas Comandant Principal de les Milícies Patrióticas. El 7 de maig, a requeriment de Rondeau, Artigas elevà la següent relació de força:
| « | Operen sota el meu comandament 1.113 homes que tinc distribuïts en diversos punts, per tal que segueixin els efectes positius que han produït el moviment general d'aquesta campanya. Al poble de Minas i Maldonado aguarden 300 homes sota el comandament de don Manuel Artigas, amb ordre d'avançar-se fins a Pando; Uns altres 160 homes, sota el comandament del capità don Baltasar Vargas, corren des del Canelón fins al Cortado, i 200 homes més sota el comandament de don Antonio Pérez, s'aproximen fins al mateix campament enemic que actualment es troba en Las Piedras, i es compon de 800 homes amb 4 peces d'artilleria de 2 i 4. Aquests insurgents al comandament de Posades, […] han acabat amb les vaques lleteres, i comencen ja a sentir la falta de queviures, que no poden adquirir perquè les nostres partides els oprimeixen per tot arreu. Amb aquesta data, he comissionat a don Fernando Otorgués perquè prengui els cavalls i el bestiar de l'Estada del Rei, únic refugi en què els nostres enemics podrien tenir esperances, i per això portarà 50 homes. La resta de la força fins als 1.113 homes detallats, es troben reunits en un campament que tinc fortificat sobre aquest riu Santa Lucía, a la banda del sud | » |

.
	
Mentrestant, el 20 d'abril, les milícies orientals destacades a l'Oest, uns 400 homes sota el comandament de Venancio Benavídez, s'apoderaven del poble de El Colla (actual ciutat uruguaiana de Rosario) lliurat pels seus defensors després d'un parlament en on se'ls van donar només uns minuts per rendir-se i de seguida van ocupar les viles de serps. Gairebé simultàniament les forces reunides per Manuel Antonio Artigas, els germans Quinteros i els germans Vargas, van desallotjar de la vil·la Porongos, a la guarnició que era fidel als reialistes.
Abans d'iniciar les operacions ofensives contra Montevideo, Artigas va imposar l'ordre als pobles del Rierol de la China (actual Concepció de l'Uruguai), Paysandú i Mercedes, per tal de consolidar la seva rereguarda i organitzar les forces i els mitjans per a la obtenció de nous recursos. Elío, amb els seus errors estratègics i amb la seva actitud inicialment passiva i confiada, contribuïa a l'èxit de la Revolució. En dividir les seves forces destacant inicialment partides febles que eren fàcilment vençudes pels criolls, exaltava la moral d'aquests i afavoria la deserció dels partidaris del moviment que hi havia a les seves files. D'altra banda, aquestes partides s'ocupaven de guarnir pobles d'escassa importància militar, en comptes d'ocupar punts neuràlgics per a les comunicacions i reunió de l'enemic. Per restar-li importància al moviment subversiu va assumir una actitud passiva, i actuava amb lentitud donant temps a que les forces orientals s'organitzessin i es concentressin.
Aquests desencerts eren agreujats per les mesures que adoptava en assabentar-se dels primers èxits de la revolució, que revelaven el seu poc tacte administratiu i la desorientació en la que es trobava. També va manar aixecar una forca a la Plaça Major de Montevideo perquè «els traïdors paguessin amb el seu càstig els crims cap al seu Rei i cap a la seva pàtria». Les «Instruccions» que va expedir, el 19 d'abril, per als comandants encarregats de vigilar la campanya, eren minucioses quant a la descripció de les mesures repressives:
| « | Reunirà les seves forces quan ho consideri oportú per atacar un nombre elevat de traïdors que puguin reunir-se: En aquest cas obrarà segons les circumstàncies, i d'acord amb el seu zel i honor, per a extingir tal classe de malèvols ... es proveirà de cavalls extraient tots els que tinguin en les seves estades als insurgents ... sempre que es pugui copsar qualssevol dels que porten armes en contra del nostre monarca, se l'arrestarà i serà conduït a aquesta plaça; I si se l'enxampés obrint foc contra les nostres, amb una justificació davant els oficials i donant-li una hora de terme, serà penjat al mateix lloc on va cometre aquest crim ... tot objecte o hisenda pertanyent al subjecte, serà confiscat, i portat a aquesta plaça, perquè sigui venuda, i dels guanys sigui un terç per als que l'hagin apressat a l'instant, i els dos terços per a la real hisenda. | » |

.

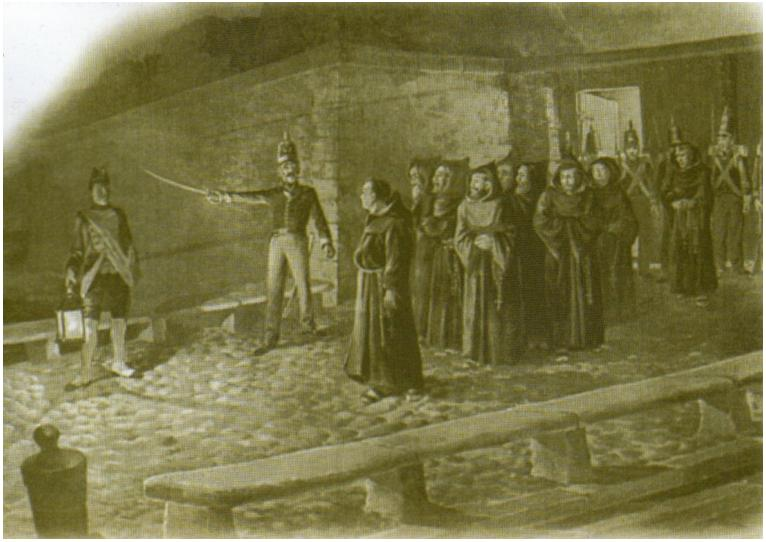
Els monjos franciscans van ser expulsats pels reialistes de la ciutat de Montevideo, per simpatitzar amb la causa revolucionària. Al expulsar-los els reialistes els digueren: "Aneu-vos-en amb els vostres amics, els gautxos"

Entre les mesures poc populars hi havien les d'instal·lar una forca, expulsar els Franciscans, expulsar a 40 famílies criolles vinculades amb els revoltats, alliberar els malfactors perquè combatessin als rebels, aplicar la represàlia com a mesura coercitiva, i confiscar les vendes de propietats pertanyents als emigrats i als revolucionaris. Davant la ineficàcia d'aquests recursos i davant la gravetat de la situació recent Elío s'adonava de com Espanya havia soscavat el seu poder militar en incorporar nombrosos criolls al seu exèrcit.
Per atendre les necessitats de la defensa de la Plaça de Montevideo el Governador Elío va intentar organitzar noves forces constituïdes només per espanyols, tal com el Batalló de Comerç, el Cap del qual era el Governador de Montevideo, amb un Estat Major, dos Ajudants i el nombre de companyies que es poguessin reunir.
Del crític estat de Montevideo en donà comptes el propi Elío en els seus nombrosos documents conservats a l'Arxiu General de les Indies.
No obstant això amb els seus èxits inicials, Artigas actuava amb prudència, ja que no comptava amb suficient autoritat atorgada per la Junta. Mentre personalment s'ocupava de l'organització de les forces patriòtiques de Mercedes, va confiar al seu cosí Manuel Antonio Artigas el comandament de les forces reunides al Rierol Gran pels germans Bragas i Miguel Quinteros, ordenant-los que es dirigissin a Montevideo, construint així l'avantguarda de l'exèrcit Oriental.
El 20 d'abril, a la tarda, queia El Colla (actual ciutat de Rosario a l'Urugia) en poder de Venancio Benavídez, qui va remetre els presoners a Mercedes. El 23 d'abril, des d'aquesta última ciutat, Belgrano informava a la Junta de Buenos Aires: «Demà surt el Tinent Coronel don José Artigas, Segon Cap Interí de l'Exèrcit amb una partida d'enemics».
El 25, les forces de Benavídez que venien d'ocupar «El Colla», juntament amb les del Capità Manuel Antonio Artigas que havia recuperat Porongos, van seguir el seu camí cap a San José.
Manuel Antonio Artigas va iniciar els seus moviments pujant a les alçades fins a Cuchilla Grande, on va tenir la primera trobada amb les forces reialistes a Paso del Rei.
Després d'un dur combat els reialistes es van retirar sobre la vila de San José, on es van organitzar defensivament. El dia 22 d'agost els orientals van atacar la vila sense èxit, i es van haver de retirar a les alçades immediates i reposar, tot esperant reforços, que van arribar el dia 25 d'agost sota el comandament de Benavídez. En aquelles circumstàncies els patriotes van atacar la viles i es va produir la batalla de San José, que després d'un sagnant combat les tropes orientals van vèncer les tropes Reialistes i van aconseguir ocupar San José.
A la població El Colla, les forces al comandament de Manuel Francisco Artigas, van obtenir en pocs dies, el domini d'extenses zones. El 24 d'abril van ocupar la vila Concepción de las Minas; El 28, Sant Carlos, on el capità Juan Correa s'havia revelat al bàndol revolucionari; el 23, assetjaven Maldonado, la qual es va lliurar immediatament, capitulant el cap de la plaça, Francisco Javier de Viana i ajustant aquest les condicions de la rendició efectuades el 5 de maig. Com «el senyor Viana no podia seguir al comandament d'aquesta plaça per problemes de salut», Manuel Francisco Artigas va posar «al capdavant d'aquest poble el militar»  a l'esmentat capità Correa,«en atenció al seu patriotisme».
Manuel Francisco Artigas va enviar en aquells dies una partida al comandament del comandant Pedro Gervasio Pérez per prendre el Fort de Santa Teresa; Un cop complerta aquesta missió, la mateixa força va passar a ocupar la vila de Rocha, el 7 de maig.
Realitzades aquestes operacions, va fer saber a Rondeau que marxava en direcció a Pando, al capdavant d'uns tres-cents homes «amb l'objectiu d'estrènyer a Montevideo tallant-li els queviures i els auxilis», i reclamant, així mateix, se li expedís «un títol legítim que acredités la realitat de la seva comissió ... perquè es caracteritzés en tota la dignitat i energia què han de tenir les capitulacions i altres providències que va donar des de la seva entrada al poble de Minas». Rondeau va donar àmplia satisfacció a la comanda del cap oriental, auxiliant amb municions, i expedint-li «el Despatx provisional de tinent coronel de la milícia patriòtica, nombrant-lo Comandant de totes les que reunia, amb la intel·ligència que havia d'operar sota la direcció del seu germà don José, a qui ell havia nomenat Cap General d'ella», segons li comunicava a la junta de Buenos Aires.

### La Batalla de las Piedras
En els primers dies de maig, Artigas va partir amb el gruix de les seves forces de Sant José, en marxa cap a Montevideo, tal com ho havia comunicat a la Junta de Buenos Aires en el seu ofici del 21 d'abril.
S'evidencia que el pla operatiu d'Artigas era necessàriament ofensiu i consistia en marxar ràpidament cap a Montevideo, amb la finalitat de reduir aquest focus de resistència, i impedir que s'organitzés o rebés reforços.
Elío, veient que els progressos dels revolucionaris amenaçaven assetjar-lo entre els murs de Montevideo, va dipositar, llavors, totes les seves esperances en una acció militar decisiva, que va confiar al Capità de Fragata José Posadas amb una força de 1.230 homes, establert amb les seves forces a las Piedras i va desplegar la seva major diligència en proveir d'armes, municions i recursos d'aliments.
Les milícies criolles aconseguien en total uns 2000 homes, la meitat dels quals, a les ordres de Benavides es trobaven decidits a ocupar Colònia del Sacramento, a l'empara de les fortificacions s'havia acollit Vigodet. Artigas, amb les forces sota el seu comandament, es va situar estratègicament a Canelones, el 12 de maig, disposat a vigilar les forces de Montevideo acampades a las Piedras. Allà les pluges el van mantenir inactiu fins al dia 16. Mentrestant, el seu germà Manuel Francisco esquivava una partida regentista i aconseguia arribar amb 304 homes, a la tarda del 17 al campament ubicat a les puntes del Canelón Chico. Van aconseguir, llavors, els efectius d'Artigas, consistents en 400 infants i 600 cavalls.
«El dia 18 va llevar-se serè», va declarar Artigas. «Algunes partides d'observació sobre el camp enemic», distant un parell de llegües i cap a les 9 del matí va començar el combat: Artigas va ordenar al capità Antonio Pérez -que cobria l'ala dreta- que amb la seva cavalleria, atragués l'atenció de l'enemic i l'induís a abandonar l'avantatjosa posició que ocupava en una esplanada, on tenia quatre peces d'artilleria, dos obusos i un canó. «La situació avantatjosa dels enemics, la superioritat de la seva artilleria i l'excés de la seva infanteria sobre la nostra, feien la victòria molt difícil ...», però els soldats patriotes, combatent amb enorme passió van aconseguir desallotjar-los, obligant-los a replegar-se cap a las Piedras. Va entrar en joc en aquest moment l'última part del pla tàctic d'Artigas, consistent en un moviment envoltant de cavalleria, que va carregar pels flancs i va tallar la retirada dels regentistes, els qui "van quedar tancats en un cercle bastant estret", quedant atrapats en el combat «però després d'una rigorosa resistència es van rendir els contraris quedant el camp de batalla per a nosaltres».
Immediatament, Artigas va ordenar al seu ajudant, Eusebio Valdenegro, per ocupar la població, on es trobaven uns 140 homes, amb un canó i el parc d'artilleria. Aquests es van rendir rápidament.

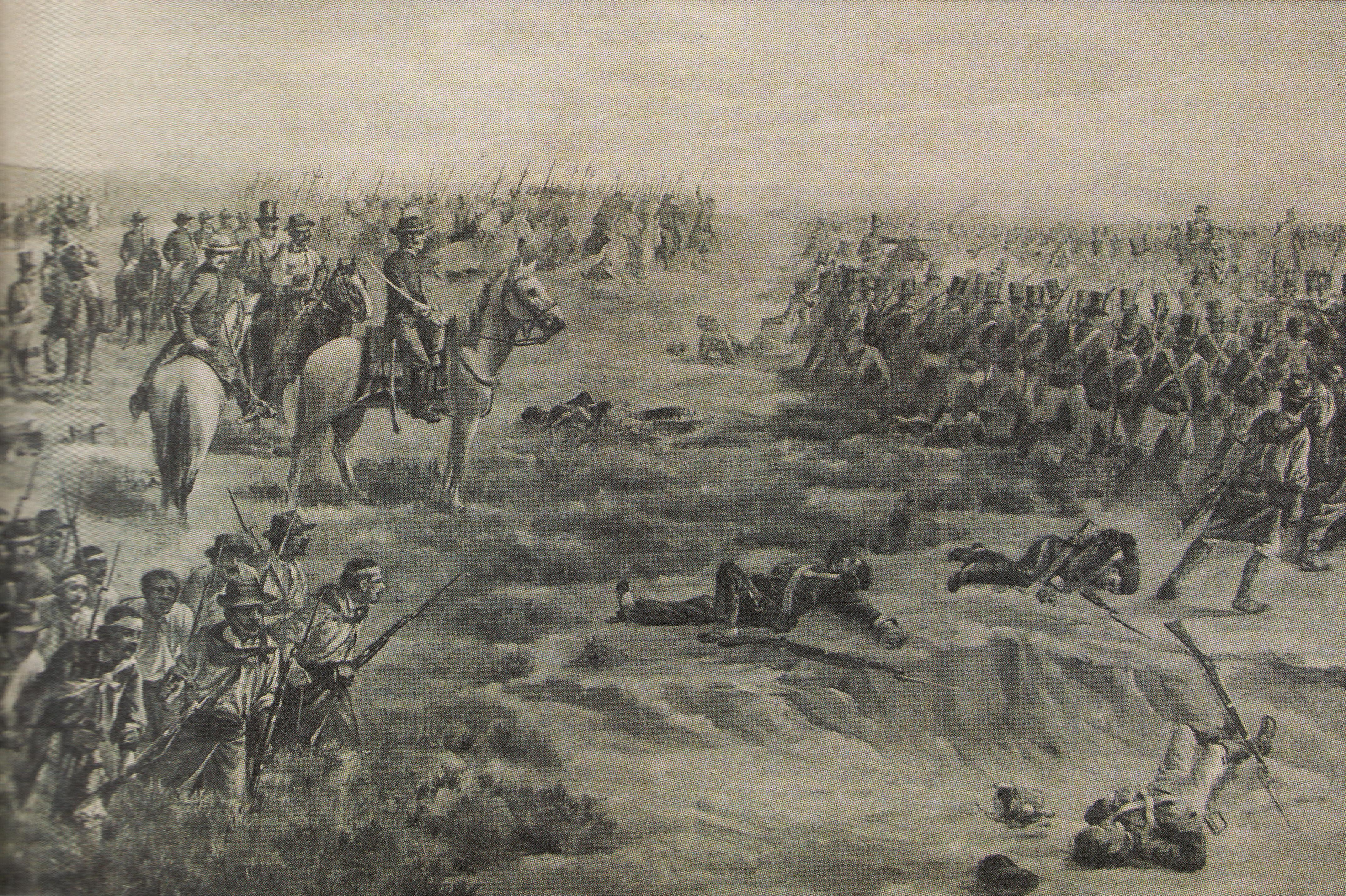
La Batalla de Las Piedras per Diógenes Hequet.

La batalla, va començar a les 11 del matí del 18 de maig i va finalitzar al pondre's el sol. Va ser desastrosa per als reialistes, les forces dels quals havia estimat Artigas en 1230 homes; El recompte de pèrdues comprèn 150 baixes, entre morts i ferits; i 482 presoners, inclosos 23 oficials, entre els quals hi havia el propi comandant en cap, el capità de fragata, José Posadas.
Els regentistes, havien perdut l'únic exèrcit amb què podien comptar, i van quedar tancats a Montevideo i a Colònia.
El mateix dia i poc després Benavídez havia arribat davant de la segona ciutat assetjada, Colònia del Sacramento, dirigint immediatament, un ofici «al poble i als jutges de Colònia» exhortant-los a la unió i reconeixement del Govern legítim de Buenos Aires i incitant-los a la rendició de la plaça en un termini de mitja hora. La «multitud de vaixells» dels quals disposava Vigodet van impedir l'imminent atac, fins que es van saber els resultats de la Batalla de las Piedras, i pel desemparament en què havia quedat la capital, es van retirar, deixant desprotegida a la ciutat de Colònia del Sacramento. Pocs dies després, més precisament el 27 de maig, Colònia del Sacramento queia en mans dels revolucionaris.
El triomf de la Batalla de Las Piedras va donar a les milícies artiguistes el domini total de la campanya. Les forces regentistes ja no havien de comptar amb els mitjans per imposar-se a l'exèrcit camperol que s'havia alçat contra la seva autoritat. L'infatigable Salazar qualificava, en dues ocasions diferents, de «pèrdua irreparable» i de «cruel catàstrofe», ja que s'hi va perdre «tota la Marina» que era el «principal suport de la plaça». I ningú es mostrava més exaltat i eloqüent que ell per jutjar els efectes de la batalla:
| « | "La notícia per si sola que les tropes de Buenos Aires tenien assetjat el baluard d'Amèrica, a la qual els seus papers públics afegien estaven prenent, va reanimar l'entusiasme de les Províncies a favor de la independència de Xile, i no dubtaré a afirmar que fins el mateix regne de Lima s'ha ressentit de tan funesta notícia, però el que no es pot dubtar-se és que aquesta va ocasionar que Paraguai acceptés unir-se a Buenos Aires, com ho va fer. De fora van aconseguir els enemics aquestes grans avantatges, en aquesta Banda van aconseguir atreure al seu partit a tots els pobles, i impedint-nos quants auxilis trèiem d'ells, reduir-nos a només el recinte de la plaça de Montevideo i a la major misèria i pobresa per molt temps. " | » |

No va ser menor la repercussió a Buenos Aires, on la victòria va contribuir a restablir el fervor revolucionari, molt decaigut pel fracàs de Belgrano a Paraguai i per la lentitud del front a l'Alto Perú. La Junta unitària va conferir llavors a Artigas «el càrrec de coronel del Cos de Blandengues de la frontera de Montevideo»; I va decretar ascensos als oficials que s'havien comportat valentament en les accions de la Batalla de Sant José i Las Piedras.
Després de la batalla, Artigas destacà patrulles d'exploració cap al Rierol Miguelete, amb la finalitat d'explotar al màxim el seu èxit. Aquestes patrulles van arribar el dia 19 al rierol Seco i van rebre proposicions per al bescanvi de presoners.

### El primer Setge de Montevideo
Aprofitant l'efecte de la moral de la seva victòria, Artigas va exigir la rendició de Montevideo. Rebutjada aquesta, va sotmetre la ciutat a un setge privant-la de recursos i establint les seves hostes al Cerrito.
El seu propòsit era atacar la plaça, per aprofitar l'estat de depressió moral en què es trobaven els seus defensors. No va poder fer-ho per rebre ordres contràries de Rondeau, que s'incorporà al lloc amb les seves forces i Estat Major l'1 de juny.
Artigas coneixia de bona font la situació precària de Montevideo que comptava amb poques reserves en queviures i llenya. El blat emmagatzemat, per exemple, arribava per poc més de dos mesos, en conseqüència, sotmesa a un setge, no podria resistir per molt temps.
Entre les primeres mesures que va adoptar Artigas va ser la sostracció de cavalls per treure als espanyols medis de mobilitat, de forma que les sortides dels assetjats quedaven reduïdes. Artigas coneixia perfectament l'organització defensiva de Montevideo i el seu precari estat de conservació en alguns sectors. No ignorava que la muralla estava perfectament defensada, amb 16 bateries, incloses les de la Ciutadella. La situació dels assetjats va anar empitjorant dia a dia, per la qual cosa Elío va decidir a sol·licitar ajuda de la Princesa Carlota en aquell temps a Rio de Janeiro.
Els espanyols eren amos dels rius, portant a terme forts atacs dirigits pel valent i actiu capità espanyol Michelena que comptava entre uns 600 i 1000 homes de desembarcament. Els seus creuers actius bloquejaven les línies de comunicacions d'Artigas amb Buenos Aires, prenent per terra fins a Santa Fe, travessant el riu Paranà en la baixada, i després tot Entre Ríos fins al rierol de la China, per creuar el Riu Uruguai i continuar per terra fins a Mercedes. Com a conseqüència les línies de comunicacions entre les forces artiguistes i el govern de Buenos Aires eren summament llargues, exposades i tenien nombrosos punts sensibles on podien ser atacats.
Quan Vigodet el 27 de maig abandonà Montevideo, seguint ordres d'Elío, aquestes línies de comunicació seguien insegures per l'activitat dels creuers espanyols. Inicialment l'esquadra espanyola de Michelena era qui governava els mars, doncs havia vençut la primera esquadrilla argentina comandada per Juan Bautista Azopardo a San Nicolás de los Arroyos i bombardejant a Buenos Aires, amenaçant amb un nou atac si no s'aixecava el setge de Montevideo. Elío per mitjà de dos parents d'Artigas (Manuel Villagrán i Antonio Pereira) li va oferir el grau de General, una elevada quantitat de diners i la Direcció de la Campanya Oriental. Artigas considerava un insult a la seva dignitat personal tals proposicions i rebutjà indignat els emissaris.

### La Primera Invasió Portuguesa
Al juliol del 1811, els portuguesos, en ajuda d'Elío, van envair la Banda Oriental sota les ordres de la Capitania de Sant Pedro del Riu Grande del Sur, Diego de Souza, apoderant-se de la vila de Melo el dia 23 de juliol. Abans de penetrar en el territori, publicà un manifest sobre «les pures i lleials intencions de la seva Majestat Reial que era pacificar les terres de La seva Majestat Catòlica i no conquistar-les». Diego de Souza va reunir un exèrcit que es va anomenar «exèrcit Pacificador de la banda Oriental»', que comptava en total amb uns 4000 homes.
Va dividir les seves forces en dues columnes: Una sota el comandament del Mariscal Manuel Marques de Sousa, formada per un Batalló d'infanteria de Rio Grande do Sul, dos esquadrons de Legionaris de Sant Pablo i una Milícia.
L'altra estava sota el comandament del Mariscal Joaquín Javier Curado formada per dos Batallons d'Infanteria, 2 Bateries Muntades de la Legió de Sant Pablo, un regiment de Dracs i un Esquadró de Milícies de Riu Pardo i una Companyia de llancers Guaranís. Va concentrar la primera columna a les proximitats de Bagé (a les alçades).
El segon dels marges del Ibirapuitan a Sant Diego. Per atendre la defensa de les Misiones Orientales, nombrà al Coronel Juan de Dios Mena Barreto, a qui donà les tropes necessàries per complir la seva missió.
Rebuda l'ordre de socórrer Elío, començà la marxa cap a Montevideo des de Sant Diego el 17 de juliol del 1811, anant inicialment cap al Sud, penetrant a la Banda Oriental per a la invasió del Riu Yaguarón. Es proposava atacar la frontera de Santa Teresa, quan els seus defensors l'abandonaren el 5 de setembre. El 3 d'octubre va prosseguir la seva marxa cap a l'oest, sense trobar resistència, arribant a Maldonado a mitjans d'octubre on va establir la seva Caserna General.

### Armistici d'Octubre
Va ser a Rio de Janeiro el 20 d'octubre del 1811 on va tenir lloc la negociació per a una solució general de la crisi de la Plata. Allà la diplomàcia britànica, sota l'experta conducció de Lord Strangford, va imposar per fi els objectius de la seva política: restablir la pau entre els governs de la Plata -i potser també a l'Alto Perú- mitjançant un statu quo que deixés en suspens la disputa entre els «unionistes de Buenos Aires» i els «regentistes» de Montevideo. Tenia la finalitat de deixar firmats els mitjans perquè el lliure comerç fos garantit als comerciants britànics i perquè es pogués desenvolupar el tràfic mercantil sense sobresalts ni problemes.
A finals d'agost la Junta Grande va enviar davant Elío uns comissionats per tal de gestionar un armistici, donada la greu situació política de les Províncies Unides del Riu de la Plata i les derrotes sofertes al nord pels exèrcits revolucionaris. Aquestes negociacions fracassen perquè Elío exigia l'abandó total de la Banda Oriental, com a condició per a qualsevol acord.
Davant aquesta actitud d'intransigència els comissionats de Buenos Aires, amb l'ambient assetjador, van reunir una Junta de Veïns que, convocada per Rondeau, es va reunir a la Caserna General, situada a la fleca de Vidal.

### Les assemblees

#### Asamblea de la fleca de Vidal
El 10 de setembre del 1811 es van reunir els veïns d'extramurs de Montevideo amb una delegació del govern de Buenos Aires integrada per Deán Funes, Juan José Paso i Joaquin de Sarratea entre d'altres. La concurrència a aquesta reunió realitzada a la fleca de Vidal, situada sobre l'actual carrer Joaquín Requena, no va excedir el centenar de persones. Els representants unionistes es van adonar del que s'havia tractat fins al moment amb el governador Elío i van explicar els desastres de l'Exèrcit a les zones de l'Alto Perú, així com del perill que significava l'avanç portuguès. Els orientals van expressar que el setge no es podia aixecar fins que la Junta escoltés la seva proposta.
Els delegats del govern van explicar els seus motius per signar l'armistici i van garantir -verbalment- als orientals que no patirien represàlies, però aquests es van manifestar radicalment contraris a la mesura projectada pels delegats de Buenos Aires i van afirmar que estaven disposats a continuar la lluita per si mateixos .
Mentrestant el 7 d'octubre del 1811 Elío i Buenos Aires arribaven a un acord que seria aprovat més tard.

#### Assemblea de la Chacra de la Paraguaia
El 10 d'octubre, en un paratge conegut com la cinquena (o xacra) La Paraguaia, situada a l'actual emplaçament del Parc Central, hi va haver una segona reunió de veïns amb José Julián Pérez, representant del Triumvirat en negociacions amb Elío. Malgrat que aquest va prometre als assistents (el nombre dels quals s'ignora, però que sembla haver estat més gran que en l'ocasió anterior) «tota classe d'ajudes», l'opinió pública unànime no va canviar: Els orientals es comprometien a mantenir el setge pels seus propis medis, comandats per Artigas.
Segons algunes fonts, es va acordar aixecar el setge per a poder ocupar posicions i preparar-se per a l'arribada dels portuguesos. A més, en aquesta assemblea es va nombrar a Artigas general en cap dels orientals.

El cabildo semblava haver tingut en aquesta ocasió, un protagonisme assenyalat i així, Artigas va explicar la seva intervenció en el debat d'aquesta Assemblea:
| « | Jo llavors reconeixent la força de la seva expressió, i conciliant la meva opinió política sobre l'assumpte amb els meus deures, vaig respectar les decisions dels superiors, sense oblidar el meu caràcter de ciutadà; Sense desconèixer l'imperi de la subordinació, vaig recordar que devia als meus paisans. Testimoni dels sacrificis, m'era impossible mirar la seva sort amb indiferència, i no em vaig aturar a assegurar, de la manera més positiva, com repugnava que se'ls abandonés en un totalment. Això mateix havia fet saber al senyor Representant, i em vaig negar absolutament des del primer moment a entendre uns tractats que vaig considerar inconciliables amb els nostres sofriments, intentanven conservar el germen de les contínues dissensions entre nosaltres i la Cort del Brasil i molt capaços, per si sols, de causar la dificultat en la solució del nostre sistema continental (...). | » |

Aquestes paraules confirmen el disgust i el rebuig que des del principi va exterioritzar Artigas respecte a l'alternativa d'un abandó total del setge com a venjança dels seus enemics.
| « | Seguidament van mostrar -segueix Artigas-, els conciutadans que de cap manera podien ser admissibles els articles de la negociació; Que l'exèrcit auxiliador retornés a la capital (Buenos Aires) i així li ho ordenava aquella superioritat; I declarant-me general en cap van assegurar no deixar la guerra en aquesta Banda, fins a acabar amb als seus opressors o morir donant amb la seva sang, el major triomf a la llibertat. | » |

En aquest succés Artigas va començar a tenir una importància preponderant, convertint-se a partir d'aquest moment en una gran autoritat política entre els orientals, que, d'alguna manera, el van reconèixer com a cap pels mateixos assistents, a pesar dels termes per recomanar l'acatament del armistici.
L'armistici establia que Buenos Aires havia de reconèixer la unitat de la nació espanyola (articles 6 i 7 del tractat)
| « | Les tropes de Buenos Aires desocuparan tota la banda oriental del Riu de la Plata fins al riu Uruguai sense que en tota aquesta es reconegui cap altra autoritat que la del virrei. Els pobles del Rierol de la Xina, Gualeguay, Gualeguaychú situats a Entre Ríos, quedaran subjectes al govern del virrei i al de la junta de la resta dels pobles. | » |

#### Assemblea de Sant José
Després de l'Assemblea de la Paraguaiana, el poble oriental defraudat i obligat a sotmetre als tractes del govern de Buenos Aires, o iniciar l'Èxode, va optar per aquesta última alternativa i es va refugiar en el seu cap, perquè els protegís dels seus enemics, els conduís fins a l'exili, els defensés la seva esperança, i expressés la seva rebel·lia, els donés, en una paraula, veu i alè a la seva unànime voluntat.
Artigas es va referir a la notícia de la ratificació de l'Armistici que van tenir els orientals, el 23 d'octubre, dient:
| « | Marxem els assetjadors en retirada fins a Sant José i allí precisats els braus orientals a rebre el gran galop que va fer la prova de la seva constància; El govern de Buenos Aires va ratificar el tractat en la seva totalitat: (...) per ell (...) es privava d'un asil a les ànimes lliures de tota la Banda Oriental i pel (...) es lliuren pobles sencers a la dominació d'aquell mateix senyor Elío, sota el qual van gemegar. | » |

En conèixer-se aquesta greu novetat entre les famílies acampades a la reviera del riu Sant José (Uruguai) i les milícies orientals, es va produir una gran commoció, que va determinar la realització d'una Assemblea espontània. El mateix Cap dels Orientals descobriria l'agitació dels ànims i l'angoixa del seu poble, davant aquest gran dilema:
| « | En aquesta crisi terrible i violenta abandonada la família, perduts els interessos, acabat tot l'auxili, sense recursos, lliurats sols a la nostra sort, que podíem esperar dels orientals, sinó que, lluitant amb els seus infortunis, cedissin al cap al pes d'ells, i víctimes dels seus mateixos sentiments mosseguessin altra vegada el dur fre que amb un impuls gloriós havien llançat lluny de si? | » |

El Cap Oriental va analitzar també les conseqüències de la ratificació de l'Armistici, en particular pel que fa a la situació en què quedaven els orientals, manifestant:
| « | (...) un Poble sense cap, tal era el Poble Oriental, sota el ceptre de la tirania (...) després de la ratificació dels tractats d'Octubre (Armistici), el poder llavors va poder constituir-se i es va construir, sota les formes més o menys pròpies, almenys sota les més legales. | » |

Segons Artigas va ser així que l'Assemblea va prendre les seves tres resolucions:
| « | - Van protestar que mai havien protestat per la necessària expressió de la seva voluntat per sancionar els articles que el govern auxiliador havia ratificat. - ... la protesta de no deixar les armes de la mà fins que no s'haguès evacuat del país a l'invasor portuguès i poguessin gaudir d'una llibertat per la qual van veure vessar la sang dels seus fills, rebent amb valor el seu darrer alè. - Van determinar gustosament deixar els pocs interessos que els restaven al seu país, i traslladant-se amb les seves famílies a qualsevol punt on poguessin ser lliures malgrat treballs, misèries i tota classe de mals. | » |

En conclusió, la primera resolució aprovada per l'Assemblea de Sant José, sancionava els articles fets entre el govern de Buenos Aires i els reialistes de Montevideo. La segona resolució, referia clarament a la proposició que haurien d'aturar la Primera Invasió Portuguesa i la tercera resolució i més important fa una clara referència a l'inici de l'Èxode Oriental i la necessitat imperativa d'exiliar-se per sobreviure.
El significat històric d'aquests esdeveniments -les assemblees de veïns, de setembre i octubre; La designació d'Artigas com a Cap; La voluntat d'emigrar corporificada a l'Assemblea de Sant José, com a reacció a un acte governatiu mai consentit, sinó, per contra, expressament rebutjat-, rau en el fet que, en aquesta peripècia complexa, contradictòria i dramàtica, apareixia el poble oriental com a entitat social, amb consciència de construir una comunitat política, i que era, o havia de ser amo del seu propi destí, naixent el sentiment nacionalista de la «orientalitat».
Això no vol dir, per descomptat, que l'ànim d'aquells homes pogués crear un país diferent: Però si que era evident que es consideraven una realitat social a part de la constituïda pels unitaris de Buenos Aires, igual que els provincians que més tard se'ls unirien als orientals a la lliga dels pobles Lliures.
Per a l'historiador uruguaià Lincoln Maiztegui Casas, això no era producte de la elucubració (és a dir, obra d'enginy creada amb molt d'esforç) de cap historiador i que així ho van veure i van sentir els protagonistes d'aquests fets. Segons l'historiador, els «orientals», enfrontats als espanyols, no podien sentir-se com a tals; Traïts - així ho sentien - pel govern de Buenos Aires, no podien mai considerar-lo com a propi. Definitivament, eren una altra cosa; eren els orientals.
Així ho reflecteix el propi Artigas:
| « | I llavors nosaltres, gaudint del nostre dret primitiu, ens vam constituir en la forma i sota tot els aspectes legals i juràvem continuar la guerra fins que els successos d'aquesta solidifiquessin en el nostre sòl una llibertat rubricada ja amb la sang dels nostres conciutadans (...) allà, obligats pel tractat convencional del govern, va quedar trencat el llaç que mai va expressar que la nostra obediència no es lligava, i allà, sense donar-la a Montevideo, vam celebrar l'acte solemne, sempre amb les qualitats sagrades i de sant, d'una constitució social, erigint-se un cap en la persona del nostre digníssim conciutadà José Artigas. | » |

Es parla aquí de "ruptura", és a dir, de l'armistici que els havia abandonat a la voluntat dels espanyols. S'afirmava que això no implicava obediència cap al govern de Montevideo, i s'acabava reclamant amb tota claredat que havien celebrat l'acte «solemne, sacrosant» sempre d'una «constitució social».

### L'Èxode Oriental
En aquest clima de frustració i derrota va quedar de manifest la voluntat dels orientals de reprendre el combat tot just les circumstàncies ho permetessin. Immediatament Artigas al capdavant de 3.000 soldats va reprendre el seu camí cap al Nord, i un elevat nombre de civils el va acompanyar. El cabdill es va oposar a aquesta emigració massiva al principi, però després va ordenar aixecar un registre de les famílies i individus que el seguien.

#### Protagonistes del succés
| «                 | Vint-i-cinc famílies (sobre 880, el 3%) tenen molts esclaus (més de cinc) i els seus béns de mitjana eren de 700 pesos per persona; Allà hi havia els Artigas - Martín portava 3 carretes i 8 esclaus -, Pablo Preafán, el pare de Rivera, amb 7 carruatges i 16 esclaus (...); 130 famílies (14%) tenen diversos esclaus (fins a 5) i els seus béns de mitjana eren de 125 pesos per persona; 450 famílies (52%) portaven un transport amb el seu mobiliari, sense tenir esclaus (els seus béns de mitjana eren de 50 pesos, a la classe mitjana, integrada per 'ocupants' de terres); 270 (31%) no tenen esclaus ni portaven transports, no tenien béns; Es comptabilitzen en total 500 esclaus (el 12% de la població computada). Són xifres incompletes, ja que Artigas advertia que no es computaven, a més de la tropa, ni els homes 'solters' ni les famílies que acampaven distants ni els que anaven arribant.. | » |
| — Carlos Machado. | |   |

En total el cens realitzat per Artigas comptabilitzava un total de 4.435 persones i 846 carruatges, però en opinió general dels historiadors, en no comptabilitzar els exèrcits ni les persones que se sumaven a l'esdeveniment general en el camí (els que anaven arribant) ni altres, s'arribava a un nombre aproximat de 16.000 persones o més.
Van participar persones de totes les classes socials que es movien en les condicions materials més precàries.
| « | Cada dia miro amb admiració els seus trets singulars d'heroïcitat i constància; Uns, cremant les seves cases i els mobles que no podien endur-se; Altres, caminant llegües a peu (...); Dones grans, vells decrèpits, pàrvuls innocents acompanyen aquesta marxa, manifestant tots la major energia i resignació, enmig de totes les privacions. | » |

#### Rumb i cronologia del camí
1811
- 12 d'octubre: S'aixeca el setge a Montevideo.
- 14 d'octubre: Comença l'encreuament del riu Santa Lucia i es dirigeixen cap a Sant José.
- 23 d'octubre: Al pas de la Arena, Sant José, Artigas s'assabenta que Buenos Aires i els espanyols van signar la pau, de manera que el territori de la Banda Oriental torna a jurisdicció espanyola. Decideix marxar i bona part de la població oriental l'acompanya a l'exili.
- 30 d'octubre: Creuen el Rierol Gran (actual límit entre els departaments de Soriano i Flores).
- 2 de novembre: Creuen el rierol Perdido (departament de Soriano).
- 3 de novembre: Creuen el rierol Cololó (departament de Soriano).
- 11 al 13 de novembre: voregen el riu Negre al Pas del Yapeyú.
- 14 de novembre: Arriben al cuartel general en rierol Negre (actual límit entre els departaments de Riu Negre i Paysandú).
- 24 de novembre: Arriben a Paysandú.
- 1 de desembre: Acampen a la vora del rierol Quebracho (departament de Paysandú).
- 3 de desembre: Creuen el rierol Chapicuy (departament de Paysandú).
- 7 de desembre: Creuen el riu Daymán (límit entre els departaments de Salto i Paysandú).
- 10 de desembre: Les famílies inicien l'encreuament del riu Uruguai (Salto).

1812
- 10 de juny: Artigas instal·la el seu campament a l'Ayuí (Entre Ríos).

#### Esdeveniments durant la travessada
Entre l'11 i el 13 de novembre, la caravana (que s'estenia 50 km, segons algunes fonts) va creuar el riu Negre al Pas del Yapeyú (aigües avall de l'actual represa de Palmar); Cap al 15 de novembre estaven a Paysandú on Artigas va ser designat «Tinent Governador, Justícia Major, i Capità de Guerra de Yapeyú». De Paysandú, van sorrir el 21; el 7 de desembre van arribar al riu Daymán i el dia 10 van iniciar l'encreuament del riu Uruguai pel Salt Chico, en una tasca particularment dura i sacrificada.
El 7 de desembre de 1811, Artigas va dirigir un ofici al Govern del Paraguai, fent una ressenya històrica dels successos ocorreguts des de la insurrecció fins a l'aixecament del primer setge. Desvirtuà les crítiques realitzades contra la revolució per Elío en les seves proclames, dient que comptava amb els veïns més caracteritzats, molts d'ells acabalats. No eren, doncs, els depravats ni els bandolers els que lluitaven per la causa oriental. Es queixava, d'altra banda, de l'actitud indecisa de Buenos Aires que desaprofitava oportunitats favorables i semblava ignorar el sacrifici dels orientals.
Dit Ofici el va portar el Capità Juan Francisco Arias, a qui li van lliurar també instruccions per al compliment de la seva missió. Aquesta missió tenia per finalitat obtenir la col·laboració moral i material del Paraguai. Disgustat amb Buenos Aires, Artigas buscava contacte amb l'altra província poderosa del Virregnat. Entre els auxilis sol·licitats figuraven tabac, mate, llenços, etc., assenyalant el seu desig d'iniciar immediatament les hostilitats contra els portuguesos que no complissin l'armistici, robant i desolant la campanya.
Des del seu campament al riu Daymán, Artigas va destacar a Otorgués cap a les Misiones Occidentales amb 800 homes, un esquadró de voluntaris, tres companyies que comandava Rivera, i algunes milícies missioneres.
Després d'una breu resistència, ocupà i guarní els pobles de Yapeyú i La Cruz, que havien estat ocupats per forces portugueses pertanyents al coronel Joan de Déu Mena Barreto. Diego de Souza presentà una reclamació davant la Junta de Buenos Aires, per exigir que tant el seu Govern com el de Montevideo, reconeguessin la situació de les seves tropes, i prenguessin mesures contra Artigas que sumia una actitud de resistència, en no evacuar totalment el territori Oriental conforme en l'Armistici. El 16 de març del 1812, Diego de Souza va marxar cap a Paysandú, acampant després a la desembocadura del Rierol de San Francisco al Riu Uruguai, on s'atrinxerà.
Vigodet, (qui havia quedat com a Capità General de Montevideo, al embarcar-se Elío cap a Espanya), es va dirigir reiteradament al Govern de Buenos Aires exigint que Artigas complís l'article 6è de l'armistici d'octubre, que era el de desallotjar la Banda Oriental. Per fer callar tals protestes, Artigas va creuar el Riu Uruguai i es va establir a la costa d'occidental del riu, on va romandre tres mesos tot esperant la represa de les hostilitats, ja que Vigodet havia denunciat l'armistici.
Ja en territori d'Entre Ríos, actual Argentina, van romandre acampats fins a l'abril i després es van instal·lar a la desembocadura de la riera Ayuí Grande.

### Ayuí
les condicions de vida de tots els emigrants de l'èxode oriental van ser extremadament dures al campament artiguista de l'Ayuí. Totes les fonts coincideixen a destacar la precarietat de la vida que van haver de portar qui van optar per seguir a Artigas després de l'armistici d'octubre. En les seves constants sol·licituds d'ajuda (a Buenos Aires, a la junta de govern de Paraguai) el cabdill va insistir en l'escassetat de queviures, robes, armes, municions, etcètera.
| « | Tota aquesta costa de l'Uruguai està poblada de famílies que van sortir de Montevideo; Unes sota les carretes, altres sota els arbres, i totes amb les inclemències del temps, però amb tanta conformitat i gust que causa admiració i dona exemple. L'exèrcit està format per entre quatre i cinc mil homes armats amb fusells, carrabines i llances (i) quatre-cents indis xarrúas armats amb fletxes i boles. | » |

Tot el període de l'Ayuí va resultar fonamental per a la maduració del que seria després la concepció federal d'Artigas i per definir les característiques socials de l'artiguisme. Allà es va definir la separació definitiva d'Artigas respecte dels governs de Buenos Aires, allà va començar a entendre que els sectors més necessitats i humils serien també els més fidels. Allà van començar els seus contactes amb les províncies del litoral de l'Uruguai i el Paranà, que constituirien més tard la seva principal zona d'influència.
A les ingents tasques que demanava la seva doble condició de cap dels orientals i governador de Yapeyú (creació d'un hospital de campanya, celebració d'oficis religiosos, incursions a la Banda Oriental persecució de depredadors portuguesos) Artigas hi va sumar una activitat positiva ambiciosa i intensa. Va mantenir contacte amb alguns caps i cabdills d'Entre Ríos i Corrientes, procurant organitzar una acció conjunta contra les corregudes portugueses.
Mentre arribava la resposta del govern paraguaià, Paraguai es va limitar a enviar al seu torn a Francisco Bartolomé Laguardia, que va portar tabac, mate i bones paraules. Tot i que això apaivagava les necessitats dels orientals que es trobaven al Ayui, el Cap dels Orientals, pretenia un major compromís per part de l'aïllat govern de Paraguai. Un ofici d'Artigas a la junta paraguaiana a l'abril del 1812 criticava aquesta política i apareixia a la llum de tràgics fets posteriors, ressonàncies de fúnebre predicció:
| « | Si l'acció general es perd (...) de què li servirà a la província del Paraguai haver-se mantingut a la defensiva? El gemec i el plor ompliran tota Amèrica i la seva inundació arribarà precisament a aquest territori. El baluern de cadenes tornarà a ressonar a tot arreu i aquest savi govern no veurà amb precisió de notar-ho al seu voltant sense poder-hi ja posar remei. | » |

### Sarratea
L'assídua activitat diplomàtica d'Artigas des del Ayuí no podia sinó molestar al govern de Buenos Aires, que va començar a veure en el cabdill oriental un insubordinat a la seva causa alliberadora. el Triumvirat va donar tanta importància a l'actuació d'Artigas, que va decidir enviar a un dels seus membres, Manuel de Sarratea (o Joaquin de Sarratea), amb l'objectiu precís de controlar la situació. Nomenat «General en Cap de l'Exèrcit d'Orient i Capità General de la Banda Oriental del Paranà», Sarratea es va instal·lar al marge occidental del riu Uruguai, a l'alçada del Salto Chico, a una llegua del campament artiguista de l'Ayuí.
Sarratea, representant de la burgesia de Buenos Aires liberal i anglòfila, tenia entre els seus objectius combatre la influència d'Artigas per tots els mitjans possibles. Havent-se instal·lat amb tot luxe en el Salto Chico, va realitzar una visita al campament d'Artigas. Aquest, en actitud significativa, va oferir al Triumvirat la dimissió de tots els seus càrrecs polítics i militars i va expressar el desig de conservar només el de Cap dels Orientals, però Sarratea no va acceptar aquesta dimissió (el seu objectiu era desprestigiar i no provocar la seva ruptura amb Buenos Aires mentre conservés la seva popularitat). Responent a les queixes dels seus caps contra Artigas pel relaxament de la disciplina de les tropes, una de les mesures preses per Sarratea en el Salto Chico va ser prendre al seu comandament les forces nacionals que eren al campament d'Artigas: Regiment de Dracs de Pàtria sota el comandament de Rondeau; Regiment Número 6 de Pardos i Morenos sota el comandament de Soler; Regiment de Granaders de Ferran VII sota el comandament de Terrada; I Regiment de l'Estrella sota el comandament de French.
El xoc va arribar quan Sarratea, a través de l'oriental Francisco Javier de Viana, que era el seu cap d'Estat Major, va tractar de dividir les forces militars d'Artigas i incorporar-les dins de l'exèrcit d'Orient. És clar que el cabdill no podia acceptar aquella reorganització, ja que l'hauria privat de tota força. El Regiment de Blandengues de Montevideo, de 800 soldats sota el comandament de Ventura Vázquez, es va passar al campament de Sarratea i va ser declarat nacional, donant-li el número 4.
Artigas va reclamar la devolució de les forces orientals, però Sarratea s'hi va negar. Amb el suport dels seus oficials, Artigas es va negar a complir ordres i va deixar clar que considerava a l'Exèrcit d'Orient com auxiliador, diferent i separat del propi. Davant d'aquesta rebel·lia Sarratea tenia dos camins: o obrir un conflicte de conseqüències imprevisibles o valer-se de la diplomàcia. Va optar per aquesta segona via, i va començar per oferir càrrecs i avantatges als que abandonessin a Artigas i passessin a residir al seu campament. Va tenir un èxit relatiu, i alguns destacats col·laboradors del cabdill el van abandonar, entre ells Pedro Viera (l'heroi del Crit d'Asencio), Baltasar Vargas, Eusebio Valdenegro, Ventura Vázquez, Bartolomé Hidalgo, Manuel Calleros, Santiago Figueredo, Santiago Vázquez, i Joaquín Suárez entre d'altres. Van passar al campament nacional una divisió de cavalleria oriental de 800 homes al comandament de Baltazar Vargas i una divisió d'infanteria oriental de 700 homes al comandament del comandant Viera. Tot i que la Histografia uruguaiana acostuma donar-li sobrenoms de traïdors als homes que van decidir abandonar el campament artiguista, cal tenir en compte la difícil condició de vida i de misèria que existia al campament de l'Ayuí, i després de tot Sarratea no era un enemic, sinó un cap nacional superior. Artigas, però, va patir molt després d'aquestes desercions; Ramón de Càceres, testimoni directe d'aquests fets, assenyalava que a partir d'aquell moment «va tenir predilecció pels gautxos, ja que li havia sentit dir que havia trobat més virtut en ells que entre els homes d'educació».
També hi va haver fidelitats a Artigas: Miguel Barreiro, Fernando Otorgués, Tomás García de Zúnyiga, José Llupes, Francisco Serra i altres destacats artiguistes van trencar immediatament amb Sarratea i van designar una junta de govern del poble oriental, a la qual Artigas es va oposar radicalment, ordenant fins i tot la presó de Barreiro i Otorgués. Això va motivar que els responsables de la iniciativa li recordessin que la seva qualitat de cap provenia d'una decisió popular i que si aquesta era la voluntat de la majoria, ell havia de acatar-la.
L'exèrcit artiguista va quedar reduït a un miler d'homes: Divisió sota el comandament de Manuel Artigas, amb 900 homes; Divisió sota el comandament d'Ojeda, amb 400 homes; un piquet de blandengues, amb 70 homes; una companyia de blandengues sota el comandament del capità Tejera, amb 80 homes.
Elío havia rebut la ordre de retornar a Espanya i transformar el virregnat en una capitania general. Mentrestant, Gaspar de Vigodet, va ser el capità general que va quedar al comandament de les tropes reialistes a Montevideo. Era un home combatiu i optimista, i no va demostrar gaire interès en mantenir vigent l'armistici d'octubre del 1811. Per la seva banda, el govern del Triumvirat, un cop desapareguda l'amenaça de la intervenció de Portugal pel Tractat Rademaker-Herrera, va obrir unes negociacions amb Montevideo que, de fet, significaven una denúncia de l'esmentat acord; L'agost de 1812 es va proposar a Vigodet que acceptés l'autoritat del govern de Buenos Aires a canvi d'una sèrie de garanties (respecte a càrrecs i propietats, representació al Congrés provincial, etcètera). Tot es feia en nom de Ferran VII i per conservar la unitat «de la nació espanyola». Vigodet va contestar a aquestes propostes que «les rebutjava l'honor, les condemna la justícia i les execra el caràcter espanyol, que no sap, sense envilir, permetre se li proposessin traïcions al seu Rei i a la seva Nació». Immediatament, el Triumvirat va considerar reobertes les hostilitats i va ordenar a Sarratea dirigir-se fins Montevideo; L'ordre, per descomptat, implicava a Artigas, amb l'opció de tornar a la lluita si és donaven les condicions.

### El segon setge

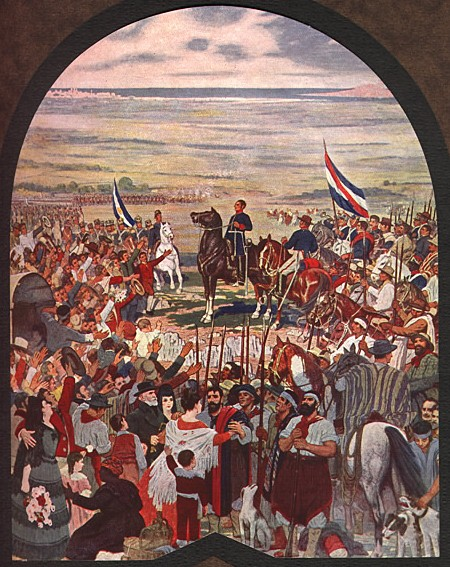
Trobada entre les tropes d'Artigas i Rondeau.

L'avantguarda de les tropes de Sarratea, a les ordres dels coronels Ventura Vázquez -Cap dels Blandengues-, French i Soler, van travessar el riu pel pas de Vera. Van ser seguits, temps després, pel gruix de les forces que a mitjans de setembre, vagaven pel riu Uruguai. Va ser una maniobra lenta a causa de les nombroses famílies que retornaven a les seves llars, i les que va ser necessari escortar. Rondeau al seu torn creuava pel pas de Mercedes, dirigint-se directament cap a la ciutat de Montevideo estimulat per les ordres de Sarratea, que volia prevenir -amb la formalització del setge- l'alternativa d'una nova disposició del Govern per evacuar la Província Oriental.
La lentitud i demora dels moviments de les tropes de Sarratea va facilitar l'agrupament dels grupets de gautxos errants que havien decidit no abandonar la Banda Oriental. Aquests estaven refugiats pels boscos per eludir l'acció repressiva de les «partides tranquil·litzadores» enviades per Vigodet per atacar els petits focus rebels que seguien causant desordre. El cap principal d'aquests gautxos «errants» era José Culta. La guerra de recursos s'havia allargat, fent que els habitants de la campanya trobessin les seves cases saquejades. Després d'atacs posteriors a les tropes reialistes, l'1 d'octubre del 1812 les forces irregulars del cabdill oriental José García Culta amb 200 homes assetjaven Montevideo. El 20 d'octubre van arribar les forces de Rondeau per formalitzar el setge, prenent posicions definitives a tir de canó de les seves muralles.
Llavors es van produir freqüents guerrilles entre els destacaments dels assetjats i avançades de l'exèrcit patriota; Però sense prendre cap acció decisiva. No obstant, la eufòria de l'èxit aconseguida pels regentistes en una escaramussa del Rierol Sec i alguns altres factors propis dels dos bàndols va propiciar la següent batalla. Així, es va lliurar el 31 de desembre, la batalla del Cerrito, que van presenciar els habitants de la ciutat en les seves variadíssimes vistes, des de miradors i terrats. La fogositat i el coratge del propi Rondeau van donar la victòria, superant vacil·lacions inicials del comandament i èxits parcials dels espanyols, que van arribar a fer onejar fugaçment la seva bandera al cim; No obstant, en van ser desallotjats, després d'una càrrega de baionetes i un gran combat cos a cos.
En aquest combat va morir el brigadier Vicente Muesas, el responsable del passatge d'Artigas a la causa revolucionària. El 8 d'octubre del 1812, un pronunciament civil-militar va enderrocar a Buenos Aires al primer Triumvirat i el va substituir per un segon que integraven Juan José Paso, Antonio Álvarez Jonte i Nicolás Rodríguez Penya. Sarratea va deixar de ser membre del govern, però se li van mantenir les seves responsabilitats militars. El Segon Triumvirat va encarregar a Carlos María d'Alvear entrevistar-se amb Artigas intentant buscar un acord, però Alvear va tenir un accident; Només va poder comunicar-se amb el cabdill per carta, i sense conseqüències. Sarratea, d'altra banda, havia dit a Alvear que Artigas era intractable i que calia lliurar-se d'ell, ja que era possible fins i tot que estigués en contacte amb els espanyols.
De camí cap a Montevideo, i a la vora del riu Yi, la situació va provocar una crisi; Artigas es va assabentar Artigas de la conducta de Sarratea i de la imatge que havia difós entre els homes del nou govern. Havia rebut informació que fins i tot es preparava un atemptat contra la seva vida, així que va adoptar mesures de guerra contra el general (separar les seves tropes del parc) i li va enviar un ofici que ell mateix anomenaria més tard «Precisió del Yi». En aquest realitzava una llarga relació de greuges i exigia la seva remoció del comandament. Va ser aquesta la primera ruptura d'Artigas amb la diligència de Buenos Aires. El text artiguista contenia una de les seves més repetides definicions:
| « | La qüestió és només entre la llibertat i el despotisme. Els nostres opressors, no per la seva pàtria, sinó per ser-ho, formen l'objecte del nostre odi. | » |

Sarratea es va sentir incapaç d'afrontar un conflicte amb el cabdill oriental i va intentar arribar a un acord per mitjà d'algunes personalitats de prestigi; Però al mateix temps, preparava el seu assassinat, i per a això va comptar amb el suport de Santiago Vázquez. La conspiració va ser un fracàs, perquè van elegir malament la persona que l'havia de dur a terme: Fernando Otorgués, cosí d'Artigas i col·laborador proper. Aquest, un crioll burleta i astut, va fingir seguir el joc i només ho va posar de manifest una vegada que va haver tret molts diners als conspiradors. Santiago Vázquez, fins i tot, va arribar a enviar-li un parell de pistoles amb les que havia de complir amb la seva missió.
Mentrestant Artigas va arribar a un acord el 8 de gener del 1813, amb els enviats de Sarratea: L'anomenat Pacte del Yi. Per aquest pacte s'establia que el cap de Buenos Aires reassignava el comandament militar, es retirava al costat d'alguns dels seus caps (els ex-artiguistes Valdenegro, Viera, i Ventura Vázquez entre d'altres), que Artigas tindria el comandament militar de totes les forces orientals i que les tropes de Buenos Aires tindrien el caràcter d'«auxiliadores». Sarratea va dir que els seus enviats s'havien extralimitat en les seves atribucions i va declarar a Artigas "Traïdor de la Pàtria". Però, abandonat fins i tot pels seus propis homes, el 21 de febrer del 1813 va cedir el comandament a Rondeau i va marxar a Buenos Aires.
Paral·lelament a aquests fets, Artigas va intentar aclarir les seves relacions amb el nou govern de Buenos Aires a través de l'anomenada missió García de Zúnyiga. Tomás García de Zúnyiga, un dels principals col·laboradors en aquells moment havia de fer-se escoltar pel Triumvirat i fer-los conèixer directament les causes del conflicte amb Sarratea. Reiterava les exigències estipulades al pacte del Yi i contenia algunes definicions de tall federal:
| « | La sobirania particular dels pobles serà precisament declarada i ostentada com a objectiu de la nostra revolució. | » |

Superat el problema amb Sarratea, Artigas i la seva gent es van incorporar al segon setge de Montevideo el 26 de febrer del 1813. Immediatament el cabdill va haver d'atendre l'elecció dels diputats orientals que havien de representar a la Província a l'Assemblea General de les províncies que havia començat a funcionar a Buenos Aires.

### L'Assemblea General del 1813
Com ja s'ha assenyalat anteriorment, el veritable impulsor de la política del Primer Triumvirat va ser Bernardino Rivadavia, una de les figures més controvertides de la història argentina però també, indubtablement, un dels polítics més creatius i competents del període. Com a responsable del govern de les Províncies Unides, Rivadavia va desenvolupar una acció reformista ambiciosa i de llarg abast; Va modificar a fons l'organització militar, va crear un Reglament de Justícia, va prendre mesures per a difondre l'ensenyament, va fundar un museu d'història natural, va prohibir l'ingrés de negres esclaus (que obtenien la seva llibertat pel sol fet de trepitjar territori provincial), va reglamentar l'acció del clergat i de l'administració i un llarguíssim etcètera. Des del punt de vista econòmic va seguir una política de lliure mercat derogant impostos, autoritzant la sortida de moneda en metàl·lic i afavorint en tot el possible el comerç amb Anglaterra. Es va oposar a una declaració d'independència que considerava «prematura» (d'acord amb l'opinió del ministre britànic lord Strangford) i va amenaçar Belgrano quan aquest va desplegar el que seria més tard la bandera argentina. Va ser dràstic en la repressió als espanyolistes (anomenats "sarraïns") i va ordenar l'execució de Martín d'Álzaga, l'heroi de les invasions angleses, en descobrir que liderava una presumpta conspiració.
Pel que fa a la marxa de la guerra anticolonial, va collir molts més fracassos que èxits; A la Banda Oriental va signar amb Elío l'armistici d'octubre del 1811, amb unes gravíssimes conseqüències. Va aconseguir per fi la retirada dels portuguesos a través del Tractat Rademaker-Herrera, però això revelava en definitiva que l'armistici d'octubre no s'havia complert totalment. Belgrano va obtenir la victòria de Tucumán amb l'Exèrcit del Nord, però ho va fer contravenint ordres expresses del govern, que li havia ordenat retirar-se.
Més enllà del seu talent i la seva incansable activitat, les reformes de Rivadavia estaven més inspirades en un liberalisme utòpic i ultramuntà que en la dura realitat del territori. Per això, va aconseguir molta més opressió que suport.
En definitiva, Rivadavia va defraudar a les províncies amb el seu centralisme tancat (i amb això va donar impuls, a desgrat seu, al federalisme), va defraudar als artesans i treballadors de classe baixa de Buenos Aires, va defraudar als liberals radicals (no va declarar la independència ni va aconseguir reunir el tan anunciat congrés provincial) i va defraudar als caps militars. Va generar, en fi, un poderós moviment que acabaria per enderrocar-lo.
En aquells temps, a Buenos Aires hi havia dues organitzacions polítiques: la Lògia Lautaro i La Societat Patriòtica. La Lògia Lautaro, creada per alguns joves del patriarcat que havien estudiat a Europa (José de San Martín i Carlos d'Alvear, van ser els principals), era una organització secreta organitzada a l'estil maçònic. Volia imposar una línia política basada en dos grans principis: Independència i Constitució. La Societat Patriòtica, en canvi, era una institució legal que editava un diari anomenat El Crit del Sud i que pregonava els mateixos principis que la lògia. De fet, va actuar com a façana legal d'aquesta. La personalitat més destacada de la Societat Patriòtica va ser el periodista i escriptor Bernardo Monteagudo, un mulat culte i astut, que posteriorment a la revolució americana va tenir una important actuació.
La creixent discrepància de la Lògia Lautaro i la Societat Patriòtica amb la política de Rivadavia va anar gestant una conspiració. La victòria de Belgrano a Tucumán en contra de les ordres del secretari del Triumvirat (que demostrava que era possible derrotar els espanyols i aconseguir la independència) i les maniobres de Rivadavia per controlar l'Assemblea Provincial reunida el 6 d'octubre a Buenos Aires van ser els factors que van precipitar els fets. El 8 d'octubre del 1812 el Regiment de Granaders a cavall, que comandava el coronel José de Sant Martín, es va revoltar, exigint la dimissió del govern i la convocatòria d'un nou cabildo obert. Aquest es va reunir immediatament i hi va acudir Bernardo Monteagudo amb una "petició" rubricada amb 400 signatures, en la qual es demanava el cessament del Triumvirat, la dissolució de l'Assemblea, la reassumpció de la sobirania pel Cabildo, el nomenament d'un nou govern i la immediata convocatòria d'una nova assemblea provincial «per decidir d'una manera digna els grans negocis de la comunitat». Es va donar al Cabildo Obert vint minuts per acceptar o rebutjar el document.
En aquells moments, Rivadavia i els seus principals col·laboradors (Juan Martín de Pueyrredón, i Manuel José García) s'havien amagat. El Cabildo, després d'algunes negociacions i sota la pressió de Bernardo de Monteagudo i les tropes de Sant Martín i Alvear, va decidir designar un nou poder executiu tripartit; el van integrar Juan José Paso, Nicolás Rodríguez Penya (un antic «jacobí») i Antonio Álvarez Jonte. En aquest mateix acte el Cabildo va aprovar un reglament que havia de traslladar al nou govern i que prescrivia, entre altres coses, que aquest havia de convocar una assemblea general de les províncies dins del termini de tres mesos de forma "precisa i indispensable". Aquesta assemblea tenia com a objectiu central redactar una constitució provisional i tindria un poder tan extens "com volguessin donar-li les províncies". Si bé no es parlava directament d'independència, en la fórmula de jurament que es prescrivia per als membres del Triumvirat s'eliminava tota referència a Espanya i a Ferran VII.
L'Assemblea es va reunir per fi el 31 de gener del 1813. Prèviament s'havia aprovat un procediment pel qual els pobles havien d'ajustar l'elecció dels seus representants, i que resultava bastant complex. A mesura que s'anava complint, els diputats provincials s'anaven integrant al cos. La primera mesura d'aquest va ser triar un president, i el nomenament va recaure en Carlos d'Alvear pel termini d'un mes.
Alvear, era un jove militar de 24 anys nascut a les Missiones Orientals, més concretament a El Santo Ángel Guardián de las Misiones, actual Santo Angel en Rio Grande do Sul, però la seva mentalitat era la pròpia d'algú de Buenos Aires centralista. Clar i carismàtic, el seu temperament superb i les seves tendències autoritàries li van atorgar ràpidament moltes simpaties. La seva actuació en la política de Rio de la Plata seria llarga i molt destacada, i ho va vincular amb freqüència a la Banda Oriental. Quan va ser elegit president de l'Assemblea General es trobava estretament lligat a José de Sant Martín (una versió de l'època afirmava fins i tot que eren mig germans), però els dos homes, diametralment oposats en temperament i objectius, no trigarien a separar-se.
Molt aviat es van definir, en el si de l'Assemblea, dues grans tendències; els «conservadors» i els «alvearistes» (amb set diputats) i els «independentistes» i «sanmartinians» (amb quatre diputats). La majoria, però (13 diputats), pertanyia al grup mal anomenat dels "esclaus", sense opinió definida i tendents a donar suport a un o l'altre segons els casos. La diferència entre uns i altres es va donar respecte a l'oportunitat i forma de la declaració d'independència; Els alvearistes, molt vinculats per interessos de classe a Anglaterra, no volien distanciar-se de la política d'aquesta, que desaconsellava per "prematura" una posició al respecte, que li crearia problemes diplomàtics amb Espanya, la seva aliada. Els sanmartinians, en canvi, estaven integrats fonamentalment per delegats de l'interior, i preconitzaven un immediat pronunciament independentista. Aquesta diferència no era sinó la punta de l'iceberg d'una distància molt més gran, la que separava irreversiblement la concepció autonomista i integració, de l'esquema centralista impulsat per l'oligarquia de Buenos Aires segons la dicotomia «civilització» contra «barbàrie». En aquest panorama quedaven clares les raons que van portar a l'Assemblea, dominada pels alvearistes (en gran part perquè Sant Martí mai va usar el seu prestigi personal en la lluita interna), a rebutjar als diputats orientals triats al Congrés d'abril del 1813, ja que haguessin reforçat considerablement a l'altra facció (la facció independentista).
L'Assemblea General creada al 1813 va funcionar fins que va ser dissolta pel motí de Fontezuelas, al març del 1815. En aquest període, ni va declarar la independència ni va aprovar una constitució, el que revela no només el seu fracàs sinó els dubtes i vacil·lacions del patriarcat de Buenos Aires, que va arribar a controlar-la totalment. No obstant això,van prendre algunes mesures importants, com l'establiment de la llibertat de ventres (no naixerien més esclaus), la il·legalització general de les formes de servitud indígena (tals com Mita, o ianacona), l'abolició dels títols de noblesa, la supressió del Tribunal de la Inquisició, la prohibició de l'ocupació de turments i la independència eclesiàstica.

### El Congrés de Tres Creus
L'anomenat Congrés de Tres Creus -conegut també com a Congrés d'abril- va celebrar-se entre els dies 5 i 21 d'abril del 1813 a la quinta de Manuel José Sáinz de Cavia, en el paratge d'extramurs -avui dia barri de Tres Creus, a Montevideo. Els convocats eren diputats que representaven els pobles de la Província Oriental; es desconeix el nombre exacte d'assistents i amb prou feines es coneix el nom d'alguns d'ells. La importància del Congrés va ser de gran importància en el desenvolupament de l'artiguisme, ja que van establir les bases de les idees federalistes i republicanes de José Artigas.
Es coneix que, en realitat, el congrés va haver de començar el 3 d'abril, però es va posposar fins al 5 a causa de les males condicions climàtiques. L'acta d'aquell dia -començament de sessions- deia que es trobaven al Congrés «Els diputats de cada un dels pobles de la Banda Oriental de l'Uruguai». Aquest aspecte ha causat polèmica entre alguns historiadors, ja que han reincidit en el fet que, pel que sembla, els diputats eren -en la seva pràctica totalitat- terratinents, gent del patriarcat i comerciants, el que provocaria com a conseqüència que les polítiques socials a adoptar pel programa artiguista estiguessin excloses de la discussió, segons aquesta interpretació.
El simposi va celebrar només dues juntes generals -o plenaris-, un el 5 d'abril i l'altra el 21, dates d'inici i de tancament de l'assemblea respectivament. El dia inicial, Artigas va llegir la llegendària Oració Inaugural redactada per Miguel Barreiro, secretari i familiar vinculat estretament al cabdill. Aquesta oració reflectia fidelment la força del pensament liberal i democràtic d'Artigas, plasmat i recordat per sempre en, potser, la frase que va fer cèlebre al Cap dels Orientals:
| « | La meva autoritat emana de vosaltres i aquesta cessa davant la vostra presència sobirana | » |

A continuació, Artigas va exposar les finalitats del Congrés: «L'assemblea tantes vegades anunciada -la Assemblea Constituent de Buenos Aires- va començar les seves sessions amb la frase - De cap manera es tracta d'una separació nacional». Un cop acabat el discurs dels diputats van tenir la llibertat de debatre.
El pacte finalment aprovat contenia vuit apartats que havien de complir les autoritats constituents de Buenos Aires. Essencialment contenien una sèrie d'aspiracions orientals que mai van sentir ressò a Buenos Aires, i que ja havien estat encomanades anteriorment pel cabildo a Tomás García de Zúnyiga. Aquestes pretensions eren: el desgreuge a Artigas i al poble oriental per les ofenses de Manuel de Sarratea, un aval del no abandonament al setge de Montevideo i de rebre pertrets bèl·lics per a la prossecució de la lluita, i el reemborsament per part de Sarratea de les armes robades per aquest al Cos de Blandengues. La sisena i setena disposició contenen els aspectes essencials del conveni:
| « | Disposició Sisena: Serà reconeguda la confederació defensiva i ofensiva d'aquesta Banda amb la resta de les Províncies Unides, renunciant qualsevol d'elles a la subjugació que ha donat lloc per la conducta d'aquest anterior govern. | » |

| « | Disposició Setena: En conseqüència aquesta confederació deixarà a aquesta Banda en la plena llibertat adquirida com a província formada per pobles lliures; Però queda des d'ara subjecta a la Constitució que emani i resulti del Sobirà Congrés de la Nació (...). | » |

Segons l'estatut aprovat per l'Assemblea de Buenos Aires -que desconeixia la condició de província de la Banda Oriental- preveia un procés especial per aquesta en matèria de designació de diputats: Es podien triar només dos, un per Montevideo i un altre per Maldonado. No obstant això, el Congrés de Tres Creus, al seu torn, va desconèixer aquestes disposicions i va crear altres pròpies, basades en l'antic dret colonial. Segons aquesta nova resolució, es triarien dos diputats pel cap de província (Montevideo) i un que representés a la seva respectiva vila amb Cabildo (Santo Domingo de Soriano i Guadalupe de los Canelones, actual ciutat de Canelones) a més d'un únic emissari per les poblacions que comptessin amb «mig cabildo»; o sigui, San Juan Bautista -actual Santa Lucía- i San José de Mayo, aconseguint la Banda Oriental una representació total de cinc congressistes.
Acatant les noves disposicions orientals i contradient les de Buenos Aires, van ser triats Mateu Vidal i Dámaso Antonio Larranyaga per Montevideo, Felipe Santiago Cardoso per Guadalupe de los Canelones, Dámaso Gómez Fonseca per Maldonado, Francisco Bruno Rivarola per Santo Domingo de Soriano i l'únic representant de San José de Mayo i San Juan Bautista: Marcos Salcedo.
Segons les costums, els diputats van ser subministrats amb un conjunt d'instruccions, les cèlebres Instruccions de l'any XIII; Un dels escrits essencials de l'artiguisme. Segons les investigacions històriques, no es va trobar cap prova que les Instruccions fossin debatudes pel Congrés abans i durant la seva redacció, de manera que es tendeix a creure que va ser una tasca realitzada exclusivament per obra i pensament d'Artigas.
En la sessió corresponent al 20 d'abril, els congressistes van denominar els membres constituents d'un Consell o Govern que vetllés per la recuperació i projecció de l'economia oriental, sent-li atorgades les responsabilitats de diverses tasques amb la finalitat esmentada abans. Es tractava de les bases del anomenat Govern Econòmic de Canelones. Aquesta sessió es va caracteritzar per assemblar-se a l'anomenada democràcia directa, practicada pels antics grecs a l'àgora, ja que en aquesta no només van intervindre els representants que van conformar el Congrés el 5 d'abril, sinó que van arribar per participar-hi diversos ciutadans de Montevideo i d'altres punts de la geografia oriental.
Abans de la sessió del congrés -més precisament el 19 d'abril-, Artigas va signar tres tractats amb José Rondeau -representant del govern de Buenos Aires-, titulats «Convenció de la Província Oriental», «Pretensions de la Província Oriental» i «Pretensions de les Tropes Orientals»; En aquests es reiterava i afirmava la seva postura i la dels congressistes, i finalment aprovats, de la convenció inaugural del 5 d'abril. Els documents -igual que les aspiracions representades per Tomás García de Zúñiga- van ser qüestionats i, a la pràctica, mai acatats per les autoritats de Buenos Aires. Això va ser degut al fet que els orientals havien decidit no emprar el mètode designat per Buenos Aires per a la designació dels diputats, fet que va derivar -com a conseqüència- que dels cinc diputats electes, només Dámaso Gómez Fonseca i Dámaso Antonio Larranyaga (els designats per Maldonado i Montevideo respectivament, com es preveia en la reglamentació de Buenos Aires) fòssin reconeguts i incorporats. A més, en els esmentats textos es declarava a Artigas com el Cap dels Orientals, fet que mai va ser acceptat per Buenos Aires.
Respecte al rebuig de la resta dels representants de la Banda Oriental a l'Assemblea Constituent de Buenos Aires, la raó última d'això va ser la defensa que proclamaven del sistema federalista artiguista, ja que altres diputats -malgrat estar mal triats, com s'ha esmentat- en posseir algunes diferències, menors o majors amb el federalisme d'Artigas, van ser finalment acceptats.
En aquest context, el cabildo oriental va ordenar al diputat Felipe Santiago Cardoso a idear i desenvolupar una campanya d'acusació i propaganda sobre la postura de l'Assemblea Constituent pel que respectava a les altres províncies, i va haver de pagar per això amb la seva detenció i posterior confinament per ordre del govern. Larranyaga, desenvolupant una tasca de mediació davant les cada vegada més tirants relacions entre Buenos Aires i Artigas, va aconseguir convèncer a aquest últim de la necessitat de convocar una nova assemblea que regularitzés el sistema de designació de diputats -Assemblea de Capella Maciel- i els constituents de Buenos Aires finalment van accedir a donar-li a la Banda Oriental una representació de fins a quatre diputats.
Tot i la intensa tasca de Larranyaga per llimar diferències entre Artigas i Buenos Aires, que va donar alguns fruits, és evident que la convergència total entre les dues parts estava molt lluny de ser assolida. Eessencialment, d'una riba i d'una altra del Riu de la Plata es manejaven punts de vista diametralment oposats: mentre que per al Govern de Buenos Aires Artigas era un mer cap militar díscol, el poble oriental ho considerava el Protector d'un poble sobirà i independent.

#### Les Instruccions de l'any XIII
Les Instruccions de l'any XIII són un conjunt de vint articles, de contingut polític i ideològic, que sintetitzaven l'essència fonamental de les idees de l'artiguisme, i a més contenien les bases elementals del procés emancipador, dut a terme per José Gervasio Artigas en el context de la Revolució Oriental.
L'acta que conté els numerals coneguts com a Instruccions de l'any XIII van ser elaborats durant el transcurs del Congrés de Tres Creus, convocat pel cabildo oriental després del seu retorn de l'Ayuí, un cop finalitzat l'Èxode Oriental. La finalitat de l'assemblea era establir les bases normatives per les que, un cop obtinguda la independència, es regiria la Província Oriental. La intenció d'Artigas, com ja s'ha explicat, no consistia en plantejar la separació de l'antiga Banda Oriental com un Estat independent, sinó tot el contrari; Incloure-la -en qualitat de província- dins el nou Estat que s'estava forjant en l'Assemblea Constituent de Buenos Aires. Per a això, Artigas va organitzar una elecció, dins el si del Congrés, de cinc representants orientals a l'Assemblea Constituent que plantegessin allí els pensaments i idees polítiques d'Artigas, plasmades en les Instruccions.
Es creu que Miguel Barreiro -nebot, secretari i personatge molt proper a Artigas- va redactar les Instruccions, basant-se fortament en manuscrits i obres procedents dels Estats Units, primer país d'Amèrica a assolir l'emancipació colonial el 1776. Entre els documents inspiratoris figuraven traduccions l'Acta d'independència, l'Acta de Confederació i els assajos de Thomas Paine «Common sense» (Sentit comú). A més, en la confecció del document també es van utilitzar antigues normes espanyoles de dret com a font.
Dels vint punts que componen les Instruccions, posseeixen especial importància els primers tres articles, transcrits a continuació:
| « | Primerament demanarà la declaració de la independència absoluta d'aquestes colònies, que elles estan absoltes de tota obligació de fidelitat a la Corona d'Espanya, i a la família dels Borbó, i que tota connexió política entre elles i l'Estat d'Espanya és, i ha de ser, totalment dissolta. Article Segon: No s'admetrà altre sistema que el de confederació per al pacte recíproc amb les províncies que formin el nostre Estat. Article Tercer: Promourà la llibertat civil i religiosa en tota la seva extensió imaginable. | » |

Un cop els emissaris orientals van arribar a Buenos Aires van entregar la versió definitiva de les Instruccions, presentant la proposta que contenia l'acta a l'Assemblea Constituent. Buenos Aires va rebutjar als delegats i les seves propostes mitjançant el pretext que no van ser triats mitjançant la implementació del sistema exigit per l'assemblea de Buenos Aires, que implicava menys representació oriental a la mateixa. No obstant això, el motiu real del repudi estava a les Instruccions, ja que la majoria del concili plantejava la institució d'un sistema de govern unitari amb base a Buenos Aires, una cosa que Artigas descartava de ple; No només per una traïció als seus principis federalistes, sinó també per violar un dels punts de l'acta:
| « | Article Dinovè: Que és precís i indispensable, que sigui fora de Buenos Aires on resideixi el lloc del govern de les Províncies Unides. | » |

Aquest article establia la posició que defensaven els revolucionaris orientals sobre l'anomenat Centralisme de Buenos Aires i la vella rivalitat entre Montevideo i Buenos Aires expressada en la lluita de ports. Per Buenos Aires, Artigas i el seu federalisme va començar a ser vist com un mur que interrompia els seus interessos i, per tant, el consideraven com un díscol militar insubordinat abans que el cap civil del seu poble. Posteriorment, les discrepàncies entre orientals i Buenos Aires s'agreujarien.
Els plantejaments proposats per Artigas en les Instruccions de l'any XIII, contradient l'ideari polític de la dirigència de Buenos Aires, que es basava en principis totalment diferents. Per a aquesta, fins i tot en els seus elements més bàsics i honestament liberals, l'Estat s'havia d'organitzar segons principis de jerarquització política que preveiessin la "natural" divisió social. Això només era possible establint un govern centralitzat i poderós, al qual havien de subordinar-se les províncies previ acord de participació d'aquest. El desenvolupament només era possible amb aquesta concepció, si existia una classe dirigent proveïda de poders capaços de crear una legislació justa, equilibrada i racional, a la qual tots havien de sotmetre's per entrar a la sendera del progrés, la cultura i la prosperitat. Aquesta dirigència havia de sorgir, per descomptat, de la classe il·lustrada que en la seva gran majoria residia a les ciutats, i particularment a Buenos Aires. La ciutat, vinculada als corrents econòmics, intel·lectuals i polítics del món, representava la «civilització» davant d'una «barbàrie» provincial de reminiscències feudals que era necessari, precisament, «civilitzar».
Davant d'aquesta idea s'alçava la visió federal, més àmplia i democràtica, basada en els drets de les comunitats i la idea que una nació només podia construir-se amb l'aportació igualitària de tots els seus sectors socials. Una visió arrelada en un concepte d'igualtat profundament arrelat per la població humil del medi rural, que repetia que "ningú és més que ningú" i que rebutjava la idea que la direcció havia d'estar monopolitzada pels il·lustrats i els doctors. Davant la pretensió hegemònica d'aquests, instal·lats majoritàriament a Buenos Aires, el federalisme, alhora integrador i gelós de la defensa dels drets dels pobles, apareixia com una necessitat inevitable. Artigas el va concebre no només per les seves lectures de textos nord-americans, sinó per la seva experiència dels horribles fets del 1811, en el curs dels quals els drets del seu poble oriental van ser menyspreats en nom d'interessos estranys, que es pretenien superiors.
El programa polític de les Instruccions de l'any XIII era, per tant, totalment inassumible pels homes que dirigien els destins de la naixent comunitat política platense. La seva pretensió d'una igualtat provincial, que d'alguna manera apuntava a una equitat de drets per sobre de les classes, semblava un sense sentit irracional per Rivadavia, Sarratea o Alvear. Significava posar en el mateix pla a la «civilització» i la «barbàrie». I els líders cabildos que ho impulsaven, començant per Artigas, eren, en la concepció d'ells, «anarquistes», en el sentit d'afavoridors del caos, d'enemics del centralisme civilitzador. L'enteniment era impossible. Els que ho van intentar com José San Martín, van acabar marginats i frustrats. Aquests dos idearis polítics altament antagònics aviat comportarien la major ruptura entre Artigas i el govern de Buenos Aires.

#### Govern Econòmic de Canelones
José Artigas considerat prioritari l'anomenat Govern Econòmic de Canelones. Aquest va sorgir en l'Oració inaugural del Congrés de Tres Creus, celebrat a l'abril del 1813. Donat el seu caràcter prioritari, el dia 20 d'abril d'aquell any -un dia abans de finalitzar el Congrés - ja es va constituir formalment a la vila de Guadalupe, actual ciutat de Canelones; Montevideo es trobava assetjada per les tropes del Cap dels Orientals i el seu aliat, José Rondeau, ja que la ciutat emmurallada encara estava sota control espanyol.
Van acudir a la primera junta del Govern Econòmic els habitants d'extramurs de Montevideo, els quals, en una particular mostra de democràcia directa -s'assemblava més a una assemblea popular que a un govern pròpiament dit- es van triar als deu membres permanents del Consell i al seu cap. Aquests van ser Santiago Sierra, Francisco Pla, León Pérez, José Revuelta, Tomás García de Zúnyiga, Juan José Durán, José Gallegos i Miguel Barreiro; Els dos últims eren escrivà i secretari del president, que fet i fet va resultar ser Artigas. No obstant això, el cabildo oriental va declinar acceptar el càrrec i finalment va ser Bruno Méndez qui va exercir aquestes funcions.
Molts textos històrics solen ignorar o donar-li poca importància a una de les primeres mesures del Govern, que no va ser sinó la Declaració d'Independència de la Província Oriental. Aquesta proclamació -que no era de caràcter secessionista, ja que en aquest moment la viabilitat d'Uruguai com a país independent ni tan sols s'havia formulat- era, pràcticament, una traducció d'un dels nombrosos textos que Artigas posseïa sobre l'experiència federalista nord-americana: la Constitució particular de l'estat de Massachusetts. El jurament, disposat als membres del Govern, començava així:
| « | Jureu que aquesta província per dret ha de ser un Estat lliure, sobirà i independent, i que ha de ser reprovada tota adhesió, subjecció i obediència al rei, reina, príncep, emperador i govern espanyol i a tot poder estranger qualsevol que sigui? | » |

El Congrés de Tucumán, tres anys més tard, va instar les províncies federals -Oriental, Misiones, Misiones Orientals, Corrientes, Entre Ríos, Santa Fe– a intervindre al mateix amb l'objecte de declarar la independència (es va fer finalment el 9 de juliol del 1816). Artigas va esmentar que «aquesta província -la Oriental- fa temps, ja que va proclamar la seva independència». Es referia sense cap dubte a la declaració emancipadora del Govern Econòmic.
Aquest Govern va exercir les seves funcions -entre les que hi havien la recaptació d'impostos, l'administració de la Justícia, foment de les activitats agropecuàries i ramaderes, disponibilitat dels béns dels emigrats, proveïment de l'Exèrcit i difusió de la vacuna antiveròlica- fins que va ser relegat i finalment dissolt pel Congrés Capella Maciel, celebrat entre el 8 i el 10 de desembre del 1813. No obstant això, més enllà de l'efímera existència del Govern Econòmic -amb prou feines va durar 8 mesos- mereix una menció particular l'efectivitat de l'obra administrativa artiguista.

### El Congrés de Capella Maciel
Sorgit a conseqüència del rebuig dels diputats orientals a l'Assemblea Constituent del 1813 celebrada a Buenos Aires, el Congrés de Capella Maciel es va celebrar per influència de Dámaso Antonio Larranyaga sobre José Artigas, entre els dies 8 i 10 de desembre del 1813 a la Capella del Nen Jesús, més coneguda com a Capella Maciel -ja que es trobava situada en la quinta del llavors extint filantrop Francisco Antonio Maciel-, situada als marges del rierol Miguelete, a Montevideo.
Artigas, després de considerar la proposta de Larranyaga, va designar a José Rondeau com a organitzador de la mateixa. Van instar als pobles de la Província Oriental a triar els seus respectius representants. Es van presentar a la mateixa vint delegats que representaven a vint-i-tres pobles, i es va designar com a secretari de l'assemblea a Tomás García de Zúnyiga i com a president a Rondeau a causa de la seva «coneguda moderació i prudència», el que demostra l'estima i confiança que per aquell temps li donava el cabildo oriental .
El 9 de desembre del 1813, els congressistes van triar tres representants de la Província Oriental a l'assemblea provincial, que van resultar ser Dámaso Antonio Larranyaga, Luis Chorroarín i Marcos Salcedo -tots ells sacerdots- als quals se'ls sumava Dámaso Gómez Fonseca, qui ja estava a Buenos Aires amb l'objectiu d'integrar-se a l'assemblea. Aquell mateix dia, a més, es va elegir un nou govern per a la Província Oriental, decisió que va ignorar completament l'existència del Govern Econòmic de Canelones que s'encarregava de les funcions administratives i de controlar la província, designat el 20 d'abril d'aquell mateix any al Congrés de Tres Creus. No obstant això Tomás García de Zúnyiga, integrant d'aquest govern, no va realitzar pel que sembla objecció i va acceptar el nou càrrec que li van imposar.
Aquest episodi revela la contradicció existent -i per tant, un inqüestionable desconeixement- entre les decisions preses al Congrés de Tres Creus i les decisions preses a la Capella Maciel, cosa que Artigas no hi havia pensat ni tampoc desitjava que passés. A més va deixar entreveure un canvi d'actitud en alguns personatges que fins al moment havien cooperat amb el cabildo, com ara Tomás García de Zúnyiga, Juan José Durán i José Rondeau; En el cas d'aquest últim també s'involucrava en un evident doble joc.
L'endemà -10 de desembre-, el congrés es trobava preparant les actes que contenien les decisions preses per a la seva signatura, quan d'improvís l'oficial artiguista Gorgonio Aguilar es va presentar amb un ofici del mateix Artigas, en el qual establia com revocades totes aquelles decisions preses a la junta per contradir-se amb les decisions sorgides al Congrés de Tres Creus; Aquestes eren considerades no només vàlides sinó també en plena vigència. L'ofici continuava indicant el dret als delegats a contradir les decisions del congrés anterior, però advertint-los de tenir la prudència d'examinar-les, i finalitzava amb una indicació en la qual s'exhortava als congressistes a suspendre les sessions fins a rebre confirmació dels seus delegats. Segons paraules d'Artigas:
| « | Suspeneu les vostres sessions, ciutadans electors; Jo vaig a escriure als pobles i llavors veuré si la seva voluntat és la mateixa que té la vostra representació al congrés. En cas contrari, jo us faig responsables davant dels mateixos pobles de la continuació de l'abús que feu de la seva confiança. (...) Qualsevol determinació que avanceu en contra, la desconeixeré obertament i vosaltres respondreu als pobles de l'escàndol. | » |

Després del rebut de l'ofici per part dels congressistes, la reacció posterior a la lectura del mateix va ser de molèstia i confusió. El disgust va ser tal, que fins i tot un dels congressistes, Francisco Martínez -representant de Soriano- va preguntar: «Qui era Don José Artigas per donar lleis o prescriure regles als representants dels pobles?». A més, va declarar que «si s'hagués sabut el que contenia (l'ofici) no s'hauria obert, però ja que s'havia llegit, era del parer que no se li contestés». Finalment es va decidir contestar-li al cabildo, declarant «que no es feia cap innovació» en el text decretat, i es va dissoldre el congrés. Com a conseqüència, Artigas va complir la seva paraula i va iniciar la Marxa Secreta que implicava el trencament final de les relacions amb les autoritats de Buenos Aires i el proclamat desconeixement del que es va decidir al Congrés Capella Maciel.
Molts historiadors, fins i tot alguns artiguistes, destacaven en aquesta junta el disbarat de la petició d'Artigas sobre la suspensió de les deliberacions mentre escrivia a cada un dels pobles amb l'objecte de saber la seva coincidència amb les decisions; Sense esmentar la ràpida omissió de les decisions al Congrés de Tres Creus. A més, hi havia indicis per pensar que la junta es va apartar per aconseguir la manca de pressió que havien de tenir els regidors per deliberar amb absoluta llibertat. José Manuel Pérez Castellano, sacerdot que va participar en el consell, va escriure en el seu Relat històric que «Encara que -Rondeau- hagués concorregut sense cap tropa al congrés, venia acompanyat d'un ajudant que es va quedar a la porta, del costat de fora, i a la menor contrasenya podia cridar a vuit o deu Dracs que amb els seus sabres no haguessin deixat ningú viu».

### La «Marxa Secreta»
Després de finalitzar-se el Congrés de Capella Maciel, amb la seva autoritat seriosament menyspreada per una assemblea representativa dels pobles orientals que l'havia ignorat, Artigas va adoptar una sèrie de greus decisions. La primera d'elles va ser abandonar el setge de Montevideo, el que implicava la ruptura total amb les autoritats revolucionàries de Buenos Aires. El 20 de gener del 1814, de nit i en silenci, Artigas es va retirar amb el gruix de les seves tropes; Va deixar però, com a forces d'observació, a dos regiments manats per Manuel Vicent Pagola i el seu germà Manuel Francisco Artigas, deixant així desguarnida l'ala esquerra de la línia assetjadora. Artigas marxa cap al Nord acampant a la calera de García, sobre el riu Santa Lucia Chico quedant-se a la expectativa. Allà se li van incorporar gairebé totes les forces orientals que sumaven uns 3.000 homes. Artigas va denomar a aquest acte "marxa secreta".
Des d'allí Artigas es va dirigir cap al Nord-Est travessant el Riu Negro, pròxim a la barra de Salsipuedes i continuant després cap a Batoví per establir finalment la seva Caserna General a Belén on arribaria a finals de març o principis d'abril. Des d'allí va començar una vasta campanya d'extensió del federalisme a les províncies del litoral argentí, en particular Entre Ríos i Santa Fe. A partir d'aquell moment la dimensió del Cap dels Orientals transcendiria de manera creixent l'àmbit provincial per adquirir significació en una vasta zona del territori de les Províncies Unides del Riu de la Plata. La seva ràpida marxa cap al Nord-Est estava imposada per les informacions que posseïa Artigas referent a les concentracions de forces de Buenos Aires a Corrientes, Entre Ríos i Santa Fe.
Així portava les seves forces al camp estratègic, amb la finalitat de situar-se en una posició central per actuar amb avantatge contra els seus enemics, mentre es mantenia fora de perill de qualsevol atac per sorpresa. D'aquesta forma aconseguia una superioritat estratègica indubtable, que ell s'encarregava d'accentuar mitjançant l'actuació de destacaments ofensius hàbilment comandats i més ben situats.

### Guerra entre Artigas i el Directori
Per hostilitzar les tropes de Buenos Aires sota el comandament de Rondeau que es trobaven assetjant Montevideo, Artigas va deixar a Rivera, qui havia d'impedir l'arribada de bestiars i cavalls per proveir a l'exèrcit assetjador, prenent-li els seus medis de mobilitat i subsistència. Rivera ocupa el Paso de la Arena a Santa Lucía, interceptant un important botí que anava a les zones d'abastiment.
Amb l'objectiu de tallar totes les vies de comunicació terrestre de les forces de Buenos Aires que assetjaven Montevideo. Artigas va deuxar a Otorgués a Fray Bentos, amb la missió de fer demostracions sobre les costes del Riu Uruguai, constituint una veritable amenaça d'invasió. La seva missió incloïa la possibilitat de poder cooperar, en qualsevol moment, en les operacions que duguessin a terme a Entre Rios. Com ho establia Gregorio F. Rodríguez, Artigas es va retirar del setge per estar «al centre dels seus recursos i poder actuar d'acord amb els seus principis». Momentàniament les províncies del litoral argentí van passar a ocupar el centre de gravetat de les seves activitats, les quals van trobar un ampli suport les seves idees federals.
La retirada de les forces artiguistas del setge de Montevideo i les subsegüents accions hostils d'Artigas cap al govern de Buenos Aires va provocar reaccions immediates; Els espanyols de Montevideo van enviar una delegació davant el cabildo proposant passar-se a la seva causa (missió Larroba-Costa), a la qual va donar uns talls però una negativa ferma. La retirada de les tropes artiguistes a la "marxa secreta" també va provocar la reacció del director Gervasio de Posadas (oncle de Carlos d'Alvear) que va declarar en un document de l'11 de febrer a Artigas infame, privat dels seus llocs de treball, fora de la llei i enemic de la pàtria alhora que prometia 6.000 pesos a qui el lliurés viu o mort. Després d'això Artigas des del seu campament a Belén va iniciar les hostilitats contra el Directori de Buenos Aires. Segons ho estableixen els escriptors Arce i Vitale Delmonte a la seva obra "Artigas" (pàgina 29), aquest document ja estava projectat abans d'aquesta data i s'esperava només un pretext per fer-ho públic, tal com ho proven uns manuscrits sense signatura que es conserven a l'Arxiu General de la Nació Argentina.
Artigas va declarar la guerra al Directori i la revolta de les províncies del litoral com a reacció al decret de Posadas, fomentant l'aixecament de les milícies d'Entre Rios i de Corrientes que defensaven el riu Paranà i el riu Uruguai contra les incursions de les tropes de desembarcament de Michelena.
El govern de Buenos Aires va enviar contra Artigas una expedició sota el comandament del Coronel Eduardo Kaunitz de Holmberg, formada per tres nuclis principals: La columna a càrrec del coronel Holmberg (gran tàctic europeu que només va tenir derrotes a Amèrica), que es trobava a Santa Fe des del desembre del 1813, les forces del Comandant Hilarión de la Quintana que es trobaven al Rierol de la Xina i les tropes l'Intendent Bernardo Pérez i Plans a Corrientes.
Tot indicava doncs que aquesta forces es proposaven concentrar-se en Entre Rios per envair la Banda Oriental i acabar amb Artigas, segons instruccions reservades del 4 de febrer. Davant aquesta difícil situació, Artigas va prendre les següents disposicions per batre aïlladament els tres nuclis i evitar que es reunissin; Entre les seves disposicions va ordenar que Otorgués, que estava a la regió de Fray Bentos creués ràpidament a Entre Ríos per atacar Hilarión de la Quintana.
Otorgués el va derrotar en la batalla del Paso de Gualeguaychú el febrer del 1814. El 20 de febrer del 1814 Herenyu, que era el comandant de la Vila de Paranà, va reconèixer a Artigas com a Protector dels Pobles Lliures, establint de fet l'autonomia de la província. Desconeixia la dependència de la Tinença de Govern de Santa Fe a la qual estava subjecta Entre Ríos des del 1810. Posadas va ordenar al baró Eduardo Kaunitz de Holmberg que enviés 400 soldats amb artilleria a Santa Fe i passés a Entre Ríos per a reunir a les seves forces i a les del comandant general d'Entre Rios, Hilarión de la Quintana. Holmberg portava instruccions d'apoderar-se com fos d'Artigas i afusellar-lo immediatament.
Holmberg imprudentment es va llançar a un ràpid avanç cap a l'interior de la província, amb el resultat que les seves forces, majoritàriament milicians de Santa Fe, van desertar pel camí. Va arribar a Gualeguay, on va rebre la notícia que el cabdill Herenyú havia ocupat la Baixada del Paranà. Va tornar ràpidament i va ser derrotat per Herenyú el 22 de febrer en el combat de l'Espinillo en col·laboració amb el cap artiguista Andrés Latorre. Va ser empresonat però, per la seva sorpresa, Artigas no només no el va fer afusellar, sinó que el va posar en llibertat uns dies més tard. Entre els presoners alliberats aquell dia hi havia el capità Estanislao López.
Els reialistes de Montevideo van creure que podien comptar amb Artigas per a la seva causa, i van enviar una delegació proposant-li passar-se a la seva causa (missió Larroba-Costa). Artigas va donar una resposta cortès però negativa. Va rebutjar totes les ofertes reialistes, que li prometien càrrecs militars i fins i tot diners per tal que abandonés la causa de la independència.
La província de Misiones estava governada pel general unitari Bernardo Pérez Planes, que tenia constants problemes amb les autoritats paraguaianes. A aquest territori Artigas va enviar a Blas Basualdo, un dels principals caps de l'època, que va ocupar el poble de Curuzú Cuatiá derrotant després a les forces de Pérez Plans al poble de Concepció a la batalla de La Cruz el 19 de març, de forma que els federals van passar a controlar les àrees occidentals de la província de Misiones, que connectava el litoral del Paranà al Paraguai.
La derrota unitària en Misiones va tenir repercussió immediata en la Província de Corrientes, on un pronunciament federal dirigit pel tinent de milícies Juan Bautista Méndez, va enderrocar al governador unitari Domínguez.
Amb prou feines unes escaramusses i una sola batalla, Artigas i els seus partidaris van dominar Entre Ríos. El cabdill va nomenar a Herenyú (o Erenyu) comandant de Paranà i a Blas Basualdo com a comandant del riu Uruguai.
En la mateixa època, Otorgués i José Antonio Berdún van recórrer l'interior de la província Oriental, aconseguint que tots els pobles allunyats de Montevideo es pronunciessin pel federalisme. En les mateixes viles properes a Montevideo, tals com San José, Canelones, Trinidad i Durazno, donaven suport a Artigas.
En tres mesos, Artigas havia aconseguit controlar quatre províncies.

### Tercera campanya de l'expedició a la Banda Oriental
Com a conseqüència d'aquestes victòries artiguistas, el director Gervasio Antonio de Posadas va iniciar diferents gestions diplomàtiques. El 7 de març del 1814, Posadas va incorporar la Província Oriental a les Províncies Unides del Riu de la Plata, legitimant així el manteniment de l'Exèrcit d'operacions sobre Montevideo (el que significava no reconèixer el Congrés d'Abril ni a l'artiguismeen general) i va determinar que la Província Oriental fos governada per un governador intendent unitari, càrrec per al qual va ser designat Nicolás Rodríguez Penya. Aquest va ser substituït gairebé immediatament per Miguel Estanislao Soler, un militar de gran prestigi personal, casat amb una familiar de Manuel Oribe.
Per acabar amb la resistència artiguista, es va intentar un nou armistici amb Vigodet, que finalment va fracassar. Tement que Artigas acceptés les insinuacions de Vigodet, va enviar davant el Cap dels Orientals una missió del fra Mariano Amaro i del tinent coronel Francisco Candioti (Comandant del Regiment de Cívics de Santa Fe). Els comissionats van prendre contacte amb Artigas a Belén, arribant a un acord el 23 d'abril del 1814, segons el qual s'acceptaven certes demandes d'Artigas, cedint les hostilitats, restablint l'honor i dignitat d'Artigas, i es reconeixia l'autonomia de la Província Oriental, prestant-li més suport militar i econòmic. En aquest sentit l'exèrcit Auxiliar es retiraria de Colònia cap a Buenos Aires, excepte un regiment d'infanteria, 100 artillers amb els seus pertrets, municions i 2 peces. Aquest ajut es va realitzar a compte de majors auxilis a prestar-se quan la situació ho permetés.
Posadas va rebutjar aquest pacte, per ser oposat als seus designis
Fracassades aquestes negociacions, continuaven les hostilitats. Les tropes artiguistes sota el comandament de Blas Basualdo, van ocupar Curuzú Cuatiá, marxant cap al nord-est.
Mentrestant, l'esquadra de Buenos Aires bloquejada el port de Montevideo i actuava en enllaç amb les forces orientals que assetjaven la ciutat per terra. A la Banda Oriental els destacaments artiguistes atacaven sense parar la rereguarda de les forces assetjadores arrabassant el bestiar que servia per a la seva alimentació i els cavalls, el seu principal mitjà de mobilitat. Tal gosadia va provocar el desplegament de les partides sota les ordres de Fructuoso Rivera. Rondeau es va veure obligat a reunir els seus bestiars i cavalls al Cerro, sota la custòdia del Regiment de Granaders a cavall. Mentrestant a Montevideo, a la línia assetjada en els primers mesos del 1814 la situació dels habitants distava molt de ser satisfactòria. Les possibilitats de la ciutat depenien en gran part del manteniment del trànsit marítim, per poder proveir-se, atès que estaven assetjats per terra.
Les gestions de Fernando Otorgués, van fer que les naus regentistes salpessin des de Montevideo rumb a Soriano, per la qual cosa deixaven a Montevideo desprotegida de qualsevol atac naval. Va ser així que l'almirall Guillem Brown, responent als manaments del Directori, va bloquejar el port de Montevideo el 20 d'abril, deixant a la plaça desproveïda tant per terra com per mar. Després d'això, l'esquadra regentista que es trobava rumb a Soriano, es va assabentar del bloqueig per part de Brown, i no va vacil·lar a tornar a Montevideo, per presentar batalla als assetjadors. El 14 de maig van tornar els regentistes al Port de Montevideo i després d'algunes accions navals menors, que els van ser favorables van ser totalment derrotats en el Combat naval del Buceo el 17 de maig del 1814.
Després d'aquesta victòria, el director de les Províncies Unides del Riu de la Plata, Gervasio de Posadas va substituir al cap assetjador José Rondeau pel seu nebot Carlos María d'Alvear al capdavant de les forces assetjadores. D'aquesta manera, l'orgullós i jove general Alvear, es feia amb una victòria, que en realitat no havia treballat. Rondeau resignat pel seu esforç sense valor, va acceptar el canvi, però no ho va oblidar.
Finalment Gaspar de Vigodet, governador de Montevideo i màxima autoritat des que el virrei Francisco Javier de Elío declarés abolit el Virregnat del Riu de la Plata i tornés a Espanya al novembre del 1811, va comprendre que la resistència era impossible i va demanar condicions de rendició, assetjat per la fam, les malalties i la falta de queviures. Va haver de vèncer la resistència dels «emancipats», que volien resistir fins al final. El governador va posar dures condicions, que Alvear va acceptar sense protestes: la ciutat es lliurava al govern revolucionari «en dipòsit», i el govern de Buenos Aires havia d'acceptar que pertanyia a la monarquia espanyola, igual que la resta de les Províncies Unides, i havia de comprometre a no hissar altre pavelló que no fos l'espanyol. Es respectarien la persona i els béns dels que van haver combatut a favor del govern colonial, es permetria la sortida cap a Espanya de totes les forces armades i de tots els que volguessin anar-se'n i no es retirarien les armes que quedaven a la ciutat. L'armistici es va signar el 20 de juny del 1814 i el 22 les tropes d'Alvear van entrar a Montevideo. S'iniciava el període que la historiografia uruguaiana, nomenaria per unanimitat com «dominació portenya».
Alvear no va respectar cap de les clàusules de rendició, a excepció, de permetre la retirada de les tropes espanyoles, i va començar a governar a Montevideo el governador designat pel Directori Miguel Estanislao Soler. Els nous governants, inspirats per Alvear, van actuar com un exèrcit d'ocupació: van destituir al Cabildo i en van designar un altre que els era afí; Van anul·lar el Consolat de Comerç que havien establert els espanyols després de la ruptura amb Buenos Aires i el van substituir per un funcionari que ells poguessin controlar (el designat va ser Jerónimo Pio Bianchi. Tots els vaixells «enemics o neutrals» que estaven al port van ser declarats «bona presa» (o sigui, botí de guerra) i els seus amos havien de pagar un quart del seu valor lliurats en molts casos pels integrants del nou règim. Els espanyols que van romandre a la ciutat van ser discriminats i se'ls va prohibir reunir-se, comerciar, tenir llocs de treball públics i fins a caminar a cavall sense autorització; L'incompliment d'aquestes disposicions era castigada amb la mort.
Mentre que per aquells temps, per dificultar més les comunicacions dels ocupants de Buenos Aires amb la campanya, Artigas va fer ocupar tots els passos al nord de Montevideo, aïllant així les forces de Buenos Aires. De tal situació dona compte Alvear en el seu ofici del 29 d'agost, dirigit al Director Suprem de les Províncies Unides, a qui li demana reforços per tal d'atendre dos fronts: l'aprovisionament de Montevideo i la lluita contra Artigas.
Ocupada la ciutat Alvear va planejar la dominació de la campanya de la Banda Oriental, convidant a Otorgués que estava a Las Piedras, a fer la pau, aprofitant aquesta circumstància per sorprendre'l i derrota'l completament el 25 de juny. Otorgués havia estat destacat per Artigas a fi que reclamés a les forces de Buenos Aires el lliurament de la plaça. El 9 de juliol, Alvear pel Govern de Buenos Aires i García de Zúnyiga, Barreiro i Manuel Calleros per Artigas, van celebrar al Fort un acord sobre les bases següents: Rehabilitació del Cap dels Orientals (que Posadas faria efectiu per decret el 17 d'agost), reconeixement d'Artigas com a Comandant General de la Campanya i reconeixement de fronteres de la Província Oriental, reconeixement del Govern de les Províncies Unides, nova designació de diputats a l'Assemblea General Constituent; es posaria el Regiment de Blandengues a ordres d'Artigas i s'abandonarien les pretensions artiguistes sobre Entre Ríos.
Artigas va confirmar i ratificar el dia 18 aquest document. Un cop signat aquest acord Alvear va tornar a Buenos Aires, però a causa de malentesos en el compliment de les seves clàusules, va tornar a Colònia per iniciar les hostilitats contra Artigas. Possiblement Alvear no va pensar mai a complir l'esmentat acord, sinó tan sols diferir el problema fins a l'arribada de reforços. Alguns autors estableixen que aquest embarcament va ser una comèdia forjada per enganyar i sorprendre a les tropes artiguistes. Al setembre del 1814 Alvear va desembarcar a Colònia amb una divisió d'uns 1300 homes. Aquestes forces es sumarien a les que el governador de Montevideo Miguel Estanislao Soler enviaria presumptament comandades per ell, constituïdes per 1200 homes i 4 peces d'artilleria. Aquesta columna es va posar en marxa el 9 de setembre, amb destinació a la calera de García al Pas de la Sorra.
El pla d'Alvear per derrotar a Artigas, consistia a avançar ràpidament fins al centre de la Banda Oriental, amb un exèrcit poderós ocupant els passos del Riu Negre i interceptant les comunicacions entre Artigas i Otorgués, tractant d'evitar que s'unissin. Aquestes operacions serien complementades pels coronels Juan José Viamonte, Eusebio Valdenegro i Blas Pico, que ocuparien els passos del Riu Uruguai impedint les comunicacions d'Artigas amb el coronel Blas Basualdo, cap dels Blandengues. Un cop interposat entre les posicions orientals, batria a cadascun per separat. En primer lloc atacaria a Otorgués al Sud, després Artigas i Rivera en el Nord, per finalitzar fent atacar a Blas Basualdo per Valdenegro a l'oest del Riu Uruguai.
Aquests plans van semblar tenir esperances després de la victòria de les forces del directori a la batalla de Marmarajá dirigides per Manuel Dorrego, però es van veure totalment frustrades després de la derrota que van patir en el transcurs de la batalla de Guayabos a mans del general Fructuoso Rivera, per la qual, després d'aquesta, les forces del Directori es van veure obligades a evacuar la Província des del port de Montevideo.

### La Lliga Federal

En vermell, la Lliga dedels Pobles Lliures el 1815, part de les Províncies Unides del Riu de la Plata

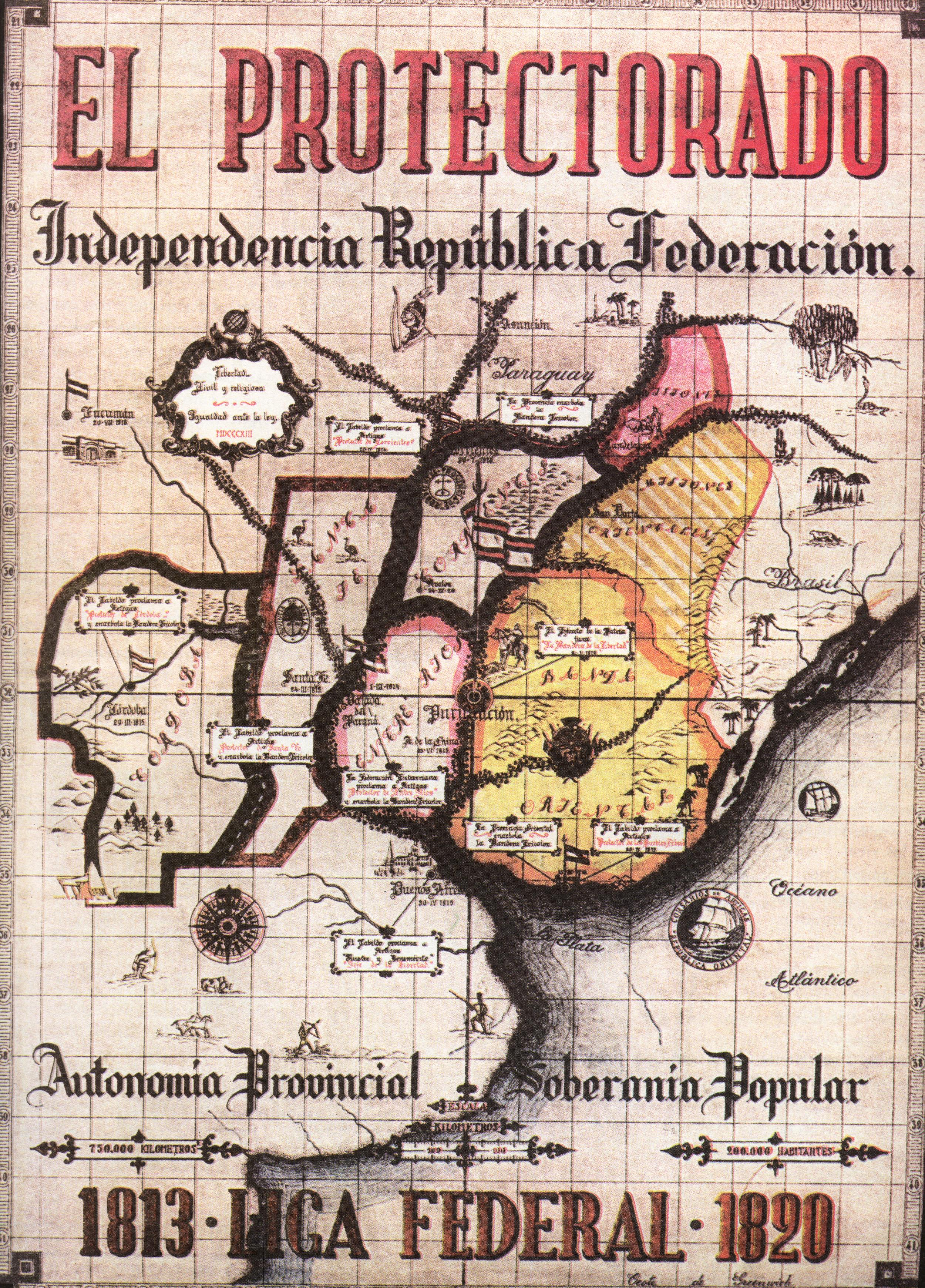
A la Lliga Federal comunament se la nombrava com a “El Protectorat”.

La Lliga Federal -també coneguda com a Lliga dels Pobles Lliures' o Unió dels Pobles lliures- va ser una entitat territorial creada -però no consolidada- per José Gervasio Artigas, que abastava la província Oriental i les actuals províncies argentines Entre Ríos, Corrientes, Santa Fe, Misiones i Córdoba, així com les Misiones Orientals.
El cabdill oriental José Gervasio Artigas va concebre al sistema federalista de govern com la millor forma a adoptar una vegada adquirida la independència de la metròpoli, és a dir, Espanya. Per això, després del Congrés d'Abril del 1813 Artigas va proclamar la independència de la Província Oriental, encara que sent extremadament clar: "De cap manera es tracta d'una separació nacional". El que el cabdill desitjava era integrar la seva recentment emancipada Província Oriental al moviment revolucionari de Buenos Aires, que estava planejant la creació de les Províncies Unides del Riu de la Plata. Per aquest motiu va enviar representants cap a l'Assemblea Constituent -que deliberava a Buenos Aires- amb les Instruccions de l'any XIII, document elaborat durant el Congrés d'Abril que plasmava les bases teòriques sobre les idees d'Artigas, resumides en tres pilars fonamentals: Independència, República i Federació.
No obstant això, els diputats de Buenos Aires no van admetre als seus companys orientals, amb el supòsit d'estar mal triats segons el seu sistema d'elecció, que Artigas va desestimar per considerar-lo inadequat. En realitat, s'addueix que aquest rebuig va tenir motius polítics: Buenos Aires veia el federalisme com una teoria discordant, mentre que Artigas ho considerava, per contra, com a garantia de la unitat d'una nació. Aquesta ruptura amb Buenos Aires va obligar a Artigas a crear un projecte independent del seu, que recollís les seves ambicions federalistes: la Lliga Federal. El Cap dels Orientals plantejava que la futura nació a concebre havia de ser formada per una mena de pactes interprovincials; És a dir, un govern local competent a cada província que s'ocupés dels seus assumptes interns, ja que creia que aquest era l'aspecte essencial per protegir la "sobirania particular dels pobles".
Llavors, cada província o unitat administrativa havia de posseir, a més del seu govern, la seva respectiva constitució i fins i tot el seu propi exèrcit, ja que Artigas creia en «el dret dels pobles a guardar i tenir armes». No obstant això, l'autonomia provincial estaria limitada per un govern central, que s'encarregaria d'administrar els assumptes comuns a tot el conjunt, que estaria basat en una constitució; Els pactes interprovincials que s'esmenten anteriorment. Tot això demostrava la influència que va tenir en Artigas l'experiència independentista i federalista nord-americana, ja que posseïa diversos textos de la mateixa (com la Declaració d'Independència dels Estats Units i la Constitució dels Estats Units, així com les constitucions particulars d'alguns estats i un bon patrimoni de l'obra de Thomas Paine), a més de basar-se en l'antiga tradició foral hispànica. Mai s'ha sabut si Artigas plantejava un Estat federal o una confederació d'Estats.

Primer pavelló de la Lliga Federal.

Pel que fa als aspectes econòmics, el cabdill oriental es va mostrar en desacord amb el sistema monopolista dels temps colonials, i influït pel liberalisme, i va adoptar la política de lliure canvi. No obstant això, amb el pas del temps aquest liberalisme inicial evolucionaria cap a un posterior proteccionisme, que es faria cada vegada més marcat. Una mostra d'això va ser el Reglament de Duanes del 1815. Un altre exemple va ser el desenvolupament a les províncies de l'interior d'una indústria artesanal que competia en desavantatge respecte als productes importats d'Europa. Llavors Artigas, prestant particular atenció a aquest fet va plantejar el gravamen fiscal als productes importats per tal d'afavorir la indústria local, el que al seu torn li va comportar més dificultats amb Buenos Aires, a més d'augmentar l'hostilitat cap a la seva persona per part de Anglaterra i alienar les simpaties de la burgesia mercantil de Montevideo.
L'extensió del federalisme artiguista per totes les províncies de l'interior, que fins i tot va arribar a tenir força en llocs allunyats com La Rioja i la Santiago del Estero (la situació era complexa, un exemple d'això: El cabdill de Santiago del Estero, Juan Francisco Borges no va oferir forces per combatre els reialistes que atacaven des del nord i amenaçaven des de l'oest; Davant les perilloses circumstàncies per als independentistes el General Manuel Belgrano va enviar a Gregorio Aráoz de la Madrid a resoldre el cas. La Madrid va afusellar Borges malgrat que Belgrano havia atorgat un indult per al cabdill de Santiago del Estero). Va determinar que la base social que donava suport i encoratjava la seva aplicació estava constituïda per indígenes i gautxos, població rural i desposseïda per excel·lència. Montevideo sentia cada vegada més antipatia pel projecte artiguista. En un començament es va aliar amb el cabdill per col·lisió d'interessos mutus amb Buenos Aires, però la política proteccionista, els seus atacs contra la propietat privada i la manca d'observació a les jerarquies socials d'una ciutat patrícia com Montevideo van desdibuixar la seva enemistat.
Artigas va donar suport recíprocament a les masses camperoles que el seguien amb el seu Reglament Provisional per al Foment de la Campanya i Seguretat dels seus Hisendats, del 1815, en el qual s'autoritzava l'expropiació de terrenys als «dolents europeus i pitjors americans», per posteriorment ser repartits entre els habitants rurals que el seguien, sota el lema de que «els més infeliços seran els més privilegiats». A més, va defensar la idea de la universalitat de l'ensenyament sense distinció de classes socials o ètnies, i fins i tot va intentar crear reserves indígenes autònomes, governades pels seus habitants. Tot això es va traduir en l'efecte popular que tindria el moviment sota les seves consignes de reivindicació social, que al seu torn l'allunyava més de les classes altes que en un començament van donar suport al cabdill. En aquest context, Artigas va convocar un congrés a la ciutat de Concepció de l'Uruguai, conegut com a Congrés d'Orient, el 29 de juny del 1815. En aquest els seus integrants van anunciar «la unitat federal de tots els pobles i independència no només d'Espanya sinó de tot poder estranger (...)».

## L'apogeu de la Revolució
Durant el 1815 i fins al juny del 1816, la Revolució Oriental viuria el seu màxim apogeu. José Gervasio Artigas, el líder de la revolta, impulsaria canvis socials, polítics i econòmics que revolucionarien totalment la realitat de la Banda Oriental i la Lliga Federal.

### Fundacions de Pobles

#### Purificación, la Capital de la Lliga Federal
Uns cent quilòmetres al nord de la ciutat de Paysandú, prop de la desembocadura de la Riera Hervidero, que desemboca al Riu Uruguai, i a uns set quilòmetres de l'anomenada Meseta d'Artigas, el cabdill tenia la caserna general de les seves tropes. A les proximitats d'aquest va crear un establiment d'internament de sospitosos i desafectes, que hi havien de romandre fins a ser "purificats", d'on, pel que sembla, va sorgir el nom per a designar tot l'assentament. Se suposa que aquesta denominació va ser adoptada pel pare José Benito Monterroso, que en aquells dies era el secretari més estretament lligat al cabdill, qui al seu torn ho hauria pres dels "camps de purificació" creats a Espanya per les Corts de Cadis, el 1812, com a centres d'interacció de ciutadans d'opinió bonapartista. En aquella època, el paratge era conegut com a Chapicoi, nom d'origen guaraní, o com Castell de Baptista. Se li nomenava també com Artigones, o Purificación de Artigones. Al maig de 1815 el cabdill va establir allí la seva caserna general, després d'una breu estada a Paysandú, i el caseriu que el volta es va anar construint espontàniament. Els avantatges de la situació geogràfica eren evidents, com a punt equidistant de Montevideo i Buenos Aires, finestra oberta sobre les planes del litoral en què regnava el federalisme. La població civil vivia a tolderies o ranxos de palla i terròs, i les úniques construccions de material semblen haver estat el ranxo que habitava el propi Artigas i l'església, construïda al 1816 i que contenia una imatge de la Puríssima Concepció enviada pel Cabildo de Montevideo. En l'establiment de detenció dels internats es dedicaven a tasques rurals sota estreta vigilància, i no hi ha cap constància que fossin sotmesos a tortures o maltractaments, com afirmaven els enemics de l'artiguisme. Tot el recinte estava aïllat per tres fosses de la profunditat d'un home i defensat per cinc bateries d'artilleria. En el seu moment de major esplendor sembla haver albergat a mil cinc-cents o dos mil habitants. Alguns dels quals produïen corambre, astes, sèu, crinera i fustes que eren comercialitzades bàsicament amb Montevideo. La casa d'Artigas és descrita, per John Parish Robertson i per Dámaso Antonio Larrañaga en el seu Viatge de Montevideo a Paysandú, com a àmplia i acollidora, encara que gairebé mancada de mobles. Enganxat a ella hi havia un ranxo que servia com cuina.
John Parish Robertson era un comerciant anglès amb esperit aventurer que havia anat al Riu de la Plata amb les Invasions Angleses del 1806, quan tenia 15 anys, i que, més tard, al costat del seu germà William, va recórrer àmpliament tota l'àrea, inclòs el Paraguai, en aquells anys turbulents, fent negocis. Va poder considerar-se afortunat d'haver pogut sobreviure i narrar després les seves experiències. En els primers mesos del 1815 viatjava amb vaixell des de Buenos Aires a Asunción quan va ser interceptat i empresonat per soldats d'Artigas.

### L'Artiguisme a Montevideo i el Cabildo Governador
Els guerrers artiguistes, que havien complert quatre anys ininterromputs de lluita i sacrifici, suportant els abusos i les hostilitats de les tropes portugueses convocades pels realistes de Montevideo, i que havien sofert, ells i els seus avantpassats, el menyspreu, la persecució i l'explotació, veien com havia arribat el moment de la seva revenja històrica. Des del principi es van succeir les queixes per les accions de males formes, de vegades brutals, dels nous ocupants. Els soldats artiguistes bevien a les tavernes i marxaven cridant: "! Paga la Pàtria!", I s'acusava a Otorgués d'organitzar balls d'assistència obligatòria en els quals es vexava a les senyoretes i dames de Montevideo. Artigas havia nomenat a Otorgués Governador Polític i Militar de la plaça. Les funcions governatives de la cort municipal quedaven a càrrec del Cabildo, la integració de la qual s'havia renovat. Des Purificación, Artigas exercia una mena de vigilància paternalista i severa. La primera diferència important que es va donar en el si d'aquesta distribució del poder va tenir a veure amb el tractament que havia de donar-se als espanyols, terme que tenia una significació netament política: Eren els que havien actuat al costat de les autoritats colonials; cal recordar que en aquells dies circulava informació sobre l'enviament de l'expedició reconquistadora a càrrec del general Morillo, enviada pel rei Ferran VII, i que es presumia que el seu destí seria el Riu de la Plata. La guerra anticolonial no estava finalitzada ni de bon tros.
El 7 de març el nou alcalde de primer vot, Tomás García de Zúñiga, va dictar un decret que assegurava igualtat de drets entre espanyols i americans, qualsevol que hagués estat la seva postura en les lluites anteriors. Alhora, el Cabildo permetia lliurement l'emigració dels que volguessin anar-se'n, el que va habilitar a molts "entestats" del període anterior per marxar cap a Rio de Janeiro o cap a la mateixa Espanya. Aquesta disposició i aquesta conducta van xocar frontalment amb la qual actuava el governador, que el 2 de març havia prohibit als espanyols "barrejar-se publica o privadament en els negocis polítics de la província, sota pena d'afusellament"; pena que es feia extensiva a "qui ho sabés i no ho delatés". Semblant intransigència provenia del mateix Artigas, que va ordenar, amb data 25 de març, que "tot espanyol que hagués tornat a aquests pobles i les seves jurisdiccions" després de la caiguda de Montevideo en mà de Buenos Aires, "haurà de reembarcar immediatament cap a Buenos Aires" sota pena de la pèrdua total dels seus béns. El 3 de maig, amb el pretext que alguns espanyolistes mostraven suport davant la presumpta imminent arribada de l'expedició reconquistadora i miraven des dels seus terrats l'horitzó amb ulleres de llarga vista esperant veure els vaixells, Otorgués va disposar l'arrest de tots "els espanyols europeus que es van trobar en aquesta plaça durant el primer o segon setge". Mesures semblants van tenir mala reputació entre la població, fins i tot en aquella part que no es veia afectada directament, ja que pràcticament tots els montevideans tenien amics o parents entre els "espanyols europeus". Les relacions entre el Cabildo i el governador es van anar deteriorant.
Hi havia, però, una fracció del Cabildo que recolzava aquesta duresa de tracte cap als Espanyols, i per raons que poc tenien a veure amb la lleialtat; Alguns personatges vinculats al comerç aspiraven a fer-se càrrec dels privilegis que havien gaudit els espanyols, i per això recolzaven la política artiguista. Un d'ells era Lucas J. Obes, personatge de notòria jerarquia, advocat i comerciant, que es va guanyar la confiança d'Otorgués. D'aquesta manera, un cercle d'homes de negocis va ser aconseguint privilegis interessants: Pablo Pérez va aconseguir el monopoli de la provisió de pa a l'exèrcit; El seu cosí Lorenzo J. Pérez ho va obtenir en préstecs de diners, Manuel Pérez va aconseguir el monopoli de proveïment de verdures i León Pérez el de carn. Tots els beneficiaris eren, a més, parents d'Otorgués, el que donava a tot pleat un caràcter nepòtic. El magatzem de Juan Correa, molt amic del cabdill artiguista, va obrir un compte corrent perquè els soldats es vestissin i aprovisionessin a discreció i de franc; Després passava voluminosos comptes al flamant Consolat de Comerç de Montevideo, que autoritzava aquests pagaments. A més el president d'aquest Consolat era el propi Juan Correa, que feia així un negoci rodó a pagar-se a si mateix el que reportaven les tropes del seu magatzem. En decretar la secularització dels delmes - rebuts abans per les autoritats eclesiàstiques i, a partir d'una disposició del Cabildo, administrats per les autoritats civils-, que sovint es pagaven amb blat, el cos municipal va ordenar que aquesta quantitat de blat fos repartida entre "els forners patriotes", que obtenien d'aquesta forma matèria primera pràcticament gratis. D'aquesta disposició es va beneficiar directament Lucas J. Obes.
Quan Artigas es va assabentar d'aquestes maniobres, i va saber de les discordances entre el Cabildo i Otorgués, va disposar la separació d'aquest del càrrec i el va enviar a la frontera a vigilar els moviments dels portuguesos. Amb data 10 de maig, Otorgués va comunicar al Cabildo la decisió del Protector, i això va generar una rebel·lió organitzada pels que perdien els privilegis aconseguits. Un grup de ciutadans, amb la tolerància de la força armada, va irrompre al Cabildo i va exigir la renúncia d'aquest i la permanència d'Otorgués al seu lloc de governador. Davant aquesta situació, virtualment un cop d'Estat, el Cabildo va dimitir i es va designar un congrés electoral que havia de triar nous membres, i que va ser presidit per Lucas J. Obes.
Aquest congrés va triar als nous regidors deixant fora a Tomás García de Zúñiga i Felipe Santiago Cardazo, que se suposava eren els més hostils a Otorgués. El nou Cabildo va crear llavors una junta de vigilància encapçalada per Lucas Obes. El 19 de maig, Lucas va dictar un decret draconià pel qual s'establia que tots els espanyols havien de passar, en un termini de tres dies, per la sala de Juntes a consignar el seu nom i altres dades. Només si era expressament autoritzat per aquest organisme un ciutadà espanyol podia seguir residint a la ciutat, en cas contrari havia d'emigrar i perdia tots els seus béns. El mateix dia Otorgués, que seguia actuant com a governador contra l'expressa disposició d'Artigas, va ordenar als comandants militars dels pobles que confisquessin els béns dels emigrats. El 21 de maig va arribar un furibund ofici d'Artigas, assabentat de la desobediència de les seves disposicions, pel qual renunciava a la seva autoritat "després que les meves providències no hagin sét respectades ni mereixen la pública aprovació". Mai va quedar totalment clar a quina autoritat renunciava Artigas (en si, mai va renunciar), però sí que va quedar clar que aquesta dimissió va causar una repercussió d'enorme importància sobre tots els orientals. El Cabildo va enviar a Antolín Reyna i Dámaso Antonio Larrañaga a entrevistar-se amb el cabdill. Calmats els ànims del cabdill i retirada la seva renúncia, ja no hi va haver desobediències: Otorgués va deixar el càrrec i va marxar cap a la frontera el 20 de juny, i el Cabildo de Montevideo es va fer càrrec del control de la ciutat i dels territoris de l'interior de la província, amb el títol de Cabildo Governador. El 9 de juliol el cabdill va nomenar com a comandant militar de Montevideo a Fructuoso Rivera que va arribar a la ciutat pocs dies després, a peu i amb els seus estris en una carreta, en actitud de total acatament a les autoritats civils. Per evitar que es reproduïssin fets com els anteriors, que havien revelat les dificultats d'Artigas per seguir els esdeveniments dels fets des de tan lluny, aquest va designar al seu secretari Miguel Barreiro com a delegat, amb l'expressa missió de fer de nexe entre la caserna general de Purificación i la ciutat.
La nova etapa va corregir alguns dels principals vicis de l'etapa anterior; Rivera va reprimir severament els abusos dels soldats, Barreiro va acabar amb les prebendes i privilegis indeguts (Lluc Obes, Juan Correa, Juan María Pérez i Antolín Reyna van ser internats a Purificación; (Aquest últim va escapar, i els seus béns van ser confiscats) i la situació va anar normalitzant-se. No obstant això, aviat van sorgir noves desavinences entre el cabdill, els regidors i el seu propi delegat, que van tenir com a fonament la creixent severitat del Protector i el biaix radical que va conferir a alguns temes, especialment al que tenia a veure amb la situació dels espanyols i el problema de les terres.
Les primares diferències van sorgir quan Artigas, des Purificación, va fer encara més estret el cèrcol que havia forjat contra els espanyols. Amb data 28 de juny va enviar un ofici al Cabildo ordenant que fossin remesos a Purificación tots els espanyols europeus reconegudament enemics de la revolució. Va complementar aquesta mesura el 8 de juliol al ordenar el retorn de tots els emigrats després de la presa de Montevideo pels orientals en el termini màxim de dos mesos amb perill d'haver una confiscació dels béns. El caràcter "anti-liberal" - com el va qualificar Cándido Joanico - era evident: Si els espanyols romanien a l'exterior, els seus béns serien confiscats, si retornaven, se'ls internaria a Purificación. Aquesta radicalitat estava motivada pel perill de l'arribada de l'expedició reconquistadora de Motillo, que finalment va desembarcar a altres regions del continent. Però molestava, com s'ha assenyalat, de manera notable la mentalitat del comú dels montevideans. D'altra banda, també estava clar que el cabdill tenia ja al cap la solució que donaria al problema de la terra en el seu reglament del mes de juliol, i volia disposar de la major quantitat de terra que li fos possible. Encara que ja no esdevenien els abusos i excessos de l'època anterior, el domini artiguista era percebut per una part cada vegada més extensa de la població de la capital com una tirania.
La renúncia del Cabildo a obeir aquestes ordres va determinar que la correspondència del cabdill adquirís un to cada vegada més autoritari. Ja havia advertit, en ordenar la substitució d'autoritats, que els "pares de la Pàtria" havien de ser "més inexorables amb el seu deure. Altrament encara sobraven forces per signar el seu extermini". I al juliol, escrivia a Rivera en aquests termes:
| « | Digueu-me vosté per Déu, en què consisteix que els europeus no surtin d'aquest poble, i que amb tanta inacció en la qual no adverteixo un sol tret que m'inspiri confiança. El govern em mol amb representacions, pretenent mil conveniències, els particulars el mateix; de manera que em fan creure que entrant en aquesta plaça tot es contamina. D'aquí neix la manca d'uniformitat en l'opinió. Uns crivellen a altres amb sarrecenisme i esparanisme, tot s'entorpeix i la causa és la que pateix. Amb aquesta data dono la meva última providència i dic al Cabildo i al Barreiro el convenient; I si no veig aviat un remei eficaç, aguardeu-me el dia menys pensat en aquesta. Penso anar sense ser sentit, i veurà vosté si em llença per davant al govern, als sarraïns, als portenys (habitants de Buenos Aires) i a tant malandrí que no serveixen més que per entorpir els negocis. Ja estic tan avorrit que veurà vosté com faig una alcaldada i comencen els homes a treballar amb més empenta. | » |

Les formes liberals d'Artigas al 1813 a poc a poc es van anar quedant a un costat, i el cabdill apareixia cada vegada més autoritari. Tot i aquest clima de creixent distanciament entre l'acció del Cabildo - i del propi Miguel Barreiro - i el cabdill, es van adoptar algunes mesures importants: El territori provincial es va dividir en 6 departaments, es va reorganitzar el Consolat de Comerç, es van prendre mesures contra el sacrifici de ventres bovins i fugida de bestiars cap a Portugal per via del contraban, es va difondre la vacuna antivariolosa, es va fundar la primera biblioteca pública (sobre la donació de llibres realitzada pel pare José Manuel Pérez Castellanos, i el director de la qual va ser Dámaso Antonio Larrañaga), i es van fundar dues escoles públiques i gratuïtes, una a Montevideo i una altra en Purificación. Es va fundar la Casa de Comèdies, inaugurada amb una obra de Bartolomé Hidalgo titulada Sentiments d'un patriota.

### El Reglament de Terres
El Cabildo Governador, necessitat de fons, havia seguit una política fiscal molt severa que provocava la disconformitat dels comerciants i industrials. A la mateixa es va oposar Artigas ("solament la paraula contribució em fa tremolar", va arribar a escriure), però en compensació, va estrènyer al màxim el setge sobre els estrangers i orientals enemics de la revolució a l'efecte de fer-se amb una important massa de béns. Es va ordenar decomissar els vaixells d'estrangers que estaven a la badia carregats de cuirs i altres efectes i es va ordenar l'expropiació del bestiar pertanyent als emigrats. Amb aquesta base econòmica el cabdill va abordar el vell problema del "Arranjament dels camps", en el que es considerava la seva mesura econòmica i social més transcendent.
La propietat d'enormes latifundis per part de destacats personatges de Montevideo, el fenomen dels petits productors rurals que treballaven en els camps que no els pertanyien a títol de mers ocupants i la manca de definició de la propietat dels bestiars eren fenòmens que s'arrossegaven des de temps de la Colònia, i que el govern de Montevideo d'aquella època havia tractat d'"arreglar" a través de l'acció de Félix d'Azara, del que Artigas havia estat col·laborador. A aquestes indefinicions calia afegir la situació d'extrema inseguretat regnant a la campanya, recorreguda per gautxs sense ocupació fixa i, des de l'esclat de la revolució, per partides de desertors i gent armada que voltava per les seves terres.
Artigas va abordar aquest tema fonamental, perquè d'ell depenia en gran proporció la societat que anava a crear-se, amb dos objectius bàsics: primer, generar condicions de seguretat que permetessin el normal desenvolupament de les feines rurals, i el segon, assentar a la terra a els gautxs i demés població transhumant i convertir-los en petits productors. Perquè això fos possible, era necessari comptar amb una massa de terra a repartir, amb bestiar i instruments de conreu i amb la decisió política de desconèixer el dret de propietat que sobre aquestes terres i aquest bestiar tenien els enemics de la revolució. Aquest objectiu social va ser un dels fonaments essencials de l'assetjament del cabdill als espanyols i altres desafectes.
La línia d'actuació, expressada al Reglament provisori de 1815 de la campanya i seguretat dels seus assentats aprovat a Purificación per Artigas el 10 de setembre del 1815, va generar, més enllà de les seves disposicions concretes i de la polèmica sobre la seva aplicació, una gran distància entre dues concepcions del procés revolucionari. D'una banda, les de les classes altes de Montevideo, que veien en ell l'emancipació del jou colonial, però que pretenien mantenir, amb pocs canvis, l'estructura social preexistent, que els permetés conservar els seus privilegis. I de l'altra, la de la població rural en armes, que aspirava legítimament a una redistribució dels béns, i en particular de la terra, per millorar la seva situació en la nova societat. Aquesta dicotomia es va centrar bàsicament en la propietat, per aquells, aquesta era, d'acord amb les concepcions del liberalisme burgès i revolucionari, un dels més sagrats drets naturals de l'home, i havia de ser respectada per sobre de tota consideració. D'aquí l'expropiació forçosa dels béns d'espanyols a Montevideo. Per a les classes postergades del medi rural, en canvi, no tenia sentit el combat contra els "gots" (realistes de Montevideo) si, expulsats aquests, anaven a seguir vivint com abans. La revolució, i encara que difícilment s'ho plantejarien en aquests termes, havia de significar una alteració social profunda de l'estructura colonial. Per això, l'aspiració del reglament va acabar per separar de manera definitiva a Artigas, respecte dels propietaris i comerciants que en un principi l'havien acompanyat.
La base del pla d'Artigas va consistir en utilitzar els béns dels enemics "no només dels espanyols sinó de tots aquells que s'oposessin obertament al procés revolucionari" i repartir-los entre la població rural, a efectes d'aferrar-los a la terra, donar-los un lloc en el sistema social que s'estava creant i fer que tinguessin alguna cosa propi que defensar.
El reglament artiguista podia dividir-se, al comprendre el seu estudi, en dues parts perfectament diferenciades en la seva denominació: d'una banda el foment de la campanya, i de l'altra la seguretat dels seus assentats.
El text comença amb una divisió administrativa de la província (o de la part d'aquesta situada al sud del Riu Negre) i la creació d'una burocràcia jerarquitzada encarregada d'aplicar les disposicions. Aquest territori es dividia en quatre circumscripcions administratives (després ampliades a cinc); En cadascuna d'elles es nombraven jutges pedanis perquè vigilessin la distribució de les terres i els altres instruments i el compliment de les obligacions establertes per part dels beneficiaris. Aquests jutges eren dependents dels sotstinents de província, els quals, al seu torn depenien de l'alcalde provincial, i aquest del Cabildo Governador.
Es constituïa després una massa de terra a repartir formada per les terres realengues (o sigui, de propietat pública) i les expropiades a "tots aquells emigrats, mals europeus i pitjors americans", tret que haguessin rebut el benefici d'un indult. S'incloïen tots els terrenys que des del 1811 fins a l'entrada dels orientals a Montevideo (1815) haguessin estat venuts o donats pels successius governs; Si la venda hagués estat feta en benefici d'estrangers, es disposaria de tot el terreny; Si s'hagués fet, en canvi, a favor d'un oriental, es compensaria al seu propietari expropiat amb una mena d'estada. Per aquestes expropiacions no es pagava cap indemnització, però s'especificava que si el confiscat tenia fills, es reservaria a aquests el necessari per la seva manutenció. El bestiar de les terres decomissades serviria amb la mateixa finalitat, de la mateixa manera que aquell que no tingués amo establert.
Aquesta terra i aquests bestiars seran repartits sense cap cost a favor dels que es presentessin com a aspirants. L'ordre de preferència estava clarament especificat en un passatge que ha estat comentat i elogiat de manera abundant:
| « | El Sr. Alcalde Provincial i altres subalterns […] revisaran, cadascun en la seva respectiva jurisdicció, els terrenys disponibles i els subjectes dignes d'aquesta gràcia, amb la prevenció que els més infeliços seran els més privilegiats. En conseqüència, els negres lliures, els zambos d'igual classe, els indis i els criolls pobres, tots podran ser agraciats amb sorts d'estada si amb el seu treball i homenia de bé propendeixen a la seva felicitat i la de la província. | » |

S'estableix després que tindrien preferència les vídues pobres amb fills, els casats als solters i els americans a qualsevol estranger. Aquest criteri de preferències de caràcter eminentment social ha estat presentat com l'expressió màxima del Artigas revolucionari i justicier. En realitat el Reglament no fa sinó recollir una vella fórmula del dret espanyol, aplicat quan es procurava poblar una àrea determinada.
El que li confereix, sens dubte, un caràcter revolucionari no és la mera enunciació d'aquesta fórmula, sinó les circumstàncies particulars del cas: Aquí no es tractava de fomentar la població de territoris verges, sinó que s'estaven expropiant terres de persones concretes i repartint-les entre els pobres. És aquest factor el que explica la reticència del Cabildo Governador a complir aquestes disposicions del Reglament i la convicció de la classe propietària que s'estava davant d'una despossessió llisa i plana (Francisco Bauzá més de mig segle més tard, encara emprava aquest qualificatiu). El trasllat de la propietat d'àmplies àrees de terra des dels seus antics amos confiscats a la població rural va adquirir un caràcter revolucionari que no es pot ignorar.
Convé observar també que els esclaus quedaven fora de tot benefici (es parlava dels "negres lliures" i dels "zambos d'igual classe"). La seva indiferència davant la institució de l'esclavitud era la més seriosa contradicció d'Artigas revolucionari. Cada beneficiat rebria una mena d'estada, que comprendria una llegua i mitja de amplada per dos de fondària (unes 10.800 quadres). Aquestes mesures no serien preses en sentit estricte, sinó que podrien modificar-se de manera d'assegurar límits fixos que evitessin problemes i aigua per a tothom. Al costat de la terra cada beneficiari rebria sempre sense cost, un nombre de caps de bestiar no especificat (les que es poguessin reunir, repartides "amb igualtat") i altres instruments de conreu. Al seu torn, l'afavorit havia de complir certes exigències: En el termini de dos mesos havia de constituir un ranxo i dos corrals, amb un mes de tolerància. L'omissió determinava la pèrdua del benefici. Per descomptat, "els béns rebuts no es podrien vendre ni alienar fins l'arranjament formal de la província".
Fins aquí, el que fa al foment de la campanya. La seguretat dels assentats estava protegida per la creació d'un cos de policia de campanya. En cada circumscripció aquesta força estaria formada com a mínim per vuit soldats i un sergent dependents de l'alcalde provincial, i de quatre soldats i un cap a les ordres de cada tinent de província. Li tocaria al Cabildo decidir en cada cas si aquesta tropa s'integraria amb veïns "que haurien de mudar-se mensualment" o amb soldats professionals.
L'objectiu de la policia de campanya seria el de desterrar als vagabunds i detenir malfactors i desertors. Els vagabunds serien remesos a la caserna general "per al servei de les armes". Qualsevol que cometés "algun homicidi, furt o violència a qualsevol veí de la seva jurisdicció" seriosa remès al govern de Montevideo per ser jutjat.

#### Aplicació del Reglament
Durant molt de temps es va sostenir a la historiografia uruguaiana que el Reglament havia despertat poc interès entre la població, i fins i tot se suposava que s'havien presentat escàs nombre de persones als registres de possibles beneficiaris. Els historiadors uruguaians Lucía Sala Touron, Julio Carlos Rodríguez i Nelson de la Torre han demostrat que no va ser així, i que malgrat que l'aplicació de la llei artiguista va ser molt breu en el temps, va deixar en la societat rural oriental una marca profunda .
La població va acudir a la crida de la disposició agrària, i els interessats a rebre els beneficis van ser molt nombrosos; Però la distribució va xocar amb serioses resistències que van dificultar la seva aplicació. Per la seva banda, els assentats criolls, que aspiraven a augmentar les seves propietats amb les terres dels emigrats, es van constituir en una Junta d'Hisendats i van fer valer la seva influència sobre el Cabildo per demorar i distorsionar el compliment de les disposicions artiguistes. I de l'altra, el mateix Cabildo, que "va rebre el Reglament amb freda i afectada aprovació", va demorar fins on li va ser possible amb el precís objectiu que la distribució de les terres fora lenta i escassa. Miguel Barreiro -delegat personal de Artigas- va secundar aquesta manera de fer, el que li va fer perdre la confiança del cabdill. El Reglament es va aprovar el 10 de setembre del 1815, i fins al novembre del mateix any el Cabildo no va designar els funcionaris responsables de la seva aplicació. Aquests van ser: Juan de León com a alcalde Provincial, i Raimundo González, Manuel Durán, Manuel Cabral i Hilario Pintos com a Sotstinents de la Província. A aquesta tardança es va sumar la defensa que el cos va fer d'alguns confiscats als quals considerava neutrals i susceptibles de tornar al territori oriental, cosa que si es provava certa els permetria recuperar els seus béns. Les terres, llavors, es van repartir amb morositat i irregularitat. Una de les maniobres més comunes va ser la d'acceptar un arranjament entre l'emigrat susceptible de confiscació i un personatge insospitable de la societat montevideana que apareixia com a comprador o beneficiari d'una donació d'aquestes terres. D'aquesta forma, se les treia de circulació com a repartibles.
Aquesta postura del Cabildo, expressió notòria de la disconformitat dels seus integrants pel que fa a la solució artiguista, va distorsionar tota l'aplicació de la mateixa; Davant la injustificada tardança els cabdills rurals artiguistes van començar a repartir terres pel seu compte, al marge moltes vegades de les pròpies disposicions del Reglament.
Mentrestant, Artigas es trobava cada vegada més radicalitzat davant l'actitud dels organismes de Montevideo, als quals amb raons prou valedores considerava gairebé responsables d'un boicot. Llavors es va pronunciar sistemàticament en suport d'aquests repartiments irregulars, aconseguint que el tema adquirís un caràcter caòtic totalment evitable. Un dels casos més notoris de repartiments irregulars va tenir com a protagonista a Encarnació Benítez, cabdill  artiguista dels pagaments de  Soriano. Ramon de Càceres, protagonista dels fets, ho narrava així:
| « | Era un marró molt gros, la figura imposava respecte, o temor. Feia servir bota de mig peu i estirava amb els dits sobre l'estrep. Voldria detallar el seu vestit i maneres, però em sembla massa minuciositat. Em limitaré amb dir que, tot i que jo era un oficial d'Artigas, li vaig tenir por. | » |

Donada la tardança amb la qual Manuel Durán es va fer càrrec de les seves funcions, Benítez va començar a repartir terra i bestiar entre els seus. És en aquest repartiment on es troben camps pertanyents a Julián de Gregorio Espinosa, un assentat que tenia una estreta amistat amb Fructuoso Rivera. Espinosa havia adquirit camps per donació de Melcior Albín, un emigrat espanyolista que havia integrat les "partides tranquil·litzadores " en temps de Vigodet. El Cabildo, informat d'aquesta situació, va ordenar el desallotjament dels beneficiaris i la devolució dels béns a qui deia ser el seu propietari, considerat un patriota i defensat per Rivera. Encarnació va fer escriure llavors una carta a Artigas que segons l'historiador uruguaià Maiztegui Casas, aquesta carta era millor que una biblioteca sencera per entendre el concepte dels desposseïts que acabaven en aquells dies de la revolució carregant sobre les seves esquenes:
| « | El clam general és: Nosaltres hem defensat la pàtria i les terres de la campanya, hem perdut tot el que teníem, ens hem jugat les nostres vides (...) I és possible que des del pare fins a l'últim negre hem sét perseguits i han intentat de totes les formes possibles el nostre extermini, i ells segueixen gaudint la seva mala conducta i antipatriòtica conversa, siguin aquests enemics declarats del sistema els que guanyen després d'haver-nos fet la guerra i tractar-nos com a enemics?, Són ells els que guanyen i nosaltres els que perdem? (...) L'assumpte és que perquè la seva excel·lència em digui si la devolució dels camps usurpats pels Albines és de la seva voluntat o no; I si el Cabildo de Montevideo procedeix d'acord amb la seva excel·lència o no. " | » |

Aquesta presumpta hostilitat entre alguns cabdills artiguistes com Benítez i el poble rural es pot entendre a causa de la rústica força primitiva d'alguns dels cabdills artiguistes, que tot i ser fidels a la causa ho eren també en la seva indisciplina i en el seu alçament, contraris de les disposicions del Reglament i el mandat de les autoritats patrícies de Montevideo.
Un ofici del Cabildo Governador, exposant les seves queixes contra Benítez a Artigas, mostrava clarament la visió dels assentats sobre l'aplicació d'aquest polèmic Reglament de terres denotant clarament el conflicte preexistent entre el Cabildo doctoral i el cabdillatge rural i també era un vívid registre dels conflictes d'Encarnación i els assentats:
| « | al capdavant d'una tropa d'homes, perseguits pels seus desordres, o per vagància o pels seus crims, travessa els camps, destrossa les terres, desola les poblacions, aterreix al veïnat i distribueix els guanys i terres al seu criteri arbitrari (...) l'arranjament de la campanya (...) li és impossible verificar mentre subsisteixi en ella, el desertor Encarnación i els malfactors que l'acompanyen. | » |

Sense cap dubte, gràcies principalment a l'acció d'aquests cabdills artiguistes aquest període d'apogeu de la revolució és reconegut per una gran part de la histografia uruguaiana com la " dictadura paisana ". Un episodi que resulta apropiat nomenar i que dona crèdit absolut a aquest nom de "  dictadura paisana " és el moment de la mort d'Encarnación Benítez que va morir combatent contra els portuguesos. La historiadora uruguaiana Ana Ribeiro en el seu llibre  El Cabdill i el Dictador  transcriu l'informe de l'oficial portuguès que li va donar mort que figura a  l'Arxiu Artigas , la eloqüència del qual mereix transcriure's:
| « | A pocs dies de la meva arribada vaig tractar de sorprendre la divisió del cabdill Encarnación Benítez, flagell i terror de la Colònia i de tots els pobles del marge esquerre del riu Uruguai. Revestit aquest assassí dels poders d'Artigas assolava la campanya amb les seves decapitacions; La història no pot sentir-se sense horror. Vaig prendre mesures i a l'alba del 25 em vaig trobar sobre el seu camp a la costa del riu de San Juan. Es va posar en posició de defensa amb el seu destacament de cent quaranta soldats de cavalleria, però els nostres esquadrons els van arrasar i van vèncer en pocs minuts. Encarnación, un frare que l'acompanyava en les seves aventures i alguns soldats van quedar al camp; Els altres van ser presoners, a excepció d'uns pocs que es van amagar al bosc. Vostra excel·lència no podrà fer-se una idea de l'alegria d'aquest poble i de tots els seus habitants per la mort d'Encarnación i la destrucció de les seves forces. El poble es va il·luminar durant tres dies i tots van córrer amb plaer a veure el cadàver d'aquell monstre; Tal era el terror que havia infós en aquestes comarques la barbaritat d'aquest home sanguinari. | » |

Alguns escriptors asseveren que aquesta és una nova versió de l'anomenada "  Llegenda Negra antiartiguista "
, però el que és cert és que els oficials portuguesos després de les batalles en els seus partes quan descrivien les xifres de pèrdues del bàndol portuguès i del bàndol artiguista aquestes solien ser elevadament desproporcionades. Com a tal ho demostra l'historiador Eduardo Acevedo Díaz, ja que segons els partes de batalla portuguesos uns mil artiguistes van ser morts o capturats a la campanya de les Misiones Orientals i dos en les files portugueses; Dos-cents vuitanta morts a batalla de lbirocay i dos portuguesos; A la batalla de Carumbé van morir sis-cents orientals i vint-i-sis portuguesos, xifres que són absolutament irrisòries. Tot i això, és de suposar que existia una gran problemàtica entre la població rural i alguns cabdills artiguistes que adoptaven mesures totalment contraproduents i totalitàries que resultaven perjudicials a la causa revolucionària.

### Reglament de duanes

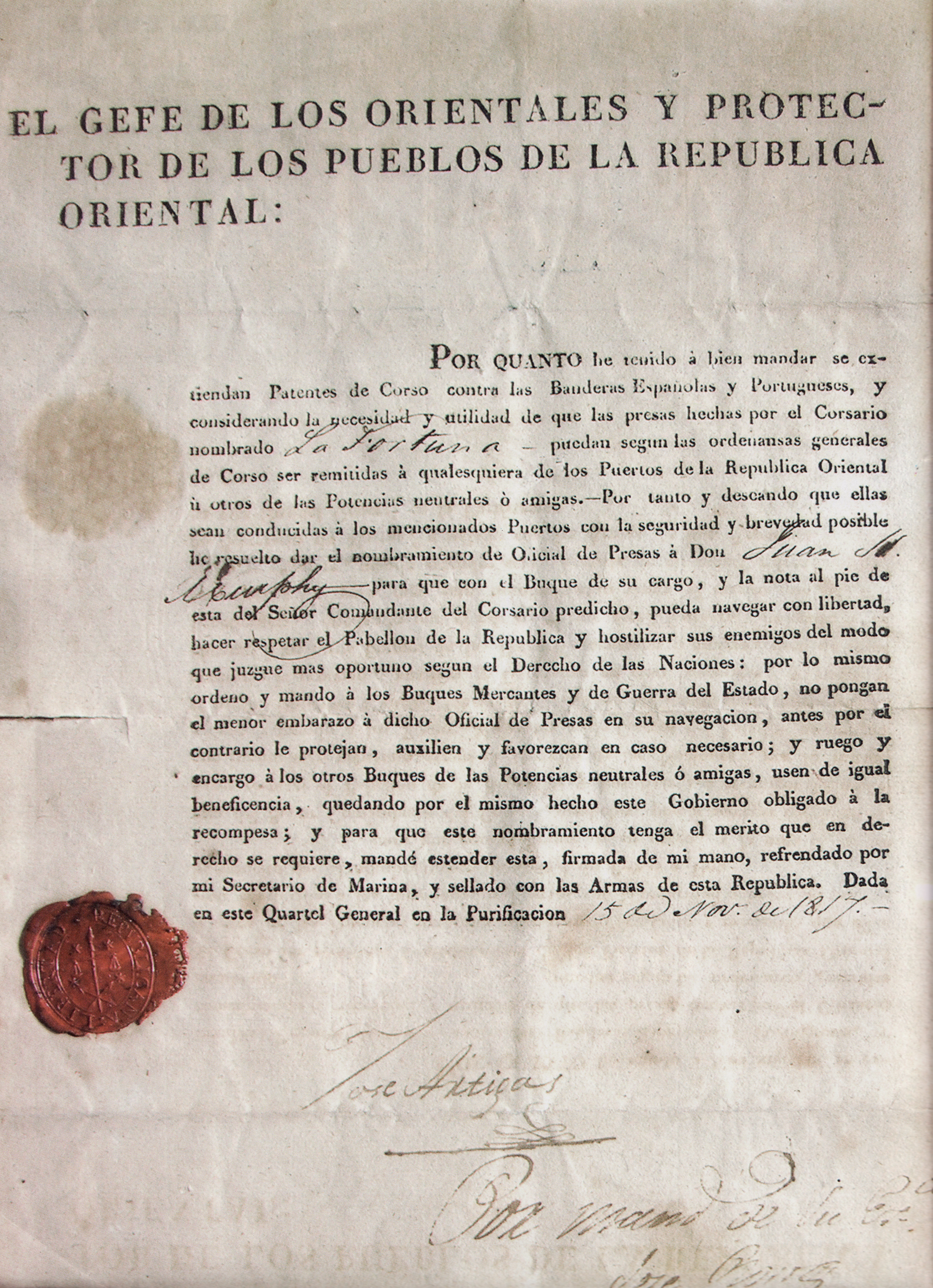
Part del Reglament de duanes.

L'intent més seriós de construir una política econòmica comuna al Protectorat la va realitzar Artigas amb la seva aprovació del Reglament Provisional d'Aranzels, o Reglament de Duanes, aprovat el 9 de setembre del 1815 al Purificación.
En aquest el cabdill va consolidar un canvi de criteri que la realitat li havia demostrat com necessari en matèria comercial. Del lliure comerç predominant a les Instruccions de l'any XIII, va passar a un definit proteccionisme, que definiria la política de tots els  governs federals de l'àrea fins a la llei de Roses del 1835. Aquesta evolució assenyala el passatge del cabdill provincial que era Artigas el 1813 al governant d'una àrea amplíssima que arribava fins a zones molt allunyades dels ports, en què existia un desenvolupament artesanal que creia necessari protegir.
El Reglament establia que als ports de la Confederació (Lliga Federal) la taxa per importació de les mercaderies estrangeres seria del 25% sobre el seu valor de venda. Si els articles eren de consum popular (tabac negre, paper, sucre, carbó de pedra, llosa, vidres) pagarien un 15%; En canvi, si eren competitius amb els que es fabricaven a la zona, els aranzels oscil·larien entre un 30 i 40% (brous i olis, robes fetes, calçat, etcètera). Si els productes eren importats d'algun país americà l'aranzel baixava verticalment al 4%; Un 5% pagarien productes provinents d'altres regions de les  Províncies Unides que fossin competitius amb la producció local (nous i panses de Sant Joan, llenços i cotó de la La Rioja i Catamarca, herba i tabac del Paraguai, ponxos, argots, eines, farines i blats. Alguns productes estaven lliures de tot aranzel i podien introduir-se lliurement, per considerar-se de gran necessitat: Màquines i instruments de ciència i art, llibres, impremtes, pólvora (encara que José Artigas va construir una fàbrica de pólvora a  Misiones per acabar amb la dependència d'aquest producte), sofre, salnitre, medicines, armes, plata i or.
Les exportacions estaven gravades amb un 4% d'impost amb excepció dels cuirs, que pagarien un 6% més un real per unitat. L'exportació d'objectes de plata i or es recarregava amb un 8%; El mateix pagarien els cuirs de llúdrigues i cérvols, el sèu, els cuirs i les xapes. Es podrien exportar lliurement, sense pagar aranzel, les farines i galetes fabricades a l'àrea. S'establia que els vaixells que hagin pagat les taxes corresponents en qualsevol dels ports del protectorat quedarien eximits de pagar-les novament en d'altres.
Reyes Abadie, Bruschera i Tabaré Melogno, en la seva obra El cicle artiguista, van afirmar que es creava així una unió duanera que ascendia a les províncies de la Lliga Federal de la categoria d'aliança ofensiva-defensiva a la d'unitat econòmica. Tot aquest transit comercial es canalitzava a través dels ports de la Banda Oriental, i fonamentalment a través de Montevideo, que va viure en aquells mesos moments de gran prosperitat.

### Les polítiques per als pobles indígenes
La resistència de les oligarquies  blanques urbanes a la integració amb els indígenes, que consideraven barreja confusa de menyspreu i terror, no era només comú entre el patriciat de les capitals portuàries. Aquest va ser un punt on no va existir sempre entesa entre Artigas i els cabdills militars del litoral, singularment amb els de les zones de Corrientes i Santa Fe. El record dels antics abusos de les tribus salvatges i les forces artiguistes, causava rebuig i prevenció, amb la qual s'estavellaven les bones raons d'Artigas.
El 3 maig del 1815 escrivia al Governador de Corrents, indicant les pautes per a una nova conducta.
El derrotisme, malbaratament i corrupció dels administradors dels pobles dels indis, llegat que pesava sobre les reduccions indianes des dels inicis de la colonització, eren conductes que Artigas no les creia estranyes, per ser, segons ell "conductes tan inveterades"(conductes tan arrelades), que ja era necessari d'una vegada i per totes esborrar, amb la mesura que "el que dicta la raó i la justícia és que els indis nomenin ells mateixos als administradors". Importa més que la mesura -i la recomanació al Governador que visités personalment les reduccions, per inspeccionar-les i "servir-li de satisfacció i de consol en veure els pobles la seva dependència en assossec" - les raons en què es fonamenta:
| « | Jo desitjo que els indis, en els seus pobles, es governin per si mateixos, perquè tinguin cura els seus interessos com nosaltres els nostres. Així experimentin la felicitat pràctica i sortiran d'aquell estat d'aniquilament al fet que els subjecta la desgràcia. Recordem que ells tenen el principal dret i que seria una degradació vergonyosa per a nosaltres, mantenir-los en aquella exclusió vergonyosa que fins avui han patit, per ser indians. Recordem-nos de la seva passada infelicitat i si aquesta els aclapara tant, que han degenerat del seu caràcter noble i generós. Ensenyem-los nosaltres a ser homes senyors de si mateixos. Per a ells donem la major importància als seus negocis. Si falten als seus deures, castiguem-los; Servirà perquè els altres s'esforcin, prenguin amor a la Pàtria, als seus pobles i als seus semblants. | » |

Les seves paraules, aviat es convertirien en obres. Al 1816, Artigas iniciava a Purificación un assaig d'arrelament i colonització, amb indígenes guaycurús i Abipons, ambdues tribus procedents del nord de Chaque. El 22 de juny ja estaven els guaycurús "arrelats a la nostra societat", i ja en aquelles dates, arribaven a la Caserna General quatre-cents indis abipons "amb les seves corresponents famílies i els seus quatre cacics", als quals "he pogut portar" -diu Artigas- per mitjà del seu cap "principal José Benavídez". El 2 de gener, havia escrit al Governador de Corrientes, comunicant-li el propòsit del tal José Benavídez de "recollir les seves famílies de l'altre costat i portar tots els naturals que puguin i vulguin passar-se a aquesta Banda", demanant-li, mentrestant, "se li assigni un lloc on pugui romandre amb els seus naturals i les seves famílies, sense perjudici del veïnat i amb l'ajuda d'ells mateixos". A la nota del 9 de gener, replica a les queixes del Governador, i informa que ja van marxar alguns a l'altra Banda per atreure els futurs colons. "Si la meva influència arribés a tant, afegeix, que tots volguessin venir, els admetria gustosament. Faci vostra excel·lència aquesta insinuació, que jo compliré amb el meu deure"; Si, en canvi, continuen en les seves corregudes, el Govern ha de reduir-los. Però, sentenciosament, afegeix, traçant un esquema vigorós de les possibilitats de colonitzar amb la mà d'obra indígena sobre els erms camps dels enemics:
| « | Quan els indis passen de l'altre costat és per buscar refugi i no amb hostilitats. En aquest cas ells estaran subjectes a la llei que vosté vulgui indicar, no amb debilitat i amb un ordre possible pell fet que ells quedin arrelats a la Província, amb aquests braços més que enfortiran la seva indústria, el seu conreu i el seu foment. Tot consisteix en les sàvies disposicions del Govern. Els indis, encara que salvatges, no desconeixen el bé i encara que amb treball, beneiran la mà que els condueix al si de la felicitat, canviant de religió i costums. Aquest és el primer deure d'un magistrat, que pensa en cimentar la felicitat pública. (...) Vosté, encarregat d'aquesta, podrà, prendre de tants enemics com té el sistema i emigrats, i donar un terreny d'aquests als individus on s'alimentin i visquin sota un arranjament, sent útils a la Província, segons porto indicat. Vosté adopti tots els mitjans que exigeix la prudència i la commiseració amb els infeliços i trobarà en els resultats, el futur de la seva beneficència. | » |

A més de constituir pobles per a la població indígena el cabdill va demanar al Cabildo Governador que els enviés "eines de conreu, arades, aixades, alguns pics i pales, igualment algunes destrals, perquè comencin aquests infeliços a formar les seves poblacions i emprendre les seves tasques", a causa d'aquestes polítiques, un gran nombre d'indígenes van emigrar cap a la Banda Oriental, tot i les dificultats imperants, propiciades per algunes autoritats.

## L'ocàs de la Revolució

### Invasió Luso-Brasilera

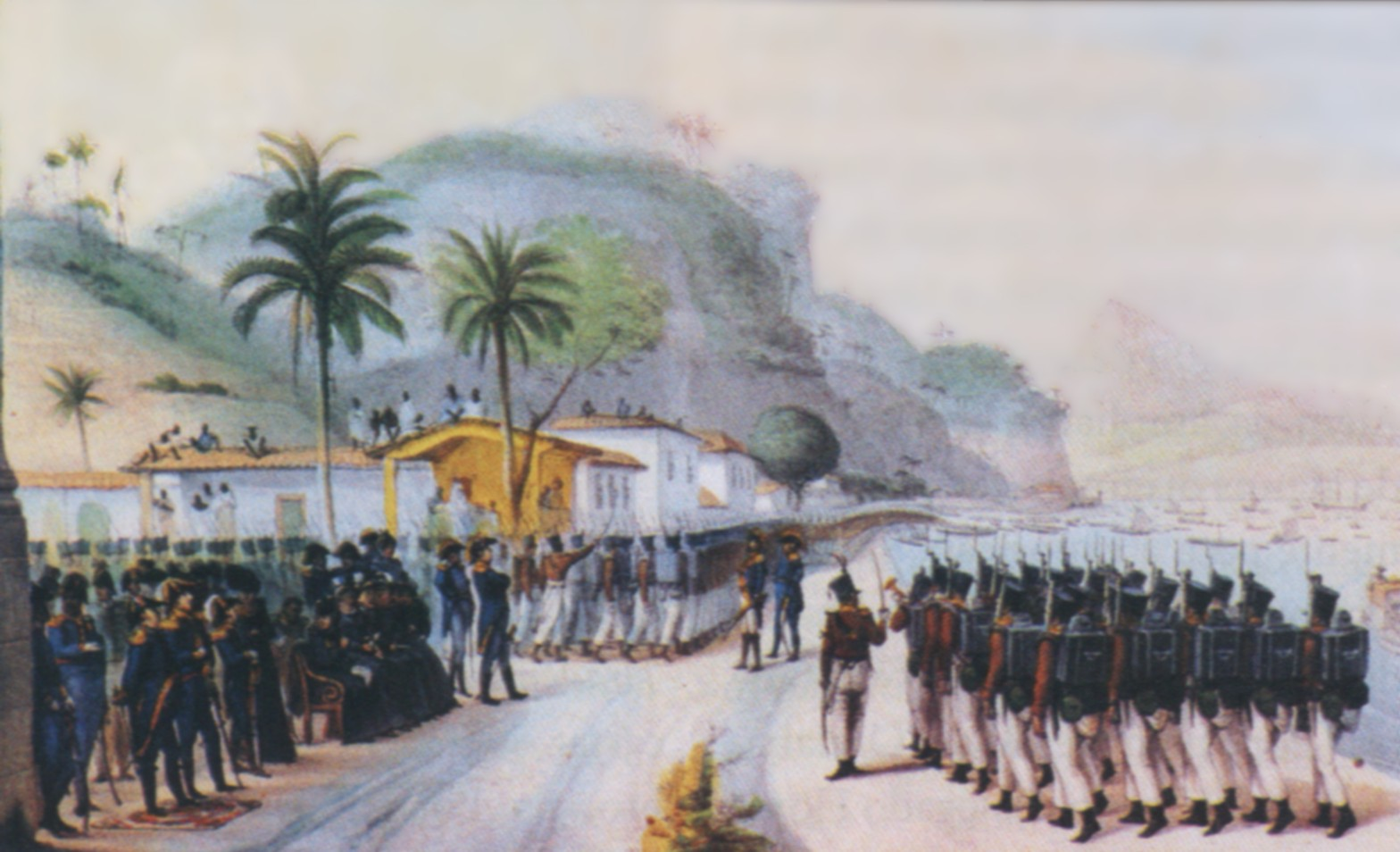
Embarquement des troupes a Prahia Grande pour I´Expedition contra Monte Video (1816), de Jean-Baptiste Debret, mostra com el rei Joan VI passa revista a les seves tropes destinades a la invasió de la Banda Oriental, el dia del seu aniversari.

Portugal, històricament, sempre havia tingut la intenció de fer-se amb el territori de la Banda Oriental des dels inicis mateixos de la colonització d'Amèrica del Sud. Des de la firma del Tractat de Tordesillas del 1494 -on els lusitans van aprofitar el desconeixement sobre la ubicació exacta de la línia de demarcació, que separava les possessions de tots dos imperis, per estendre contínuament cap al Sud i fins a l'oest-, continuant amb la fundació al 1680 de Colònia del Sacramento per part del portuguès Manuel Lobo i fins i tot la conquesta de les Misiones Orientals per part del guerriller José Francisco Borges do Canto al 1801, mentre es desenvolupava la guerra de les Taronges.
No obstant això, aquesta incursió va tenir les seves particularitats respecte de les seves predecessores. Primerament, no va ser efectuada per l'Imperi Portuguès pròpiament dit sinó pel Regne Unit de Portugal, Brasil i Algarve, denominació que van rebre els dominis lusitans després del Congrés de Viena del 1815. En aquest Estat, més precisament a Rio de Janeiro, es trobava assentada la cort portuguesa després de la mudança al 1808 des Lisboa a conseqüència de les guerres Napoleòniques a Europa. Aquest fet va canviar substancialment la visió geopolítica dels governants lusobrasilers, que van veure amb bons ulls l'ocupació de la Banda Oriental per tal de donar-li una sortida marítima als productes del Sud de l'imperi, entre altres motius.
En el període temporal que va des del 1812 -quan, després de fer-se efectiu el Tractat Rademaker-Herrera, les tropes portugueses que va sol·licitar el virrei Francisco Javier de Elío es van retirar de la Banda Oriental- fins al 1816, quan s'inicia la Invasió Portuguesa, Artigas s'havia convertit en el principal líder de la Banda Oriental i un dels caps més importants dins de la constituïda Lliga Federal. Rio de Janeiro no veia aquests fets amb bons ulls; De fet, consideraven que la voràgine que vivia la Banda Oriental, sumat a l'extremisme d'Artigas, eren causes més que suficients per una incursió militar. El  Reglament Provisori de Terres del 1815 -pel qual es decomissaven les terres dels "dolents europeus i pitjors americans", és a dir, els enemics de la Revolució- va donar el cop final perquè els lusobrasilers executessin finalment la irrupció militar.
El contrast entre les dues forces era abismal. Carlos Federico Lecor, comandant de les forces portugueses, posseïa sota el seu comandament entre dotze mil i setze mil homes. Cal destacar que una quantitat considerable d'aquests soldats (uns cinc mil portuguesos) posseïen ja experiència prèvia en les Guerres Napoleòniques. Artigas, en canvi, comptava amb sis mil homes, els quals no eren soldats professionals sinó bàsicament indígenes i gautxs armats. La incursió va començar a l'agost del 1816, quan una avantguarda al comandament de Pinto d'Araújo va entrar al territori oriental. Aquest contingent es va dividir en dues columnes: La Columna de l'Est, comandada pel mariscal Silveira, i la Columna del Nord, dirigida pel general Guarit. Juntament amb ells marxava Lecor amb sis mil homes més cap a Montevideo, sent acompanyat simultàniament per una flota naval que tenia la mateixa destinació. Així mateix, Lecor va deixar dos mil homes apostats a la frontera com a reforç.
Davant d'aquest panorama, Artigas va decidir executar una tàctica contra-ofensiva portant la guerra a territori lusobrasiler, més precisament a les Misiones Orientals. A més, comptava amb el suport del cònsol dels Estats Units, Thomas Lloyd Halsey, qui va emetre patents de corsari a diversos vaixells artiguistes. Aquestes embarcacions van actuar al mar Carib, Mediterrani i l'Atlàntic contra el tràfic mercantil espanyol i portuguès.
En un principi l'argúcia artiguista va donar resultats, reflectits aquests en les victòries d'Andrés Guazurary i José Antonio Berdún a la batalla de Santa Anna. La perspectiva milloraria per als soldats lusobrasilers en les batalles de Sant Borja, Ibirocahy, Índia Morta i  Carumbé, i els soldats artiguistes, tot i que van voler revertir la situació amb victòries com les de Sauce i Pablo Páez, no ho van poder aconseguir.
A Buenos Aires, en tant, el govern dirigit per Juan Martín de Pueyrredón tampoc veia amb bons ulls la influència d'Artigas a les províncies de la Lliga Federal i la seva intransigència davant el govern que encarnava. Per això, va considerar a la invasió com un bon element neutralitzador d'Artigas i la seva influència. Mostra d'això és l'episodi en el qual el govern artiguista de Montevideo, representat per Miguel Barreiro, i el Cabildo van enviar a dos emissaris - Juan Francisco Giró i Juan José Durán - a Buenos Aires per sol·licitar-li a Pueyrredón empara en la lluita artiguista. El governador de Buenos Aires els va oferir un tractat mitjançant el qual enviava ajuda per Artigas si aquest reconeixia la seva autoritat, és a dir, correspondria a abandonar la lluita per l'autonomia federalista. Giró i Durán el van signar, però Artigas va desconèixer el tractat argumentant que:
| «                                          | El Cap dels Orientals ha manifestat en tot aquest temps que estima massa a la seva pàtria, per sacrificar aquest ric patrimoni dels orientals al baix preu de la necessitat. | » |
| — José Gervasio Artigas, 26 desembre 1816. | |   |

Aquests termes, extremistes i ofensius per a Duran i Giró, va determinar que s'allunyessin de la seva causa. L'any 1817 no portaria bones noves per a l'exèrcit artiguista, ja que les derrotes es continuaven succeint. Mostra d'això van ser les batalles d'Arapey i Català, a més de l'entrada de Lecor a Montevideo, qui va ser rebut amb honors per part de Dámaso Antonio Larrañaga i Jerónimo Pío Bianqui, el 20 de gener d'aquell any. No obstant això, els revolucionaris continuaven donant mostres de resistència a la campanya oriental, on es va sotmetre als ocupants a la guerra de guerrilles i la Guerra de Recursos -desbastint Montevideo i les tropes lusobrasileres-.
L'agost del 1817, Artigas va signar a  Purificación amb el diplomàtic anglès Edward Frankland un Tractat de Lliure Comerç, mitjançant el qual s'establia aquest règim entre "els vassalls de Sa Majestat Britànica i ports de la banda Oriental del Riu de la Plata". El que pretenia Artigas amb aquest conveni era acabar amb el control que ambicionava Buenos Aires sobre els rius interiors, com el Uruguai i el Paranà. Artigas no es trobava llavors en el seu millor moment anímic, a causa de les derrotes sofertes i la fugida d'alguns cabdills que col·laboraven amb la seva causa cap Pueyrredón. D'aquest fet n'és testimoni aquesta carta:
| «                                                                    | La situació d'Artigas en l'actualitat es presenta tan perillosa com s'ho exposava en la meva última carta; La majoria dels seus principals oficials estan descontents i en secreta comunicació amb aquest govern (Buenos Aires), i si els portuguesos comencen la propera campanya amb energia i és difícil saber com es defensarà. Artigas va parlar amb desànim de la seva situació a l'oficial que vaig enviar amb la carta. Va lamentar haver abandonat als espanyols, però va dir que els seus daus estaven tirats i, d'acord amb les seves idees, va refusar tota suggestió del govern portuguès per guanyar-lo als seus interessos. | » |
| — Comodoro William Bowles a l'Almirantazgo Britànic, agost del 1817. | |   |

No obstant això, malgrat aquesta situació i de temptatives lusobrasileres de col·laborar amb la seva causa -com testimonia la correspondència de Bowles-, Artigas encara comptava amb el suport de cabdills com Francisco Ramírez i Estanislao López. Finalment, el 13 de novembre del 1817 va oficialitzar, per mitjà d'una nota redactada probablement per José Benito Monterroso, la lluita a dos fronts: contra els lusobrasilers i contra Buenos Aires de Pueyrredón.
| «                                                   | Vostra Excel·lència és un criminal indigne de la menor consideració. Vostra Excel·lència passarà a sentir aquestes veritats, però haurà de passar-li molt més haver donat els motius suficients per al seu esclariment; Aquests van estampats amb els caràcters de la sinceritat i de la justícia (...) Parlaré per aquest cop i parlaré per sempre; Vostra Excel·lència és responsable davant les ares de la Pàtria de la seva inacció o de la seva malícia contra els interessos comuns. Algun dia s'aixecarà aquest tribunal sever de la Nació i en aquest administrarà justícia equitativa i recta per a tothom. | » |
| — José Gervasio Artigas, ofici de novembre de 1817. | |   |

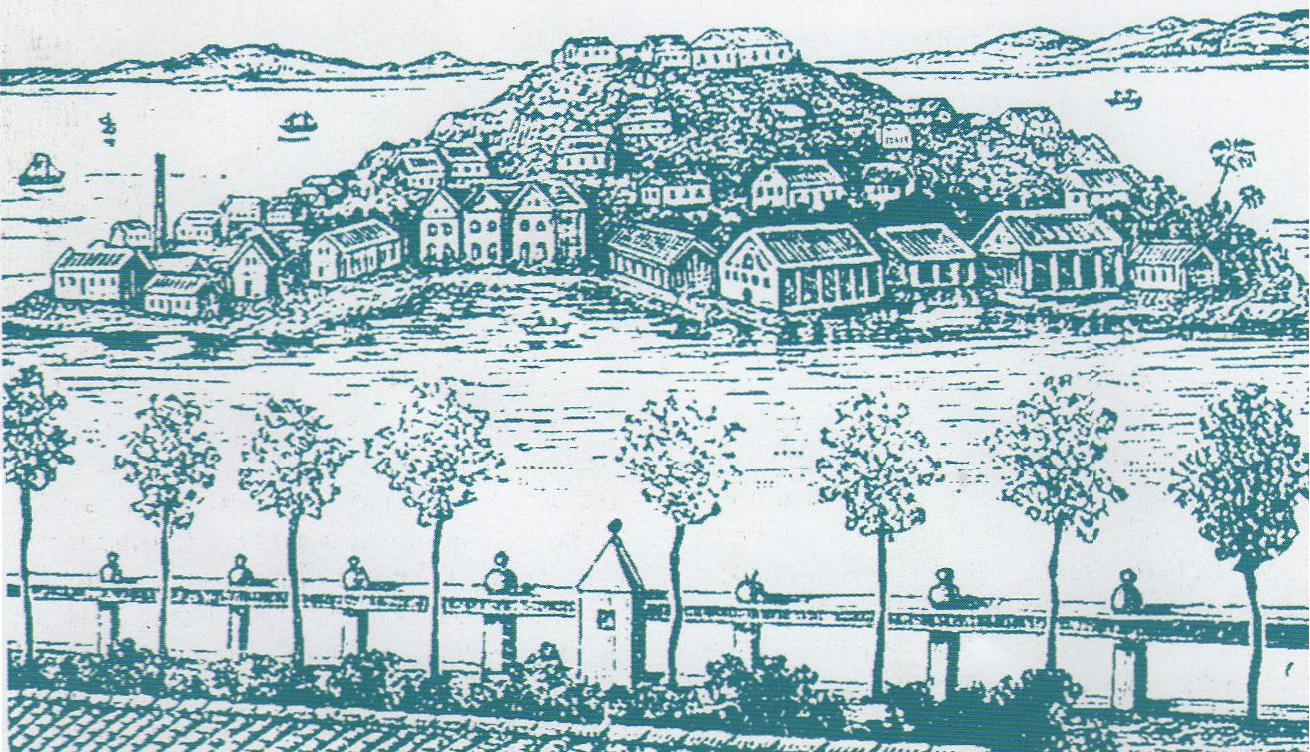
La Ilha das Cobras, situada al Sud-oest de la ciutat de Rio de Janeiro, va servir de presó per als oficials artiguistes capturats, com Bernabé Rivera, Andrés Guazurary i Juan Antonio Lavalleja.

Mentrestant, les baixes continuaven. Continuava la fugida de caps artiguistes, desmoralitzats per l'obstinació d'Artigas, i altres com Bernabé Rivera, Fernando Otorgués, Juan Antonio Lavalleja i Andrés Guazurary continuaven fidels, però es trobaven empresonats a la Ilha das Cobras, a Rio de Janeiro. No obstant això, malgrat trobar--se delmats com estaven, les forces artiguistes van aconseguir algunes victòries com la de Guaviyú, Chapicuy i Queguay Chico, dutes a terme entre el maig i el juliol del 1818, on Fructuoso Rivera va tenir un paper important. Rivera, un combatent particularment virtuós, va realitzar la Retirada del Rabón -on, superat enormement pel nombre de combatents lusobrasilers, va poder retirar-se perdent només sis homes després de deu hores de combat- però va ser finalment derrotat en la batalla de Rierol Grande.
Un any després, al 1819, les tropes artiguistes es trobaven en franca desesperació. Només resistien al Nord de la Banda Oriental, i des d'allà Artigas va intentar un nou contraatac a les Misiones Orientals fins que, a la batalla de Santa Maria, va vèncer a les tropes luso-brasileres. Un mes després, el gener del 1820, es va deslligar la batalla de Tacuarembó, que marcaria el principi de la fi de la Revolució Oriental. Els dos mil soldats que comandava l'artiguista Andrés Latorre van ser derrotats, fet que va tenir conseqüències nefastes per als patriotes, ja que després d'aquesta batalla els soldats lusobrasilers van acabar amb la resistència a la Banda Oriental. Fructuoso Rivera, l'únic cap important que encara es trobava en territori oriental, es va passar al bàndol lusobrasiler al març d'aquell any després de l'acord de Tres Arbres. Les conseqüències de la guerra van ser gravíssimes: segons estimacions, almenys el 6% de la població de la Banda Oriental -quatre mil persones, d'un total estimat de seixanta cinc mil habitants- van morir a la guerra.

### Guerra entre Artigas i Ramírez
El 27 febrer del 1820 Ramírez va enviar a Artigas una carta en termes afectuosos, en la qual incloïa el text del Tractat de Pilar i li deia que l'alegria d'aquest poble i el seu reconeixement cap a l'autor de tants béns és inexplicable. Però gairebé al mateix temps, Ramírez escrivia al seu mig germà Ricardo López Jordán:
| « | Vostè coneix les aspiracions del general Artigas i el partit que té en la nostra província. La seva presència, fins i tot després dels continus desgraciats successos de la Banda Oriental podrien influir contra la tranquil·litat. Procuri vostè per tots els mitjans que aconselli la prudència conservar en l'exèrcit els auxiliars de Corrientes, atraient-los, pagant-los i fent-los-hi veure que els porta al sacrifici per una guerra civil quan, quedant en les nostres banderes, tot serà pau i treball per la veritable causa. | » |

Alhora Ramírez va ordenar detenir l'enviament de 240 fusells que Artigas enviava a Corrientes. Bé sabia el cabdill d'Entre Rios que Artigas no acceptaria bonament l'acord que acabava de signar i que deixava als orientals pràcticament desvalguts en mans dels invasors. Artigas va estar a l'altura dels seus antecedents, i va respondre amb una carta violentíssima, en què acusava directament al seu fins llavors aliat i subordinat de traïció:
| « | L'objecte i finaliat de la convenció del Pilar celebrada per vosté sense la meva autorització i coneixement no han estat altres que confabular-se amb els enemics dels pobles lliures per destruir la seva obra i atacar al cap suprem que ells han triat perquè els protegís, i això sense fer mèrit de molts altres detalls maliciosos que contenen les clàusules d'aquesta iniqua convenció, i que proven l'apostasia i la traïció de vostè […] He de prevenir que si no retrocedeix en el camí criminal que ha pres, em veuré obligat a usar la força, ja que jo també m'he de penedir d'haver-lo triat a vosté i d'haver-lo proposat a l'amor dels pobles lliures perquè avui tingui els mitjans de trair | » |

Ramírez, que estava preparat per a la contingència, va respondre en termes no menys durs:
| « | Quina espècie de poders té vosté sobre els pobles federals per donar-los la llei al seu gust, per a introduir força armada quan no se li demana i per intervenir com a àrbitre sobirà d'ells, o va ser només un dels caps de la Lliga? Per què ha de tenir-nos en una tutela vergonyosa? […] Per que estranya que vosté no declarés la guerra a Portugal ?. O vosté no coneix l'estat actual dels pobles, o traeix els seus propis sentiments. Quina és la força efectiva i disponible a Buenos Aires i les altres províncies per emprendre noves empreses després de l'aniquilació que les va conduir una fracció horrorosa i atrevida? Quin interès hi ha en fer aquesta guerra ara i en fer-la obertament? O creu vosté que per restituir-li una província que ha perdut han d'exposar totes les altres amb inoportunitat? Esperi vosté la reunió del congrés, que ja s'hagués celebrat de no trobar entorpiment de la seva part, i no vulgui que sigui una declaració formal amb una nació limítrofa […] l'obra de dos o tres pobles. | » |

#### Les accions militars a Entre Rios
Artigas es va instal·lar a l'abril al campament d'Ávalos (prop de Curuzú Cuatiá) on va rebre la notícia del Tractat del Pilar i va intentar recolza'l signant el Pacte d'Avalos amb els governs de Corrientes i Misiones (24 d'abril del 1820), que va tenir una existència molt més formal que real, i va haver emprendre la seva última campanya amb forces minvades. Per Corrientes van assistir el governador Joan Baptista Méndez i l'alcalde de segon vot del Cabildo de Corrientes, Domingo Rodríguez Méndez; Per Misiones, el Comandant General Francisco Javier Sití i en representació del Cabildo d'Asunción del Cambay, Miguel Ariyú; I per la Banda Oriental, el Comandant Gorgonio Aguiar i el mateix Cap dels Orientals, José Artigas.
Artigas es va fer designar cap de les forces que han de sostenir una guerra ofensiva i defensiva per la llibertat i independència d'aquestes províncies i Protector dels Pobles de la Lliga Federal, amb poder per fer la guerra i proclamar la pau. Va armar un exèrcit de tres mil genets. Li va declarar la guerra a Ramírez el 8 de maig i va avançar sobre Entre Rios. Davant els preparatius militars d'Artigas, Ramírez va tornar a Entre Rios des de Buenos Aires, de la qual va partir el 23 de maig publicant un manifest dient que sortia de Buenos Aires:
Artigas se hizo designar jefe de las fuerzas que deben sostener una guerra ofensiva y defensiva por la libertad e independencia de estas provincias y Protector de los Pueblos de la Liga Federal, con poder para hacer la guerra y proclamar la paz. Armó un ejército de 3.000 jinetes. Le declaró la guerra a Ramírez el 8 de mayo y avanzó sobre Entre Rios. Ante los preparativos militares de Artigas, Ramírez regresó a Entre Rios desde Buenos Aires, de la que partió el 23 de mayo publicando un manifiesto diciendo que salía de Buenos Aires:
| « | Per escarmentar a un enemic orgullós que intentava ocupar el territori d'Entre Rios, ajudat pels mateixos fratricides que van voler veure sufocats en el Continent tot gènere de llibertat. | » |

El comminava finalment a abandonar Entre Rios, que no ho vol i no el rebrà sinó com un americà que busca el seu refugi subjectant-se a les lleis i al govern que ella té, negant-li dret per ficar-se al govern de territoris que tenien les seves autoritats naturals.
La intenció d'Artigas era ocupar Concepción de l'Uruguai, punt estratègic davant de la Banda Oriental. Ramírez, decidit a evitar l'avanç d'Artigas cap Concepción de l'Uruguai, va sortir de Paranà amb una divisió de cavalleria passant el Riu Gualeguay per la zona de Villaguay. Va destacar forces d'observació sobre el Rierol Grande al comandament de Gervasio Correa, mentre que Artigas va ordenar al comandant missioner Francisco Javier Sití que avancés sobre Entre Rios amb 1.500 homes. Les dues avantguardes van xocar al Combat de Rierol Grande amb resultats favorables als artiguistes, de manera que Ramírez va repassar el riu Gualeguay i es va situar a la zona de les Guachas. El triomf de la seva avantguarda va permetre que Artigas prengués Concepción de l'Uruguai, que va ser saquejada pels seus soldats.
El 13 de juny Artigas i Ramírez van xocar a la batalla de les Guachas, prop del riu Gualeguay (Departament Tala), batalla que Ramírez va jutjar de resultat indecís i Artigas com un triomf propi, ja que Ramírez es va retirar a Paranà. Però aquest va aconseguir refer-se gràcies a les tropes i les armes que el govern de Sarratea li va proporcionar des de Buenos Aires. El nucli eren 220 cívics, al comandament del comandant Lucio Norberto Mansilla. Ramírez va reunir set cents homes de cavalleria i tres peces d'artilleria i va esperar l'arribada d'Artigas en una posició favorable als afores de Paranà.
El 24 de juny del 1820 es va produir la batalla de la Baixada del Paranà: Ramírez va col·locar una línia d'infanteria i artilleria al comandament de Mansilla en una posició fixa, des d'on podien avançar sense témer l'atac de la cavalleria d'Artigas. A continuació, els genets d'Artigas van ser portats fins a dues vegades fins a les files de la infanteria i van ser destruïts. Finalment, els coronels López Jordán, Gregorio Píriz, Pere Barrenechea i Juan León Solas van atacar de ple el campament dels correntins, missioners i orientals, obligant-los a fugir.
Després de la derrota, Artigas es va situar després prop del rierol Sauce de Luna tot esperant l'arribada de tropes correntines i el replegament d'algunes de les guarnicions que havia deixat, mentre Ramírez enviava emissaris a tota la província per reunir tropes i fustigar les forces d'Artigas.
Al juny del 1820 San Antonio del Salto Chico (actual Concòrdia) va patir un èxode total dels seus habitants guaranís, partidaris tots d'Artigas, davant la derrota del seu líder. Aquests es van refugiar a la veïna riba de la Banda Oriental atrets per l'ex cap artiguista de Mandisoví, Domingo Manduré, qui s'havia passat al bàndol portuguès i havia rebut de Lecor el grau de tinent coronel i comandant de un poble d'emigrats guaranís.
Ramírez va partir de Paranà amb mil genets i tres-cents infants a les ordres de Mansilla en direcció al campament d'Artigas a Sauce de Luna, derrotant el 17 de juliol al Combat de Sauce de Luna, a prop del riu Gualeguay, a les forces correntines al comandament de López "Chico"; El 22 de juliol va aconseguir derrotar el missioner Perú Cutí, qui comptava amb tres-cents homes al Combat del Racó dels Yuquerís. Pocs dies després va batre al missioner Matías Abacú al Combat de Mandisoví. Artigas va passar el riu Mocoretá perseguit per Ramírez.

#### Les accions militars a Corrientes
El 25 de juliol Francisco Javier Sití, que va ser lloctinent d'Andrés Guazurary i des del 5 de març de 1820 era el Comandant General Interí de la Província de Misiones, es va passar al bàndol de Ramírez, firmant el 28 de juliol l'Acord de Mocoretá, on va reconèixer a Ramírez la direcció de la província de Misiones, incloent a Mandisoví, que des d'agost del 1819 tenia un alcalde guaraní dependent del comandant de Misiones i un comandant militar per als criolls depenent d'Entre Rios.
Després de rebre la incorporació de Sití, Ramírez va tornar a derrotar el correntí López "Chico" al Combat de Mocoretá el 24 de juliol, que estava protegit amb quatre-cents homes camí cap al campament d'Artigas.
El 27 de juliol, Ramírez va derrotar una vegada més a Artigas a la batalla de Las Tunas, en què va fer un intel·ligent ús de l'artilleria al comandament del comandant Mansilla. El mateix Artigas va escapar en anques del seu primogènit Manuel, sent derrotat l'endemà al Combat de Osamentas.
Ramírez va atacar el propi campament d'Artigas a Ávalos, prop de Curuzú Cuatiá. Allà, el cabdill oriental encara estava al capdavant de sis-cents homes, i amb el suport de l'ex governador Joan Baptista Méndez, va intentar un últim combat. Però va ser derrotat completament el 29 de juliol per Ramírez, Píriz, Casco i el cacic Sití, que havien sét homes seus, a la batalla de Ávalos. A Ávalos van caure presoners els seus millors oficials i el seu secretari José Benito Monterroso, a qui Ramírez va obligar a complir idèntiques funcions al seu servei. Artigas va sortir d'allà amb només dotze homes. També van passar a poder de Ramírez tota l'artilleria d'Artigas, armes i municions, vint-i-cinc carretes i cinc-cents bous.
A finals de juliol havia iniciat el seu avanç pel riu Paranà amb la flota que Sarratea li havia subministrat a Ramírez, al comandament del comandant Manuel Monteverde, que va aconseguir evadir un bombardeig davant de Esquina i va prendre el port de Goya. El 3 d'agost l'esquadra es va apoderar en el riu Corriente de les llanxes i vaixells de Pedro Campbell. El capità irlandès es va veure obligat a retirar-se a peu fins a Corrientes.
En les seves memòries, Ramón de Càceres recordava que:
| « | Era tal el prestigi d'aquest home que després de ser destruït a Ávalos i quan crèiem que ja no podia refer-se, en el seu trànsit per Misiones, sortien els indis a demanar-li la benedicció i el seguien com en processó amb les seves famílies, abandonant les seves cases, els seus sementers i els seus animals. Així va ser que en vuit dies havia reunit vuit-cents homes, amb què assetjava Cambay. | » |

Ramírez va arribar a la capital missionera (Nuestra Señora de la Asunción del Cambay) que estava sent assetjada per Artigas amb vuit cents homes. Allà es trobava Sití, amb 600 missioners resistint a Artigas, que estava indignat pel canvi de bàndol del comandant de Misiones. Les forces de Ramírez, al comandament del comandant Píriz, van arribar per sorpresa, vencent al Combat del Cambay el 20 de setembre del 1820 a la resistència dels dracs comandats per Matías Abucú.
Aquesta va ser l'última acció militar d'Artigas: Derrotat definitivament, va quedar envoltat per Ramírez, els portuguesos i els Esteros de l'Iberá. En permanent fugida cap al nord pel territori de Misiones, perseguit de prop per Píriz i per Sití, es va acostar a la frontera del Paraguai amb cent cinquanta homes.

#### L'exili d'Artigas
Les autoritats portugueses van oferir una amnistia a Artigas, amb la condició de ser confinat a Rio de Janeiro, però la va rebutjar, el mateix que l'oferiment del cònsol nord-americà a Montevideo, que va posar a la seva disposició els mitjans per traslladar-se als Estats Units.
Mentre els seus segons perseguien a Artigas per tot el territori missioner, Ramírez va ocupar la ciutat de Corrientes, va fer arrestar Pedro Campbell i a Mariano Vera, i es va fer nombrar governador.
Artigas va arribar fins Candelaria, llavors en poder paraguaià. El 5 de setembre del 1820 va travessar el riu Paranà cap a Itapuá amb un centenar de fidels i des d'allà va enviar la seva espasa i una carta al dictador Gaspar Rodríguez de França, demanant-li que se li permetés ingressar al Paraguai amb la seva gent en qualitat de refugiat.

El dictador paraguaià va acceptar amb la condició que no podien acompanyar-lo grups majors de 25 persones, de manera que Artigas va llicenciar a les seves forces. En dirigir-se a Asunción, Artigas portava com a única companyia la de dos sergents i un servent, el Negro Ansina, que l'acompanyaria fins a la seva mort. Rodríguez de França el va tenir confinat un temps en una cel·la d'un convent, i després el va destinar a San Isidro de Curuguaty.
Culminava així el dur, prolongat i fulgurant Cicle Artiguista.